# Liste von Städten mit historischem Stadtkern in Deutschland

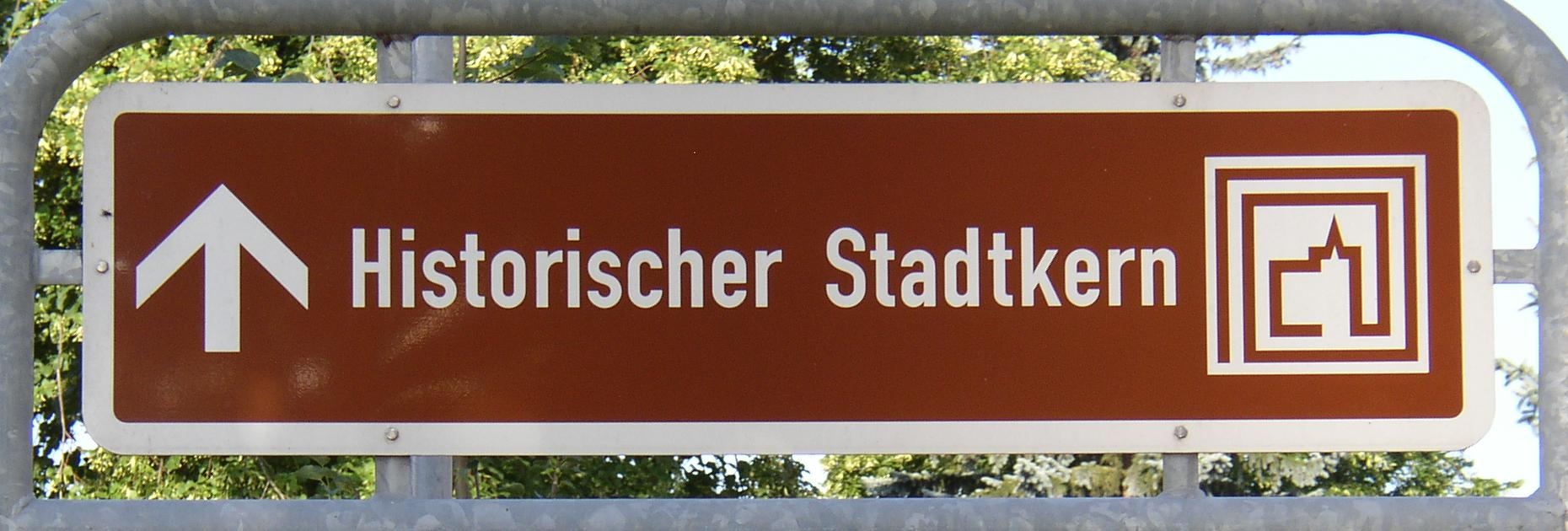
Ein Hinweisschild macht auf einen historischen Stadtkern aufmerksam.

Diese Liste von Städten mit historischem Stadtkern in Deutschland eröffnet einen bundesweiten Überblick über Orte und Städte, die einen historischen Stadtkern (allgemeinsprachlich auch Altstadt genannt) mit denkmalpflegerischer Bedeutung besitzen.
Die zusätzlichen Bezeichnungen zu den einzelnen Städten sollen den jeweiligen historischen Stadttypus einer Stadt mit historischem Stadtkern kennzeichnen. Die Liste macht keine Aussage über die Vollständigkeit erhaltener Altstädte, soll aber repräsentative Stadttypen aufzeigen.

## Liste deutscher Altstädte

### Baden-Württemberg

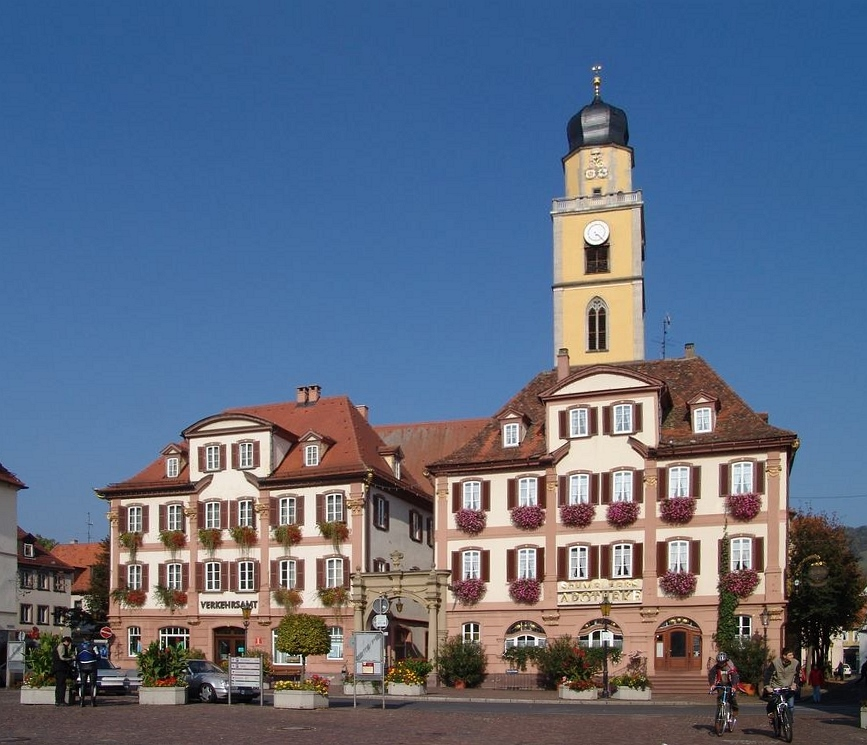
Bad Mergentheim: Marktplatz mit St. Johannes
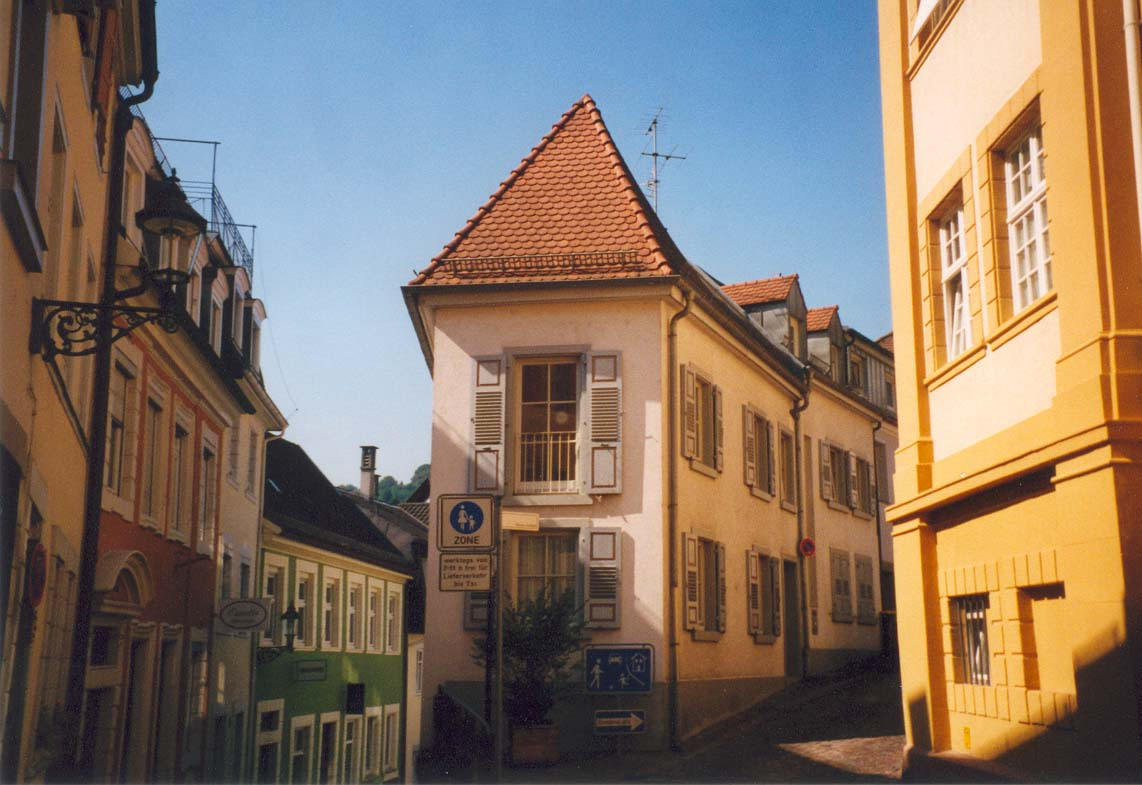
Baden-Baden: Altstadt des Kurortes
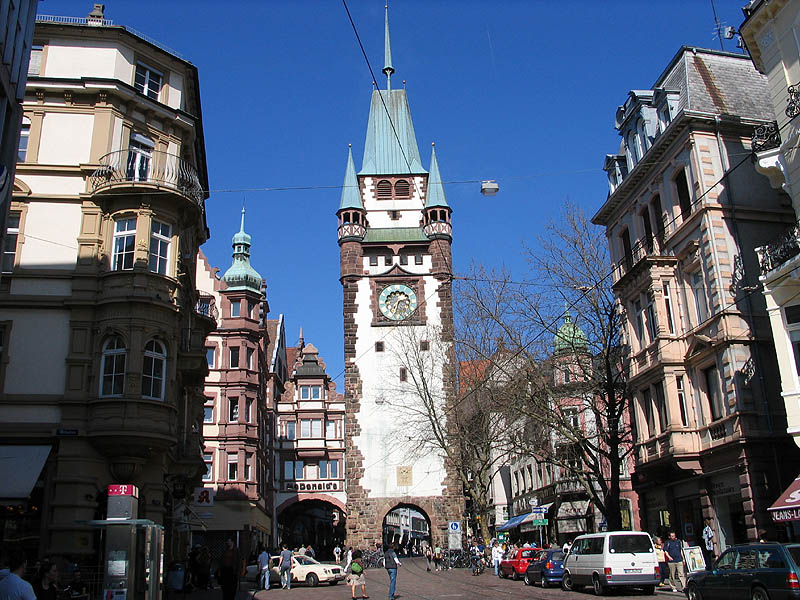
Freiburg: Martinstor am Rande der Altstadt
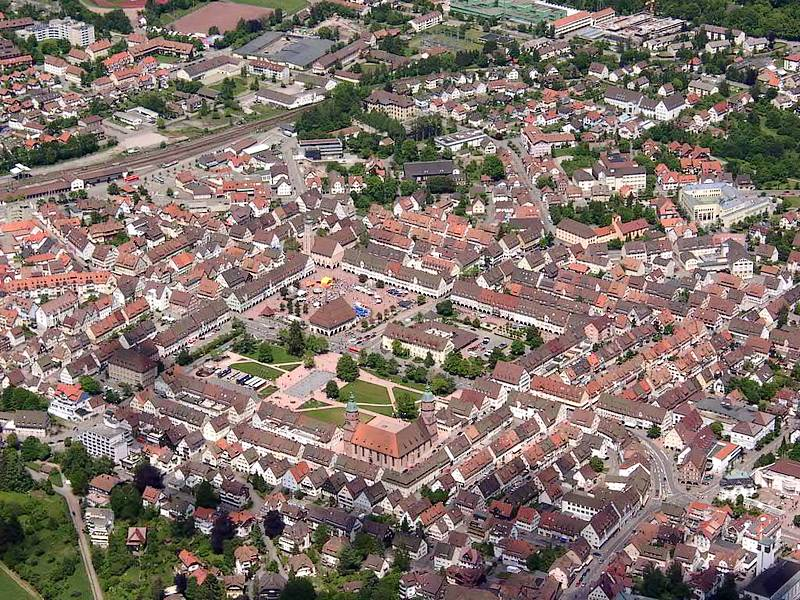
Freudenstadt: Planstadt mit Marktplatz
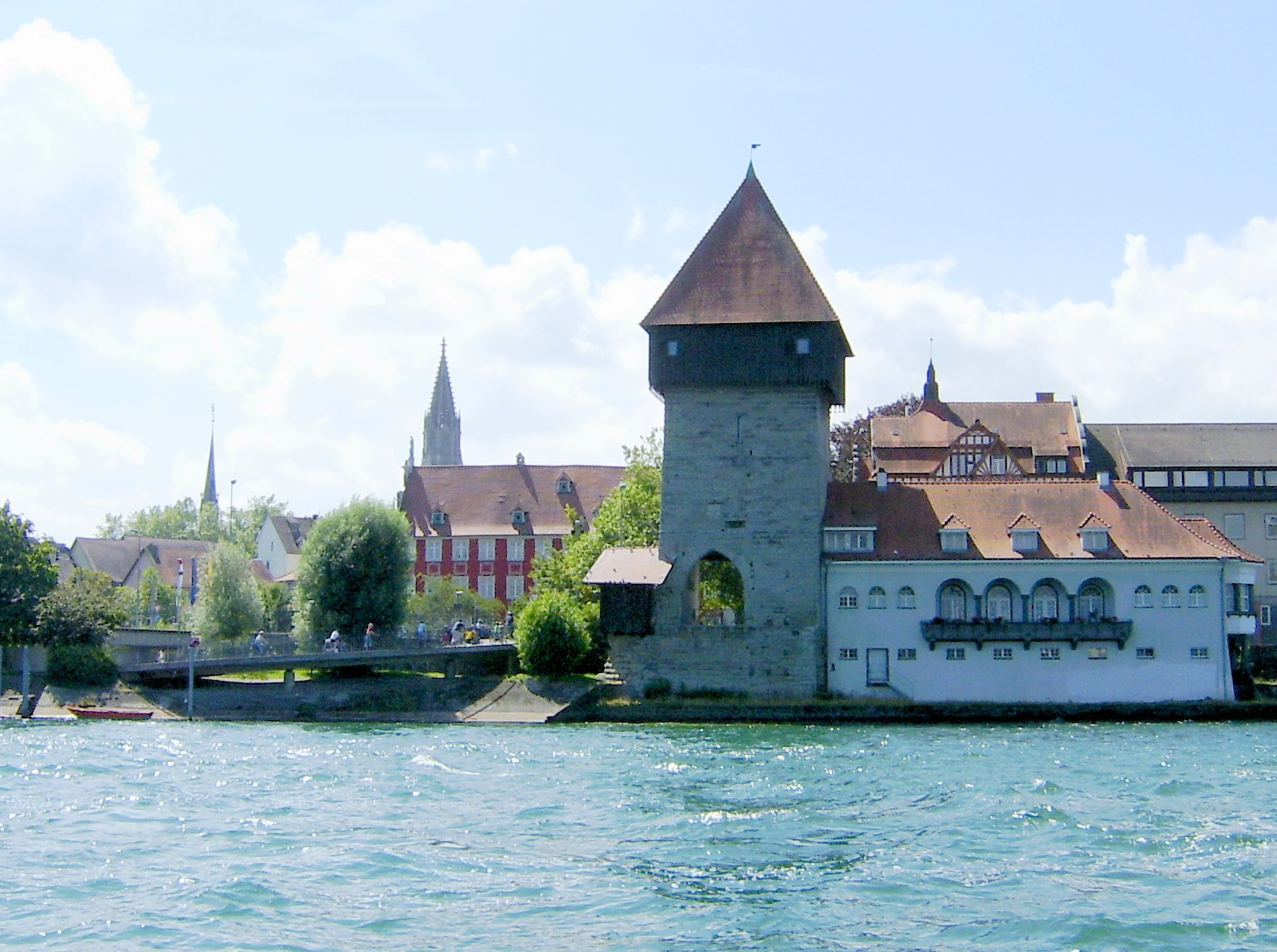
Konstanz: Rheintorturm
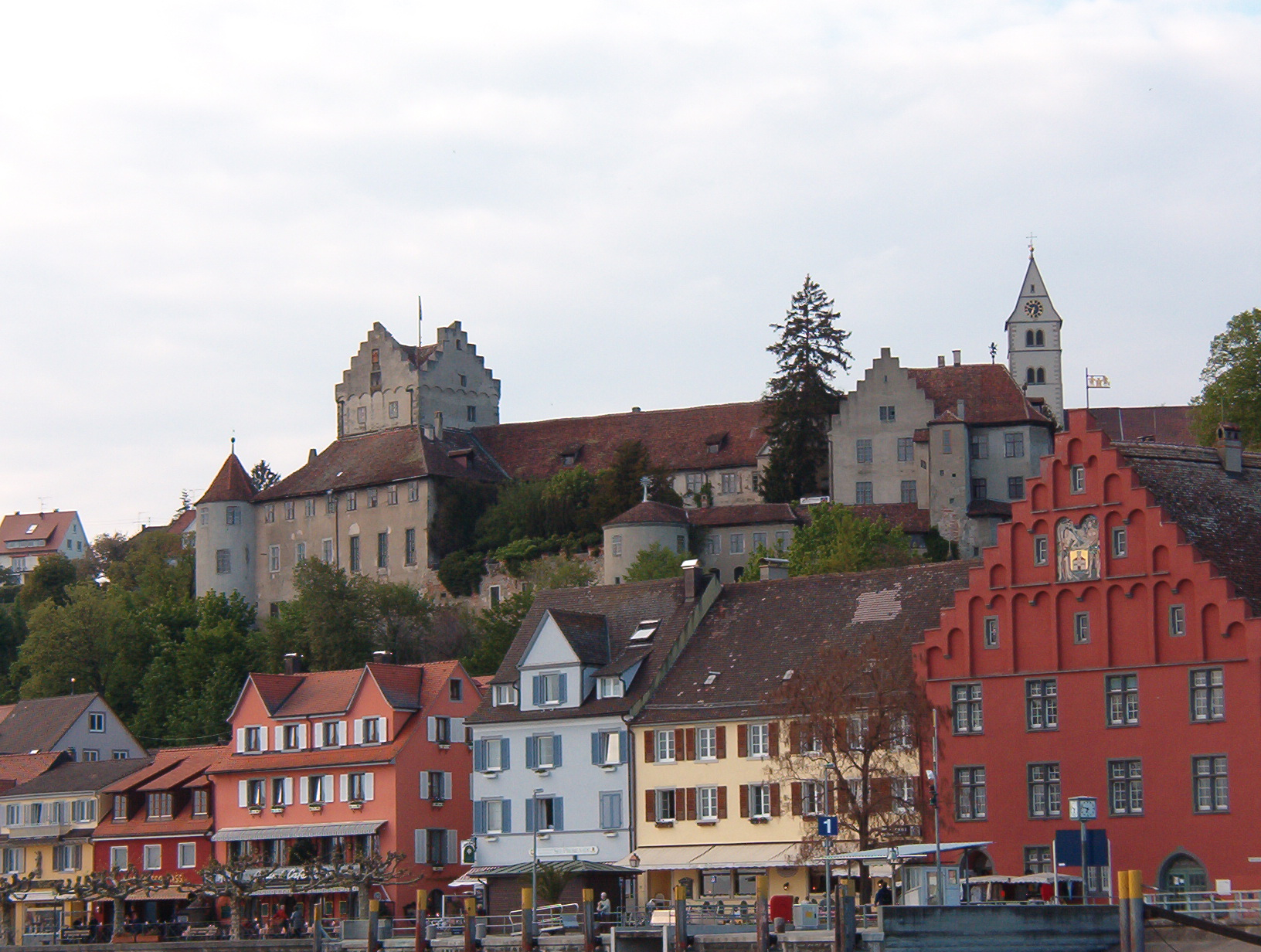
Meersburg
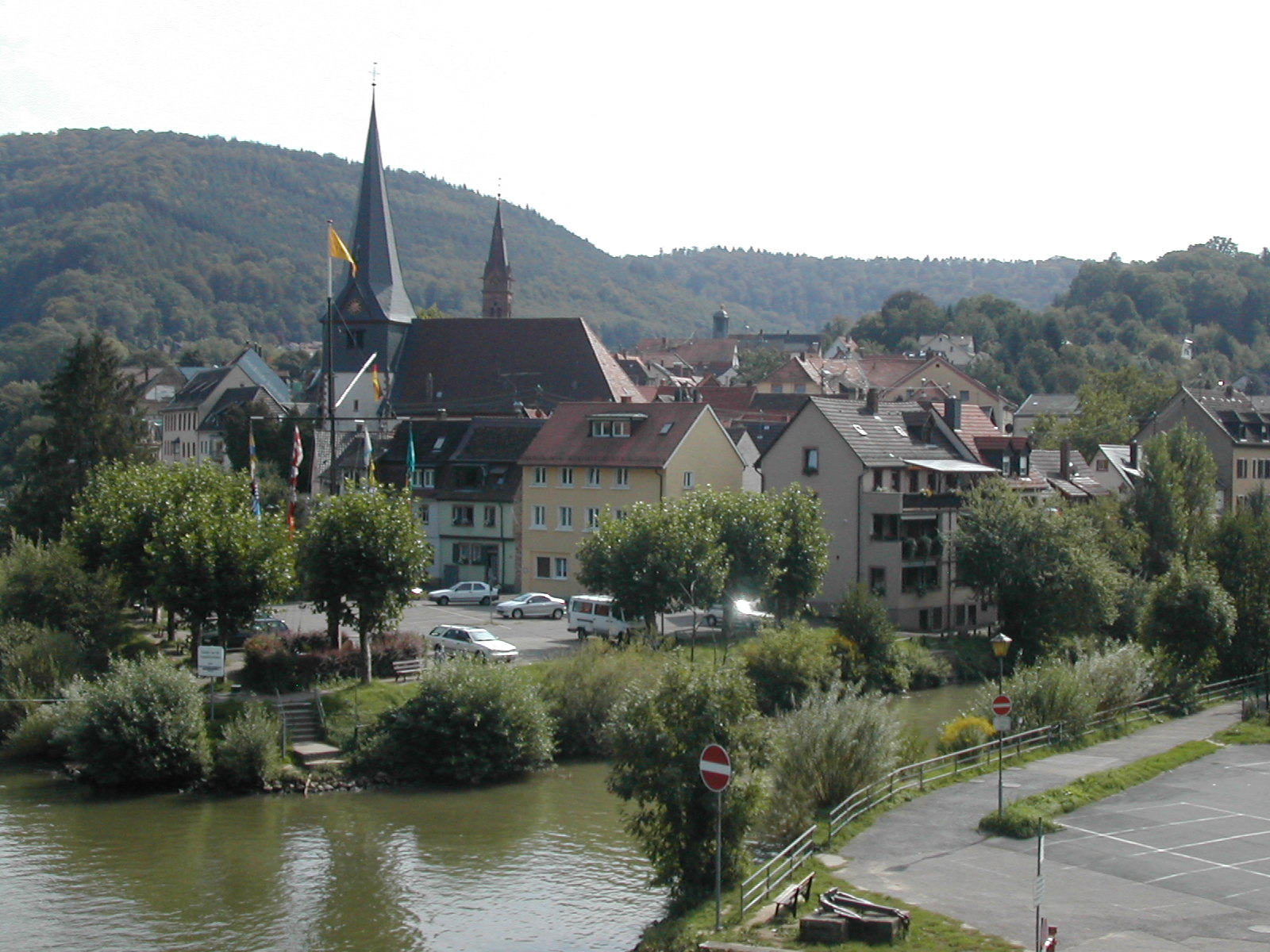
Neckargemünd an der Mündung der Elsenz in den Neckar
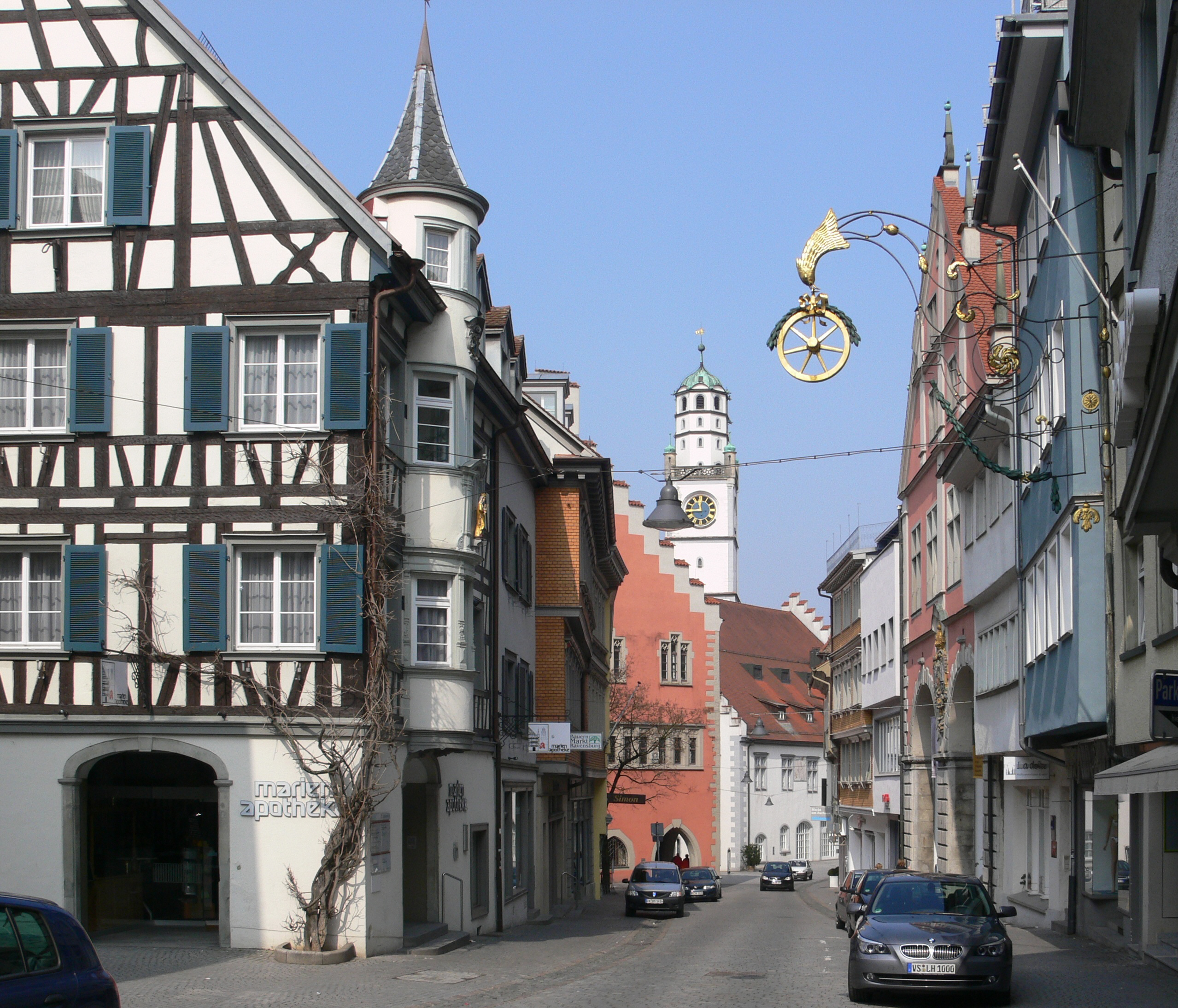
Ravensburg: Marktstraße mit Blaserturm
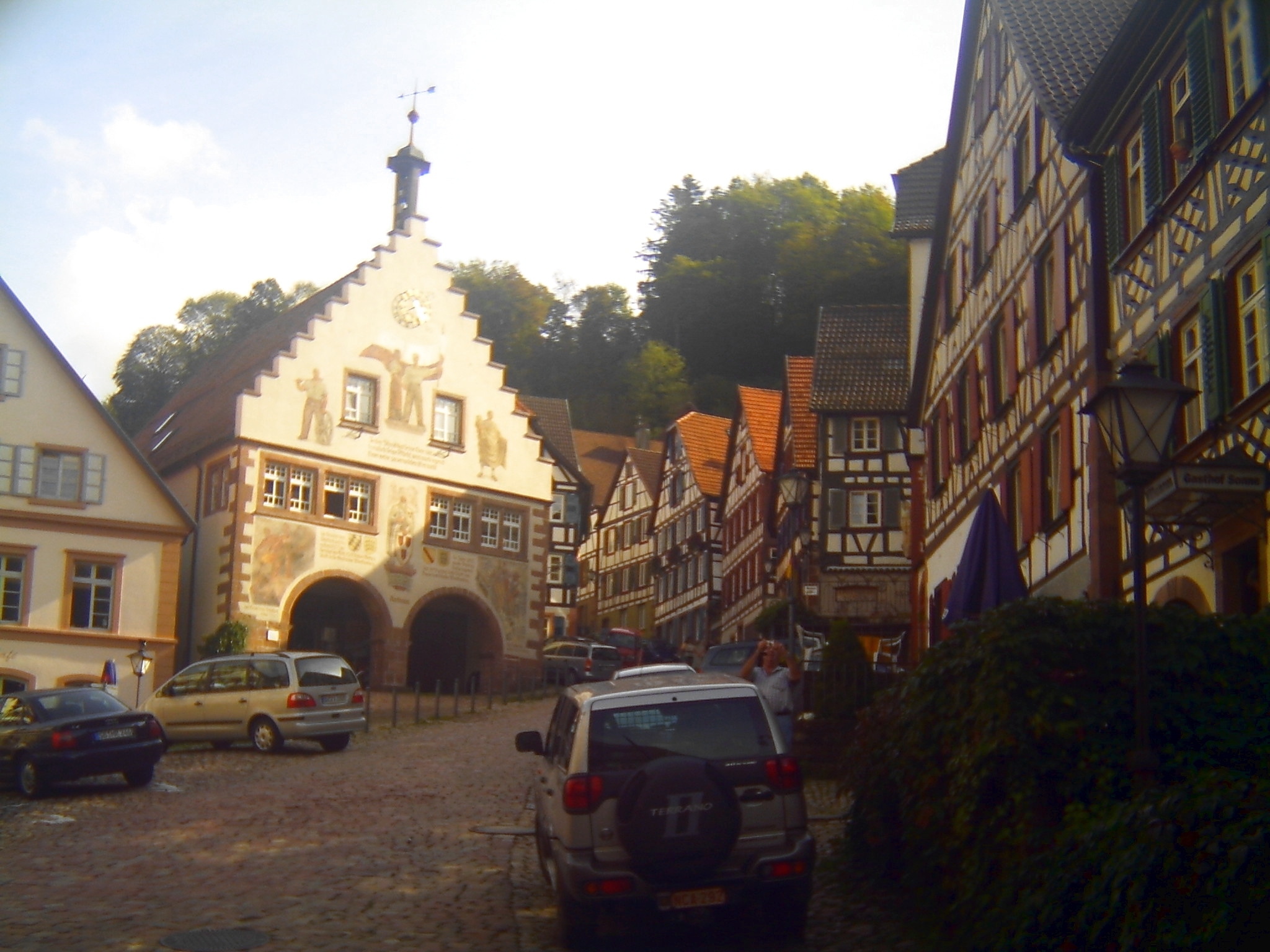
Schiltach: Marktplatz mit Rathaus
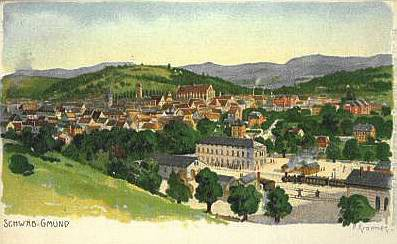
Schwäbisch Gmünd: um 1900
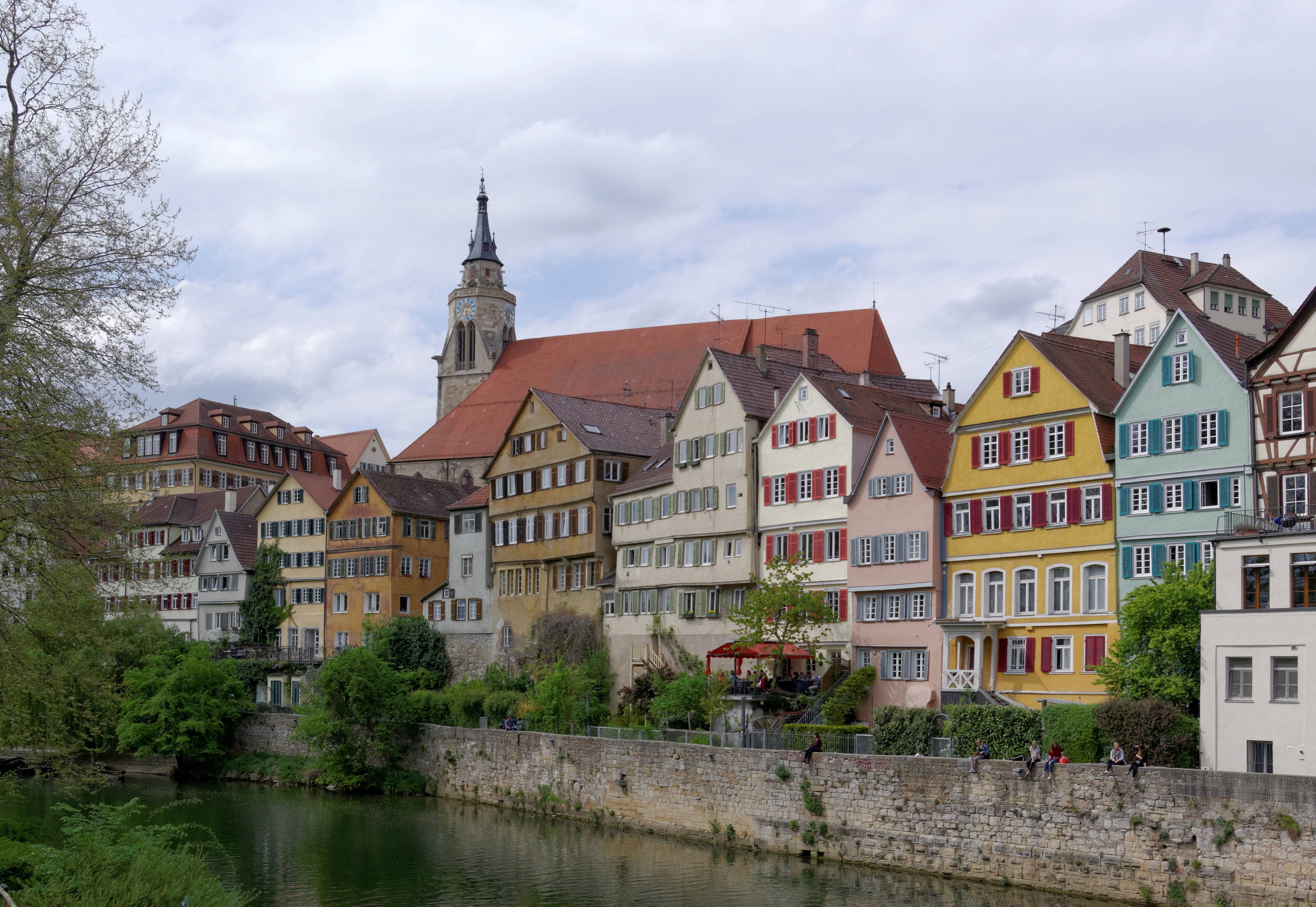
Tübingen: Neckarfront
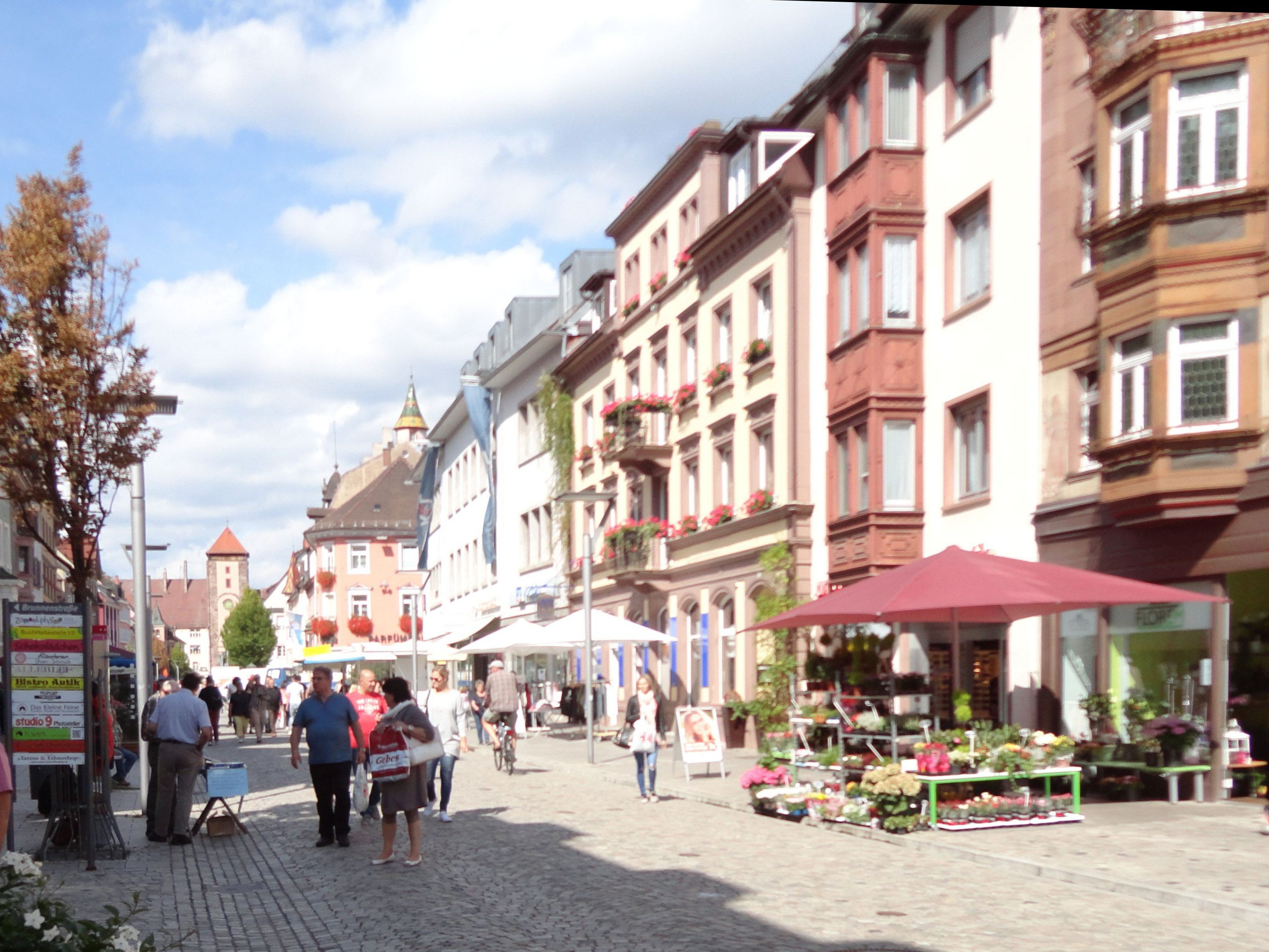
Villingen-Schwenningen: Villinger Altstadt mit Oberem Tor

| - Aichtal-Grötzingen - Altensteig (mit Berneck) - Bad Liebenzell - Bad Mergentheim (mittelalterl. Kern mit Schloss) - Bad Säckingen - Bad Teinach-Zavelstein - Bad Urach - Bad Waldsee - Bad Wimpfen (Wimpfen am Berg und Wimpfen im Tal) - Bad Wildbad - Baden-Baden - Bartenstein (Barocke Stadtanlage mit Schloss) - Besigheim - Biberach an der Riß - Bietigheim-Bissingen - Blaubeuren - Bräunlingen - Breisach am Rhein (Münster und Schlossberg) - Bruchsal (Heidelsheim und Obergrombach) - Calw - Donaueschingen - Dornstetten - Eberbach - Ellwangen (Jagst) - Endingen am Kaiserstuhl - Engen - Eppingen - Esslingen am Neckar - Ettenheim - Ettlingen - Forchtenberg (zwei hist. Stadtkerne) - Freiburg im Breisgau, siehe Altstadt (Freiburg im Breisgau) - Freudenstadt - Fridingen an der Donau - Geislingen an der Steige - Gengenbach - Gernsbach - Gundelsheim - Haigerloch - Haslach im Kinzigtal - Hechingen | - Heidelberg, siehe Heidelberger Altstadt - Herrenberg - Horb am Neckar - Hüfingen - Ingelfingen - Isny im Allgäu - Kandern - Karlsruhe–Durlach - Kenzingen - Kirchberg an der Jagst - Kirchheim unter Teck - Königsbach-Stein - Konstanz - Kraichtal–Gochsheim - Ladenburg - Langenburg (Kern und Vorstadt) - Laufenburg (Baden) - Lauffen am Neckar (Städtle und Dorf) - Leonberg - Leutkirch im Allgäu - Marbach am Neckar - Markdorf - Markgröningen - Meersburg - Mengen - Meßkirch - Möckmühl - Mosbach - Mühlheim an der Donau - Munderkingen - Murrhardt - Neckargemünd - Neubulach - Neudenau - Neuenbürg - Neuenstein - Niedernhall - Öhringen - Pfullendorf - Radolfzell am Bodensee - Rastatt | - Ravensburg - Reutlingen - Riedlingen - Rosenfeld - Rottenburg am Neckar - Rottweil - Scheer - Schiltach - Schopfheim - Schorndorf - Schrozberg–Bartenstein - Schwäbisch Gmünd - Schwäbisch Hall - Schwetzingen - Sigmaringen - Staufen im Breisgau - Stühlingen - Stuttgart-Mitte - Stuttgart-Bad Cannstatt - Sulz am Neckar - Sulzburg - Tengen (mit Blumenfeld) - Trochtelfingen - Tettnang - Tübingen - Überlingen - Ulm - Vaihingen an der Enz - Vellberg - Veringenstadt - Villingen-Schwenningen - Vogtsburg–Burkheim - Waghäusel - Waiblingen - Waldshut-Tiengen - Wangen im Allgäu - Weikersheim - Weil der Stadt - Weinheim - Wertheim - Zell am Harmersbach |

### Bayern

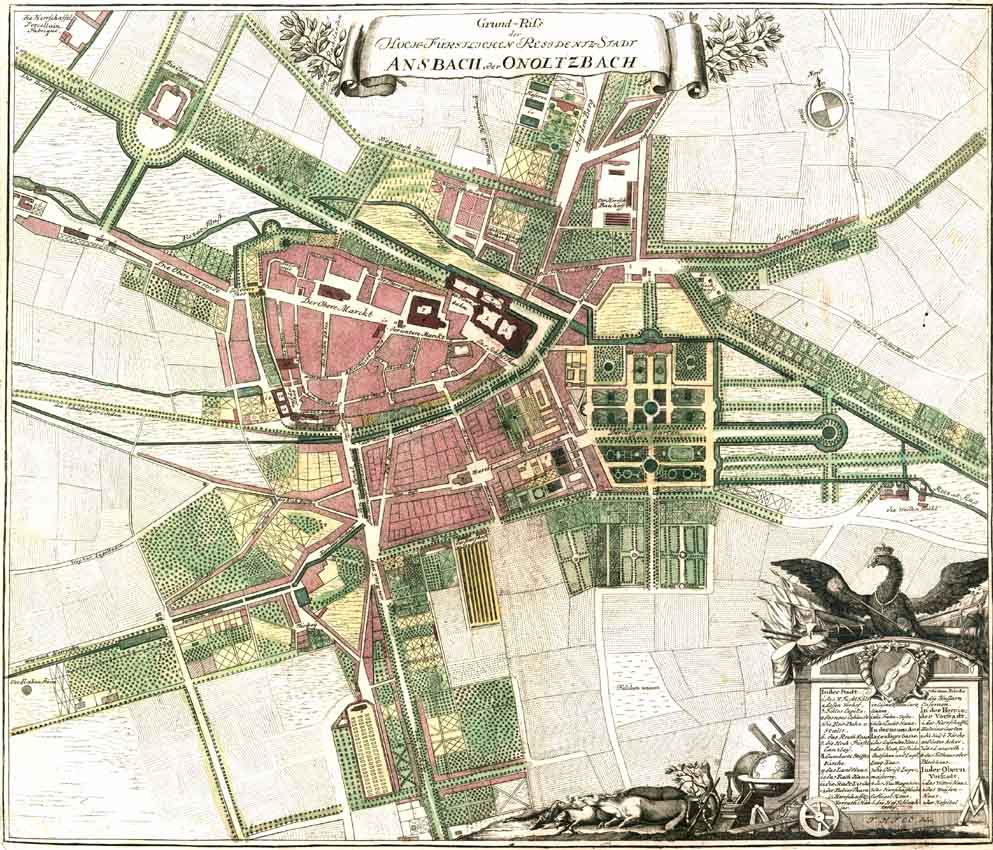
Karte der Residenzstadt Ansbach im 18. Jahrhundert
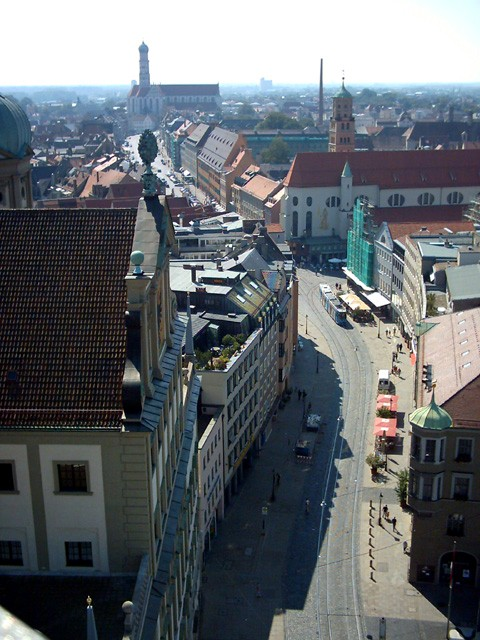
Augsburg mit Maximilianstraße, Rathaus, Kirche St. Moritz und Basilika St. Ulrich und Afra
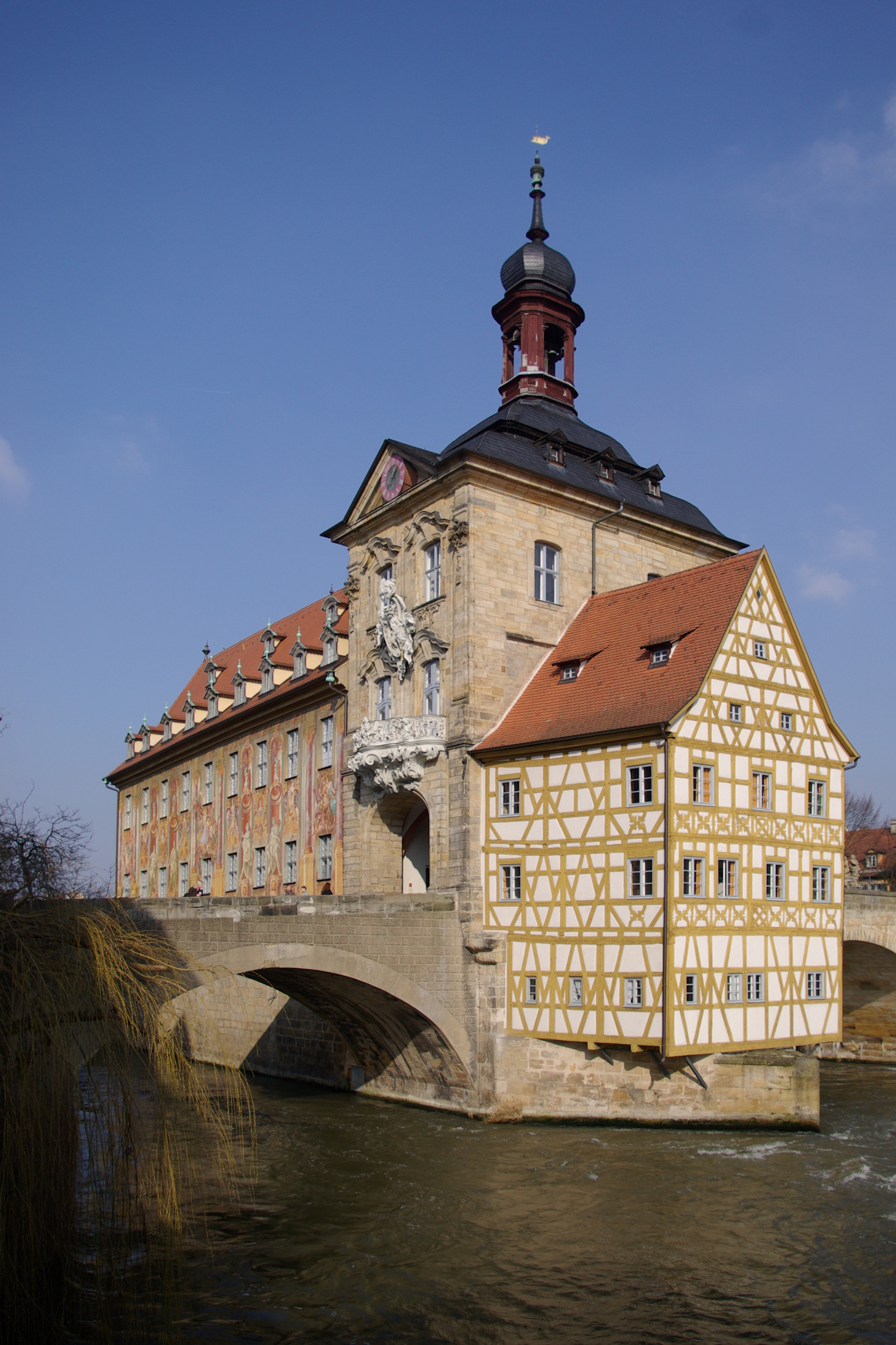
Bamberg: Altes Rathaus
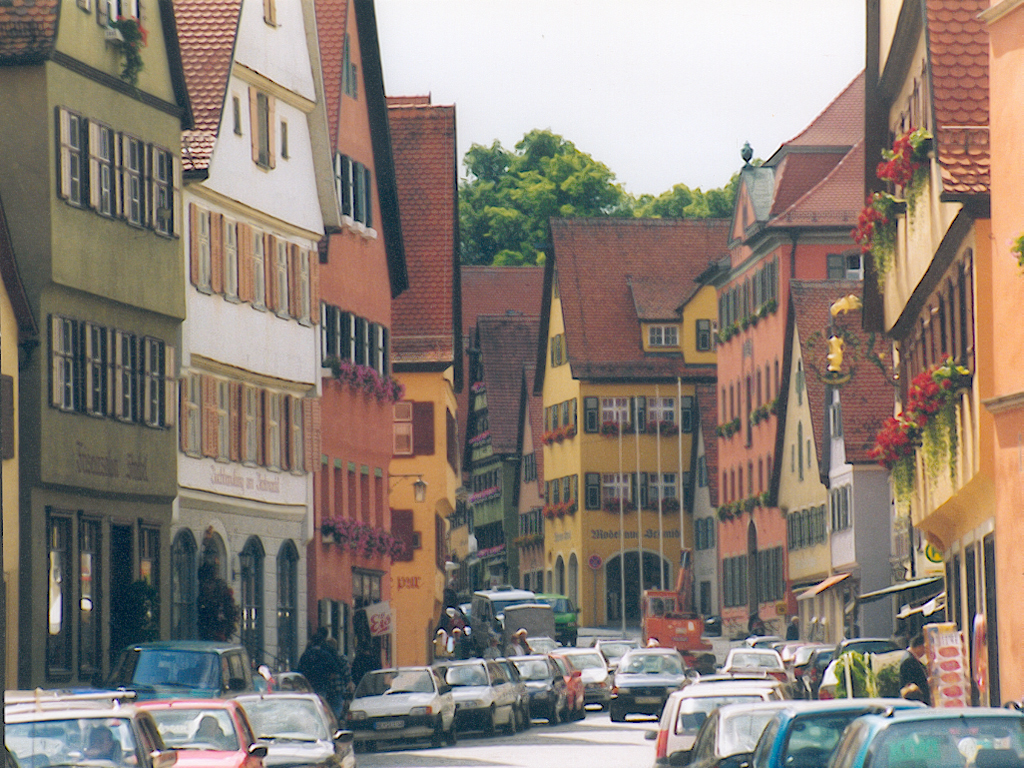
Dinkelsbühl
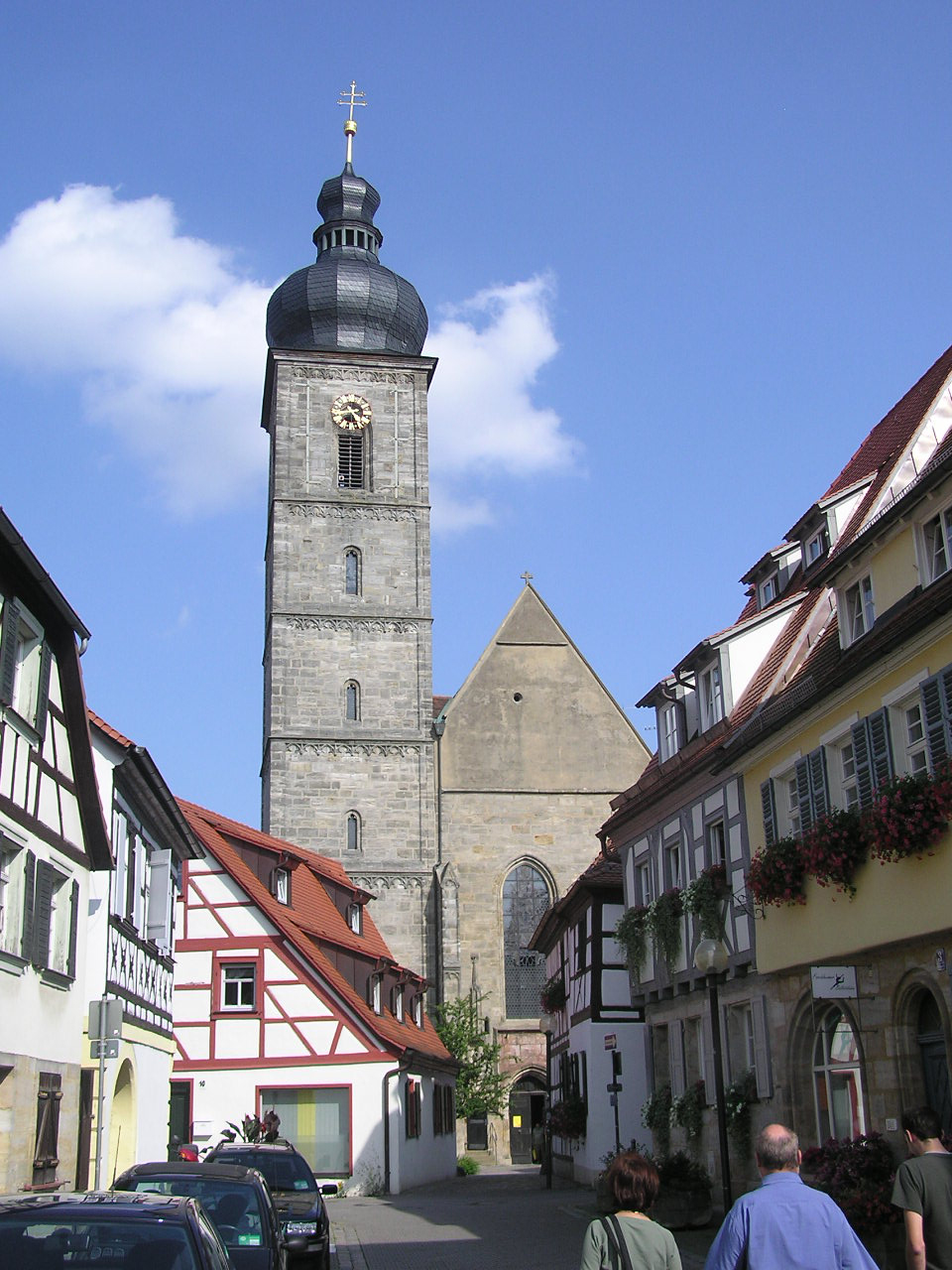
Forchheim: Martinskirche
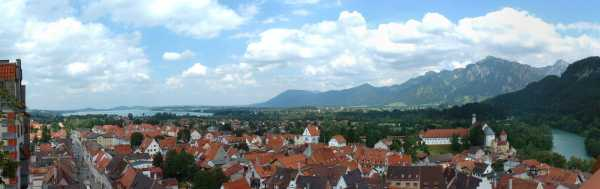
Füssen: Richtung Nordosten
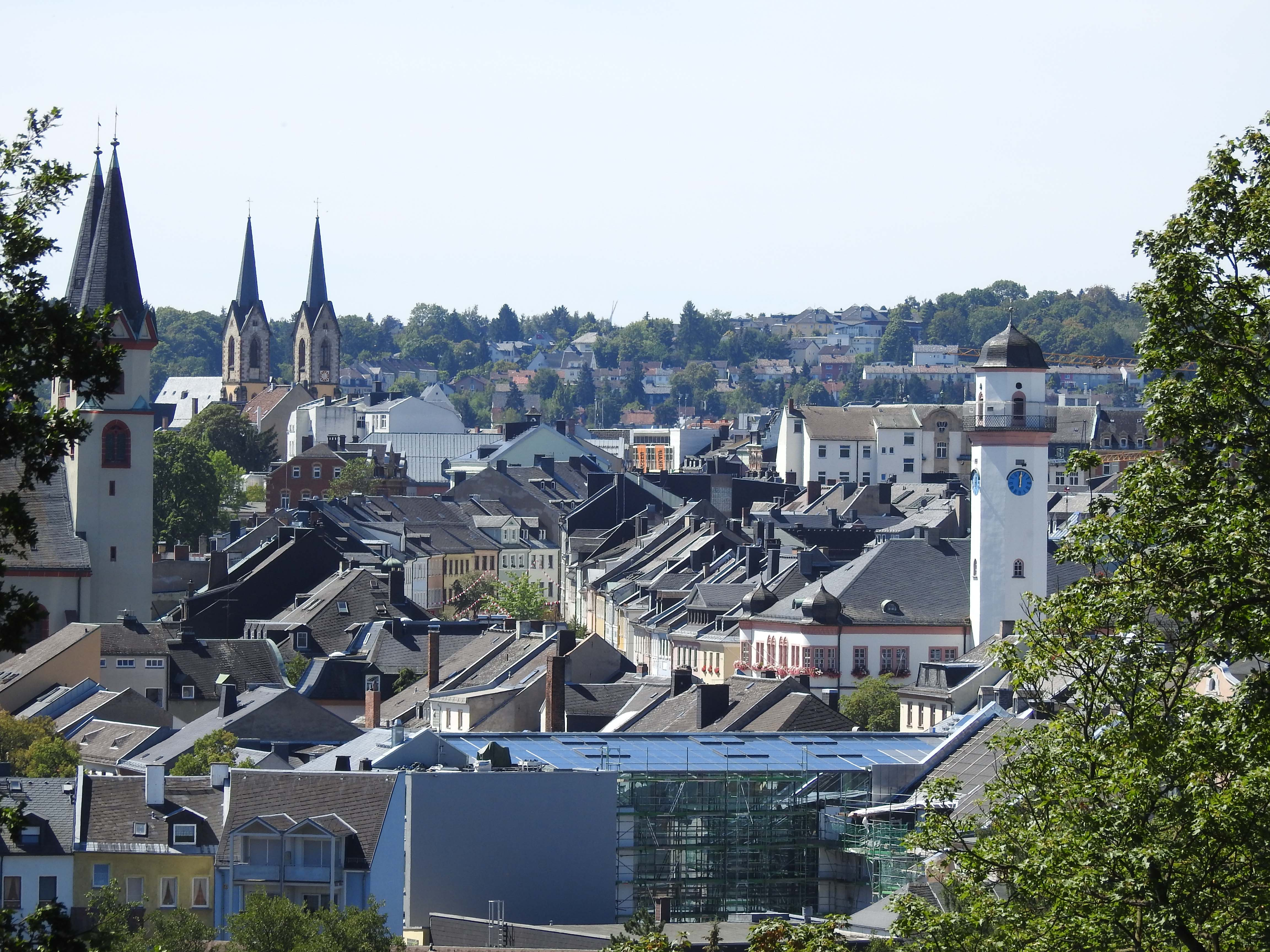
Klassizistische Neustadt Hof
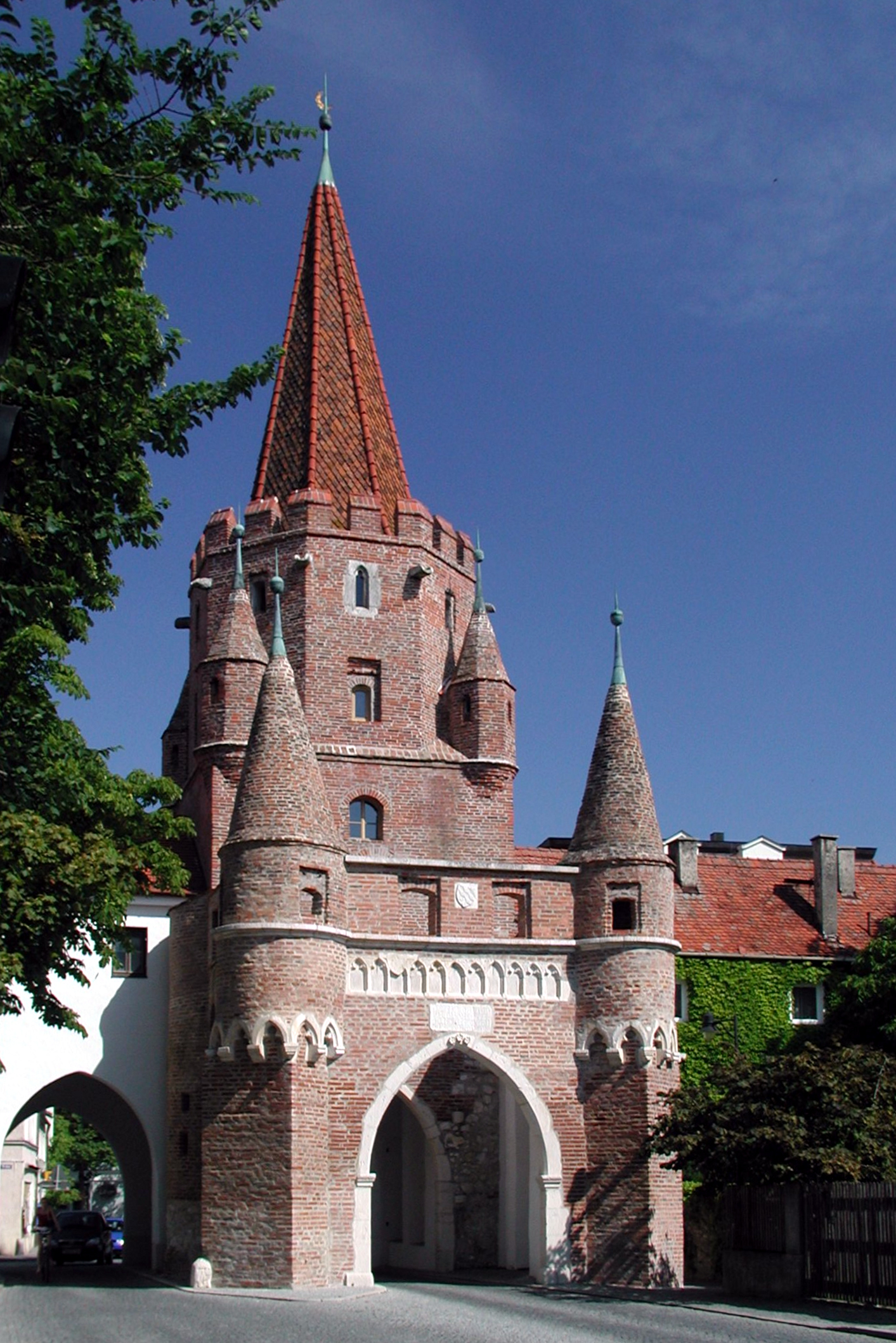
Ingolstadt: Kreuztor
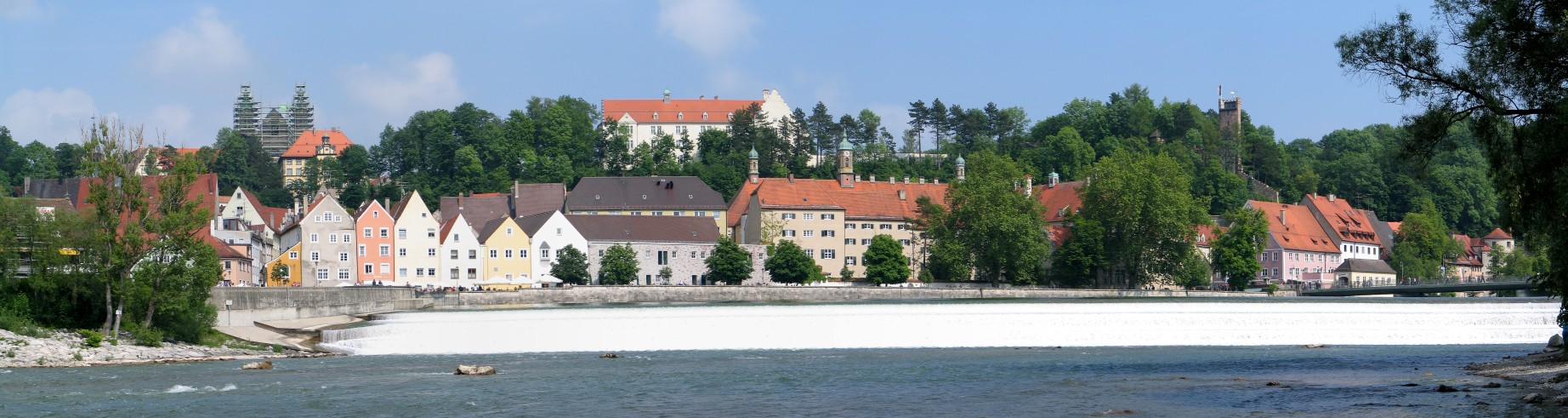
Landsberg am Lech
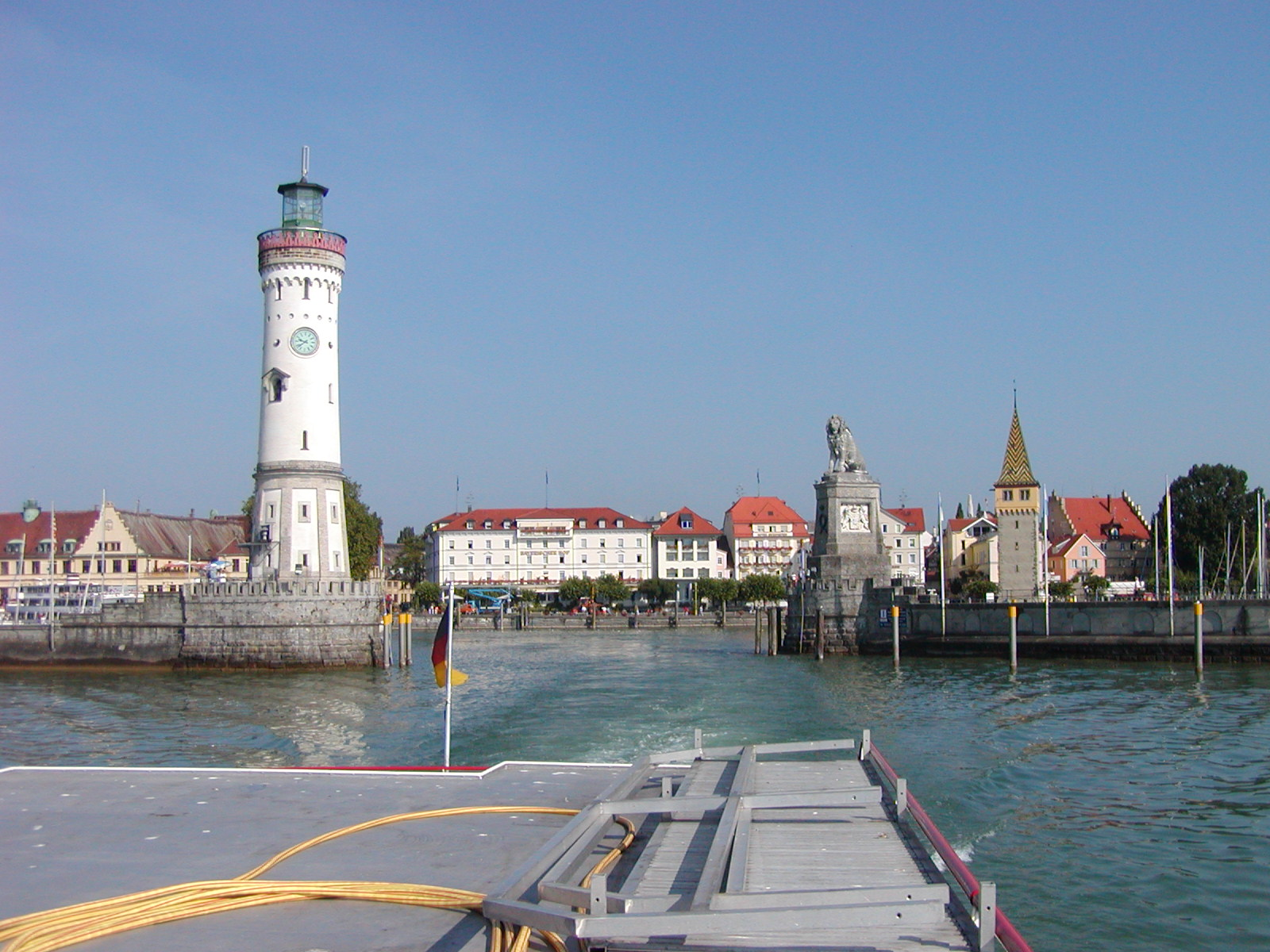
Lindau (Bodensee)
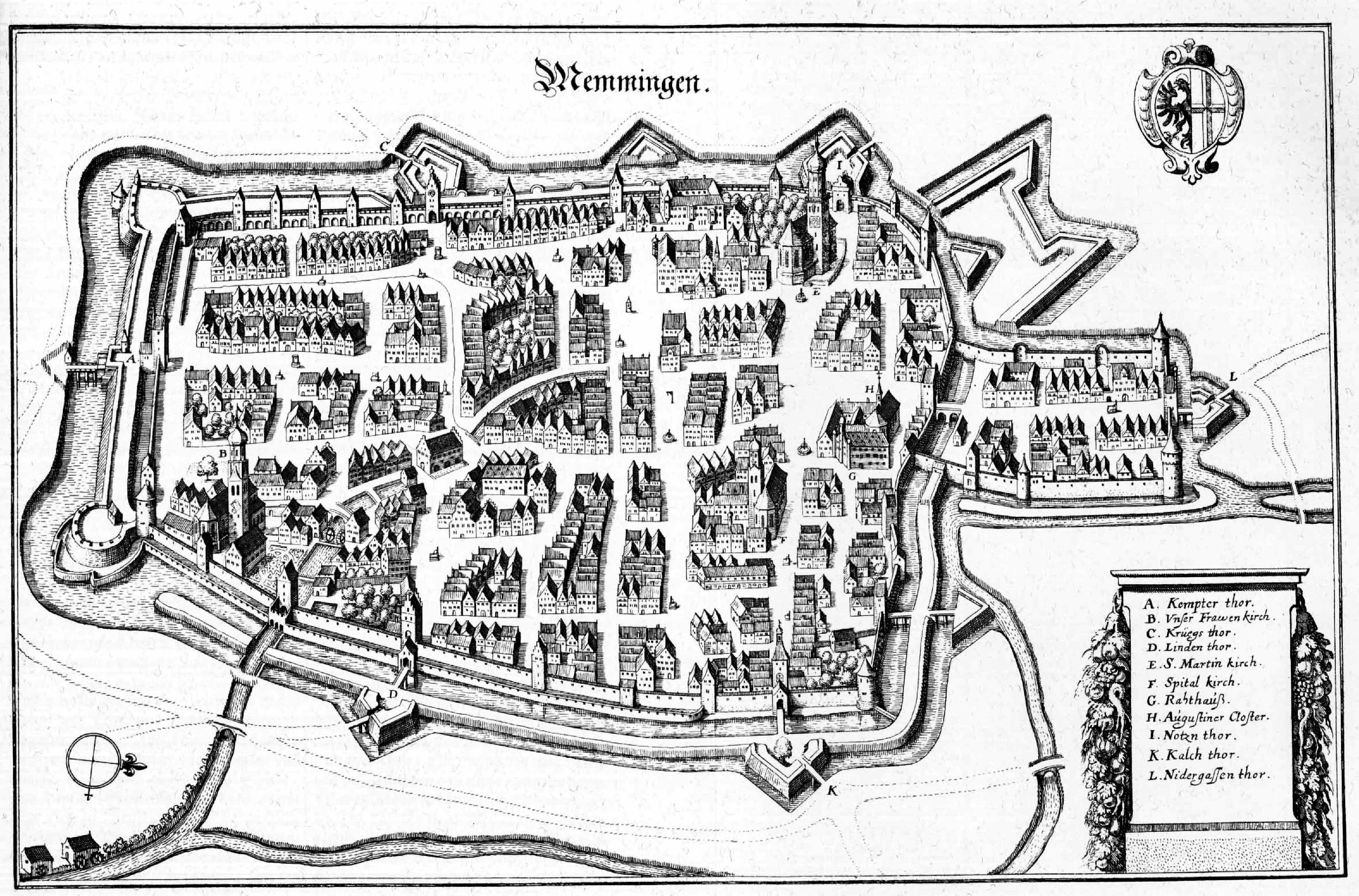
Memmingen um 1650, Kupferstich von M. Merian
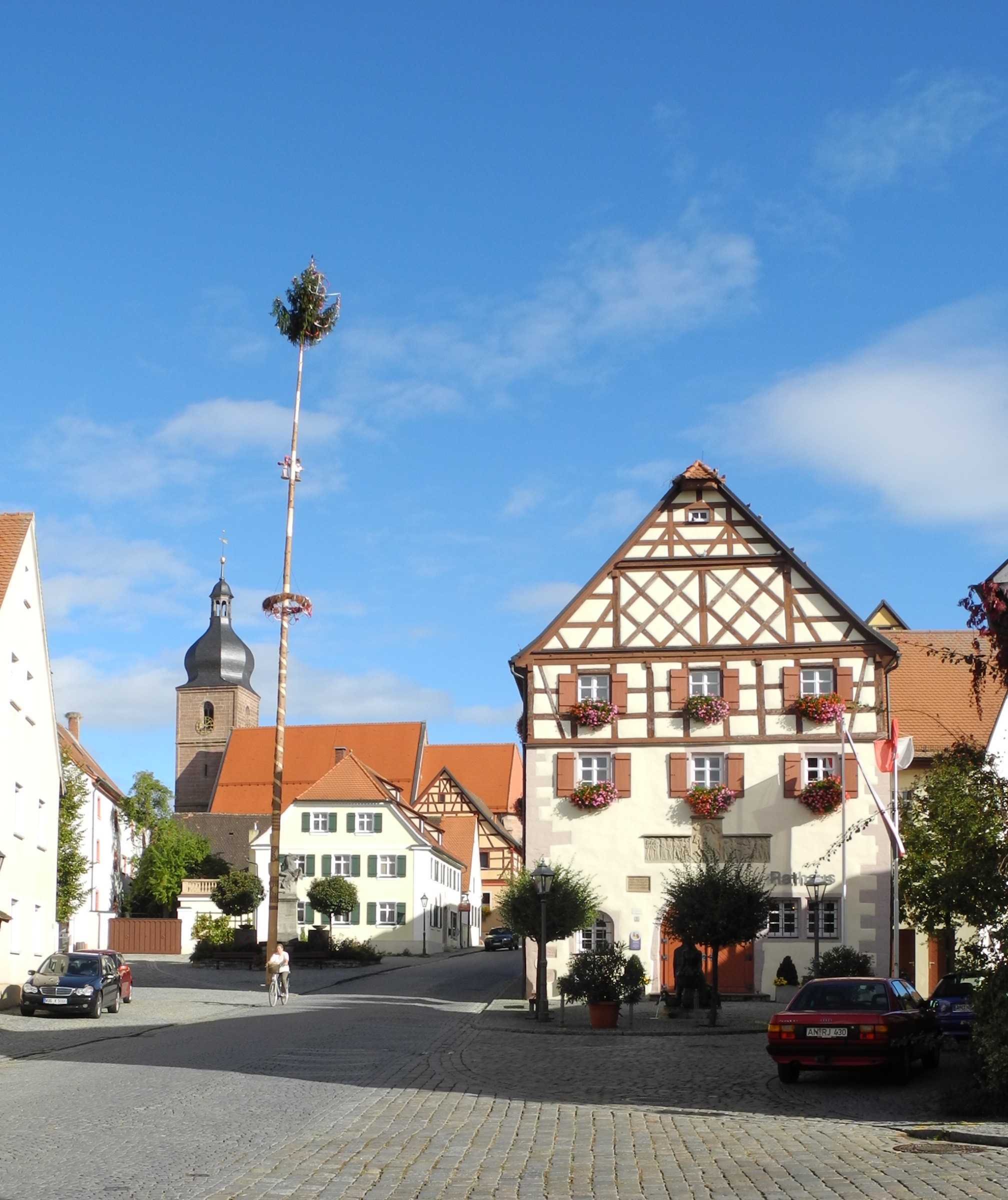
Merkendorf: Marktplatz mit Kirchweihbaum
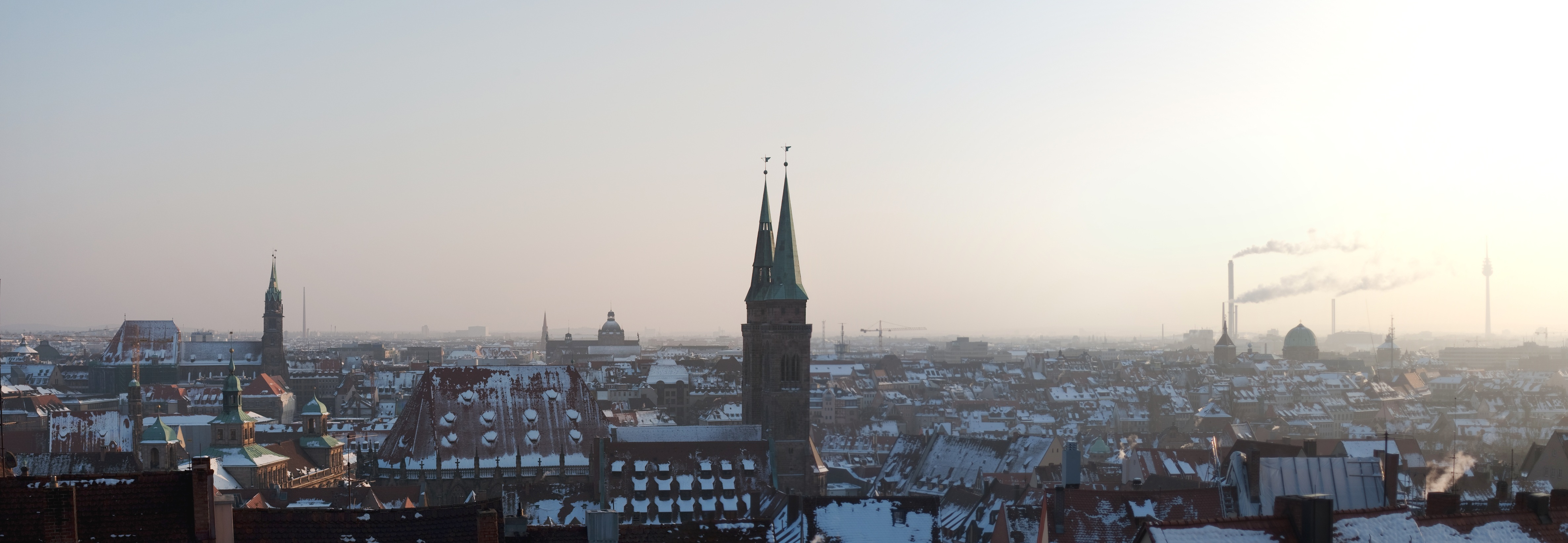
Nürnberg: Blick vom Burgberg auf die Altstadt mit dem Alten Rathauses, den Kirchen St. Lorenz, St. Sebald, St. Elisabeth und dem Spittlertor- sowie dem Weißen Turm
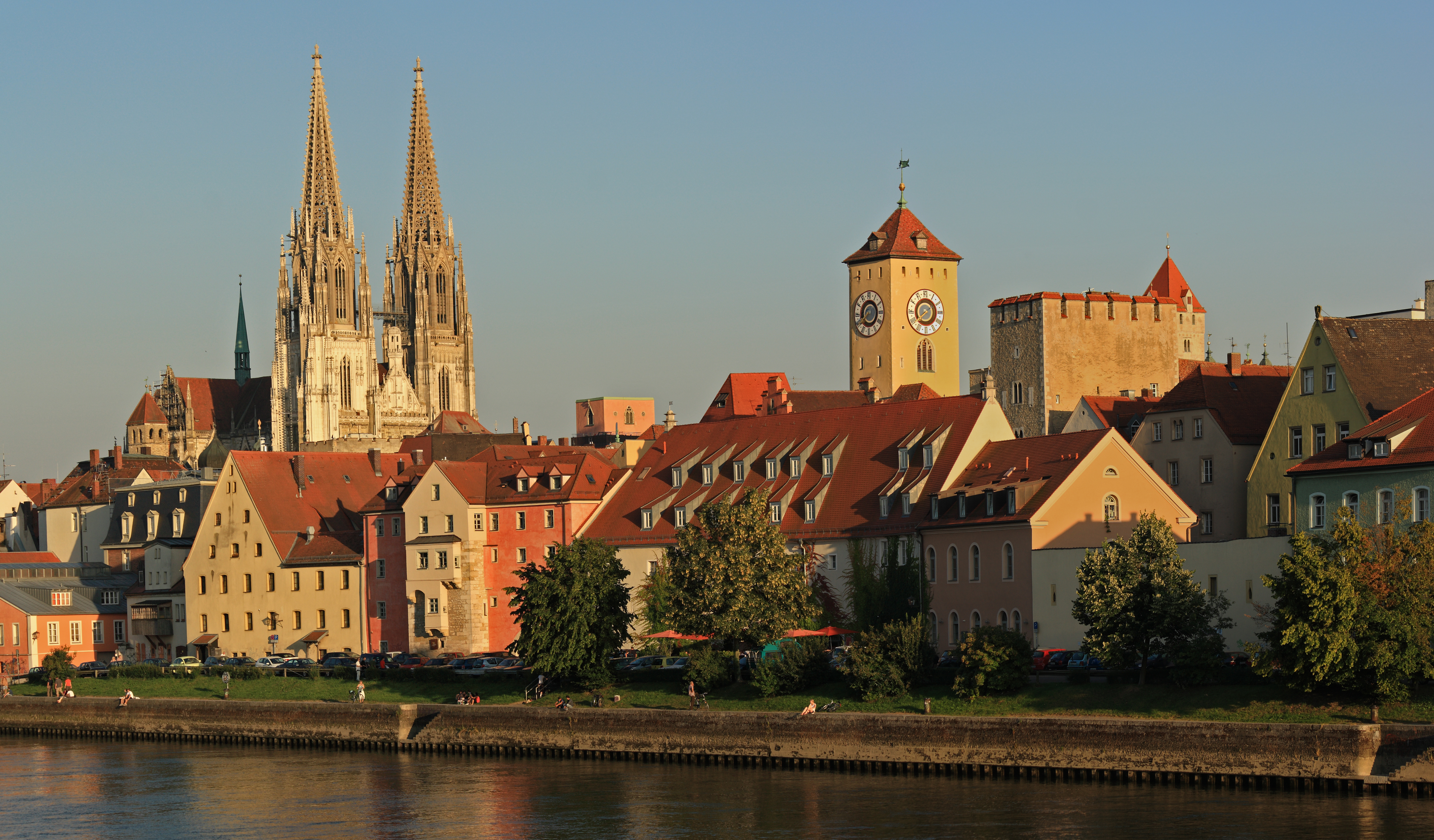
Regensburger Dom und Altes Rathaus
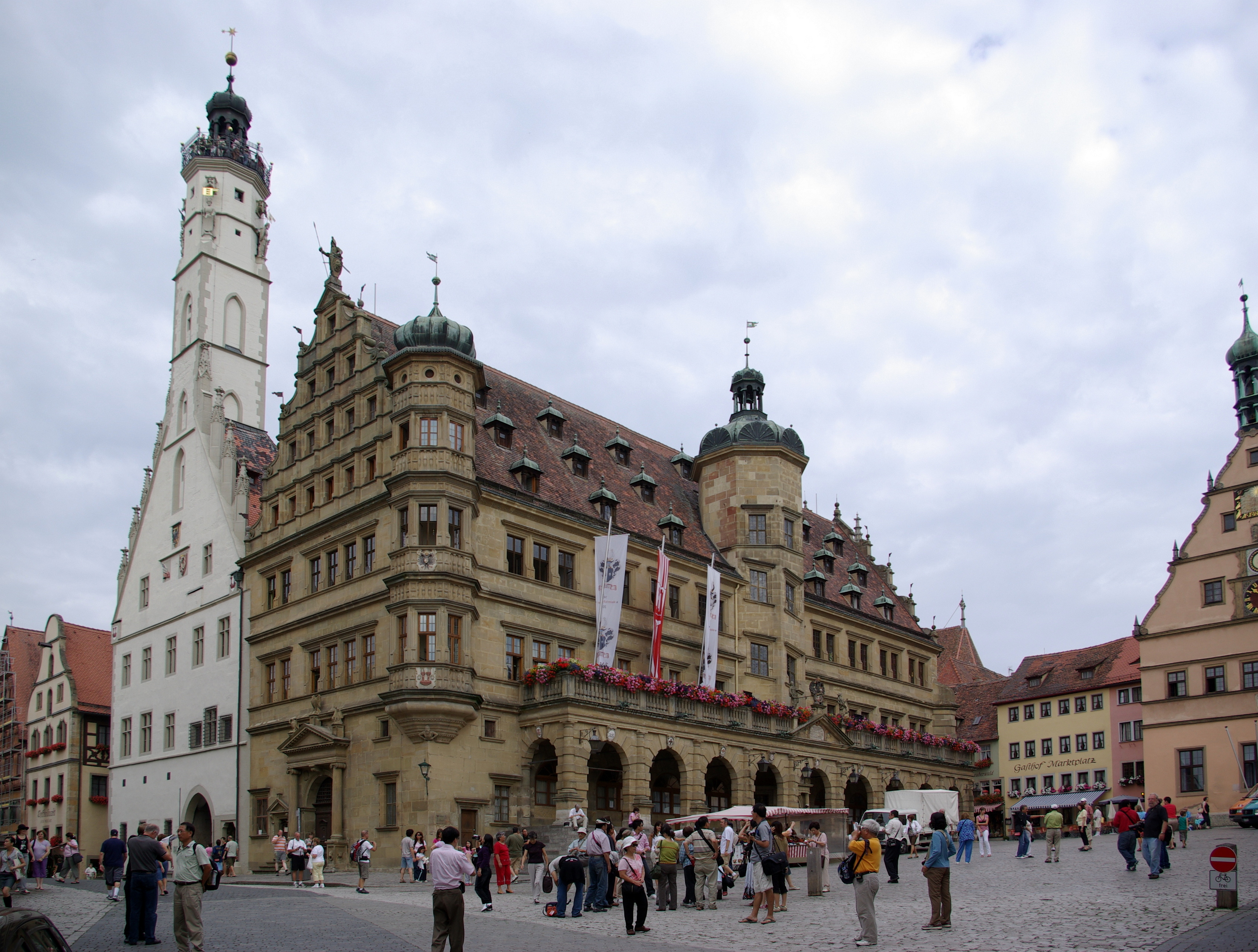
Rothenburg ob der Tauber: Rathausplatz
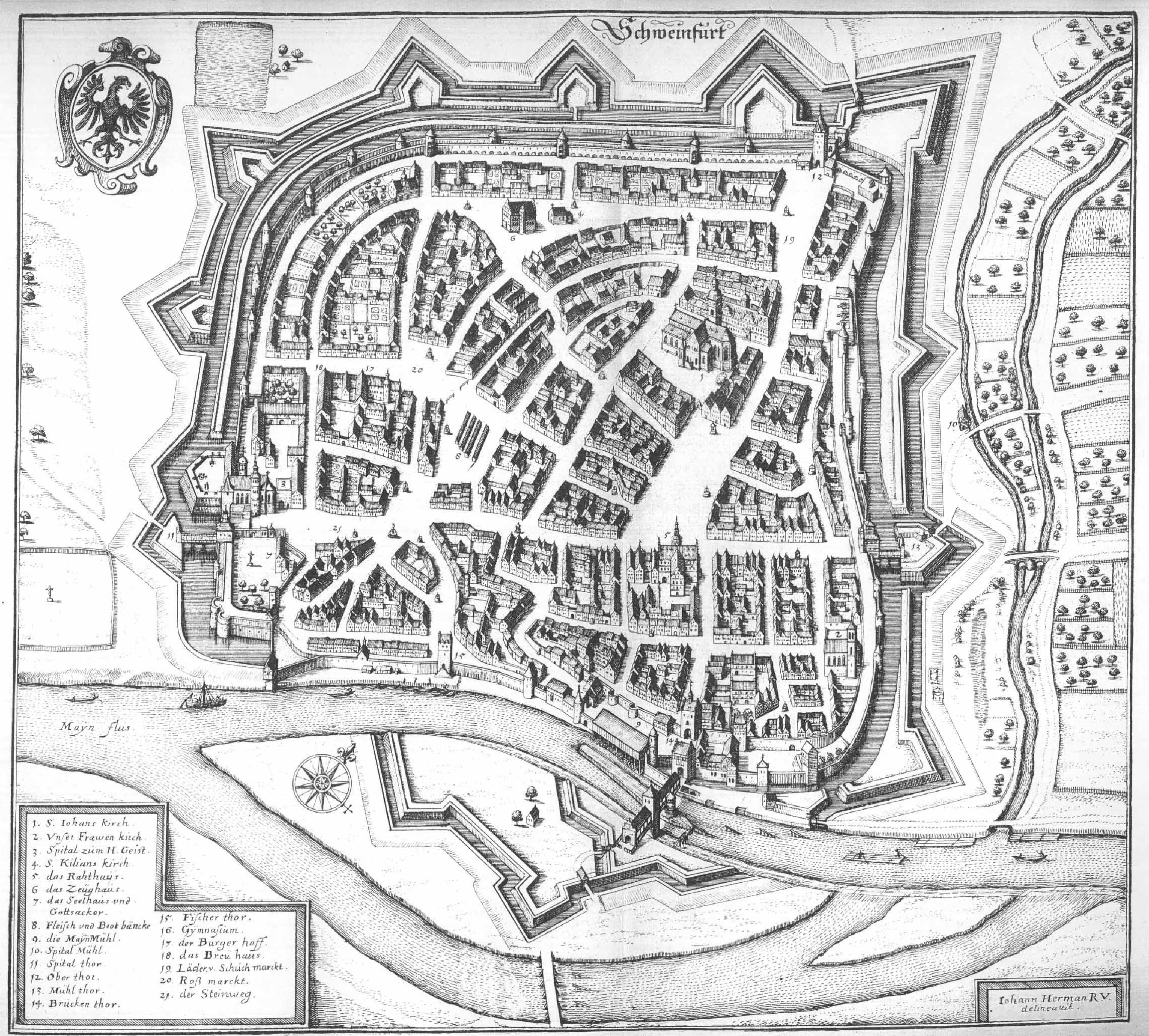
Reichsstadt Schweinfurt 1656, Kupferstich von M. Merian
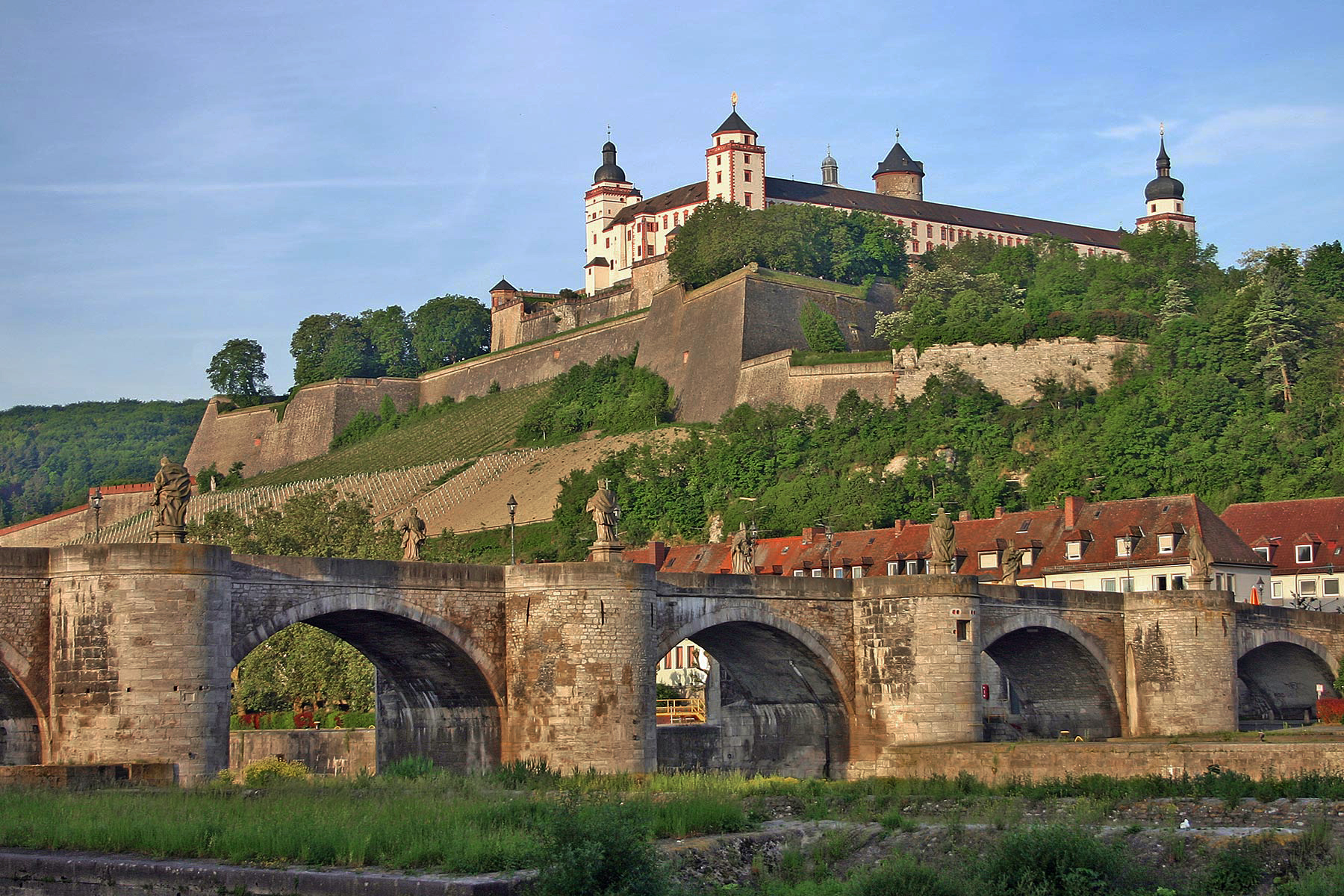
Würzburg: Festung Marienberg mit alter Mainbrücke

| - Abenberg, siehe Altstadt Abenberg - Abensberg - Aichach - Altdorf bei Nürnberg - Amberg - Amorbach - Ansbach (Residenzstadt) - Arnstein - Aschaffenburg - Aub - Augsburg, siehe Augsburger Altstadt - Bad Brückenau - Bad Kissingen - Bad Königshofen im Grabfeld - Bad Neustadt an der Saale - Bad Reichenhall, siehe Ensemble Obere Stadt (Bad Reichenhall) - Bad Rodach - Bad Staffelstein - Bad Tölz - Bad Weißenstadt - Bad Windsheim - Baiersdorf - Bamberg (Residenzstadt: unversehrter Altstadtkern als UNESCO-Welterbe) - Bärnau - Baunach - Bayreuth (Kulturstadt) - Beilngries - Berching - Betzenstein - Bischofsheim in der Rhön - Bogen - Burgau - Burghausen - Burgkunstadt - Burglengenfeld - Cadolzburg - Cham - Coburg - Creußen - Dachau - Deggendorf - Dettelbach, siehe Altstadt (Dettelbach) - Dietfurt an der Altmühl - Dillingen an der Donau - Dingolfing - Dinkelsbühl (mittelalterlicher Kern mit Stadtmauer) - Donauwörth - Dorfen - Ebermannstadt - Ebern - Eggenfelden - Eibelstadt - Eichstätt - Ellingen - Eltmann - Erding - Erlangen - Feuchtwangen - Fladungen - Forchheim - Freising, siehe Freisinger Altstadt - Freystadt - Friedberg - Fürth - Furth im Wald - Füssen - Gemünden am Main - Gerolzhofen - Goldkronach - Gräfenberg - Greding - Günzburg | - Gunzenhausen - Hammelburg - Harburg (Schwaben) - Haßfurt - Heideck - Heilsbronn - Herrieden - Hersbruck - Herzogenaurach - Hilpoltstein - Höchstadt an der Aisch - Höchstädt an der Donau - Hof, siehe Innenstadt (Hof) - Hollfeld - Ichenhausen - Immenstadt im Allgäu - Ingolstadt, siehe Altstadt Nordwest, Altstadt Nordost, Altstadt Südost, Altstadt Südwest - Iphofen, siehe Altstadt (Iphofen) - Karlstadt - Kaufbeuren - Kelheim - Kemnath - Kempten (Allgäu) - Kirchenlamitz - Kitzingen - Klingenberg am Main - Königsberg in Bayern - Kronach - Krumbach (Schwaben) - Kulmbach - Landau an der Isar - Landsberg am Lech - Landshut - Lauf an der Pegnitz - Laufen - Lauingen (Donau) - Leipheim - Leutershausen - Lichtenberg - Lichtenfels - Lindau (Bodensee) - Lohr am Main - Mainbernheim, siehe Altstadt (Mainbernheim) - Mainburg - Marktbreit, siehe Altstadt (Marktbreit) - Marktredwitz - Mellrichstadt - Memmingen - Merkendorf, siehe Altstadt Merkendorf - Miltenberg - Mindelheim - Monheim - Moosburg an der Isar - Mühldorf am Inn - Münchberg - München (Residenzstadt), siehe Altstadt (München) - Münnerstadt - Murnau am Staffelsee - Neuburg an der Donau - Neumarkt in der Oberpfalz - Neumarkt-Sankt Veit - Neunburg vorm Wald - Neunkirchen am Brand - Neuötting - Neustadt an der Aisch - Neustadt an der Donau - Neustadt am Kulm - Neustadt an der Waldnaab - Neustadt bei Coburg - Nördlingen (mittelalterlicher Kern, rundum begehbare Stadtmauer) - Nürnberg (Residenzstadt mit Burg) - Oberkotzau | - Obernburg am Main - Ochsenfurt - Oettingen in Bayern - Ornbau - Ostheim vor der Rhön - Pappenheim - Passau, siehe Altstadt (Passau) - Pegnitz - Pfarrkirchen - Pfreimd - Pleystein - Pottenstein - Prichsenstadt, siehe Altstadt (Prichsenstadt) - Rain - Regensburg und Altstadt von Regensburg mit Stadtamhof – Rathaus, Dom, Steinerne Brücke als UNESCO-Welterbe - Rehau - Rieneck - Rosenheim - Roth - Rothenburg ob der Tauber - Rothenfels - Röttingen - Schauenstein - Scheinfeld - Scheßlitz - Schlüsselfeld - Schnaittenbach - Schongau, siehe Altstadt Schongau - Schönsee - Schrobenhausen - Schwabach - Schwandorf - Schwarzenbach an der Saale - Schweinfurt, siehe Altstadt (Schweinfurt) - Selb - Seßlach - Spalt - Stadtprozelten - Stadtsteinach - Straubing - Sulzbach-Rosenberg - Teuschnitz - Tirschenreuth - Tittmoning - Traunstein - Trostberg - Uffenheim - Velburg - Vilsbiburg - Vilseck - Vilshofen an der Donau - Volkach, siehe Altstadt (Volkach) - Waischenfeld - Waldkirchen - Wasserburg am Inn - Wassertrüdingen - Weiden in der Oberpfalz - Weilheim in Oberbayern - Weismain - Weißenburg in Bayern, siehe Altstadt (Weißenburg) - Weißenhorn - Wemding - Wertingen - Windsbach - Wolfratshausen - Wolframs-Eschenbach - Wunsiedel - Würzburg (Residenzstadt mit Schloss als UNESCO-Welterbe), siehe Altstadt (Würzburg) - Zeil am Main |

### Berlin
- Historische Mitte (Altstadtkern Berlins)
- Charlottenburg (Altstadt Charlottenburg)
- Köpenick (Altstadt und Kietz)
- Spandau (Altstadt Spandau mit Zitadelle)

### Brandenburg

Hinweisschild „Historischer Stadtkern“ im Land Brandenburg
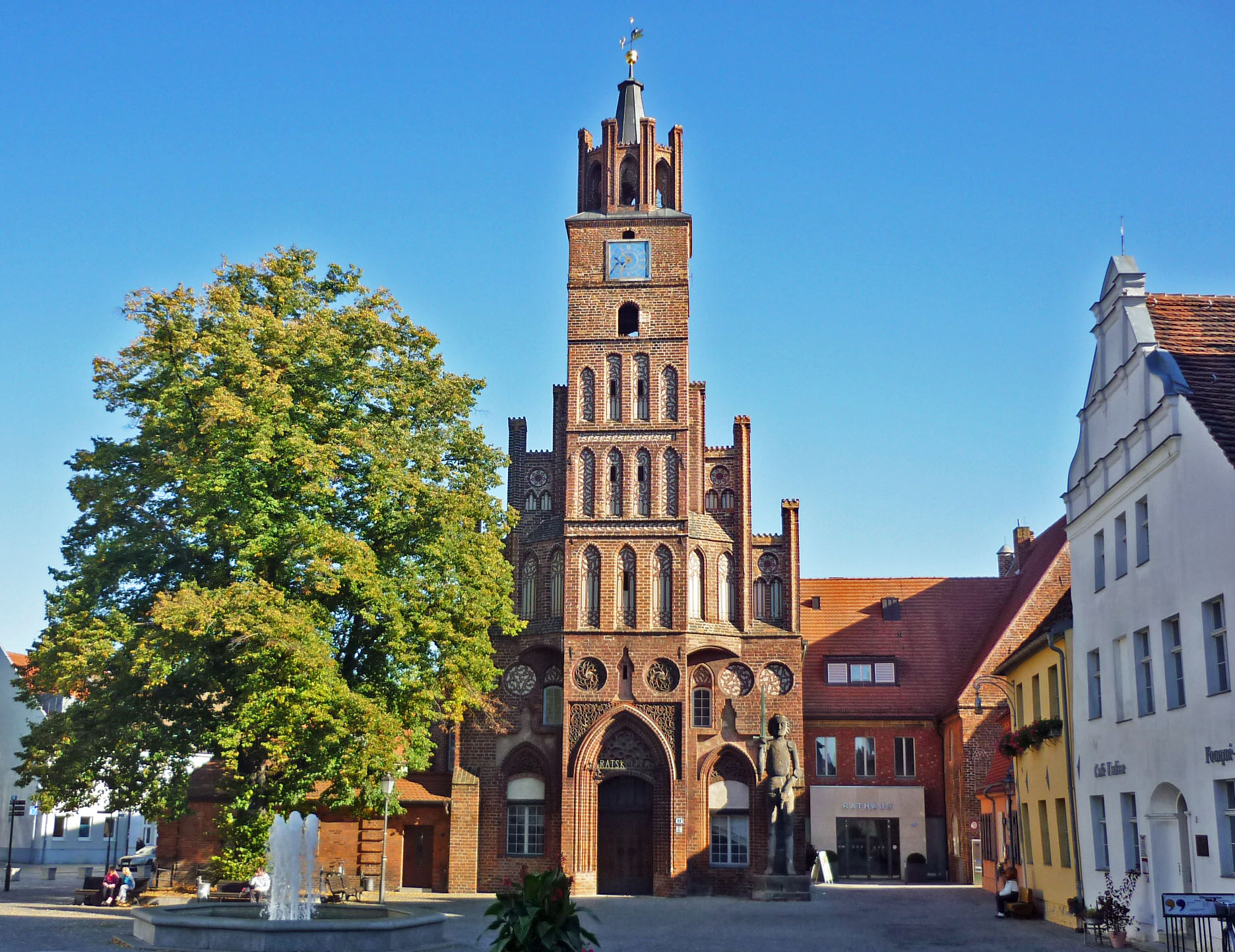
Altstädtisches Rathaus in Brandenburg/Havel
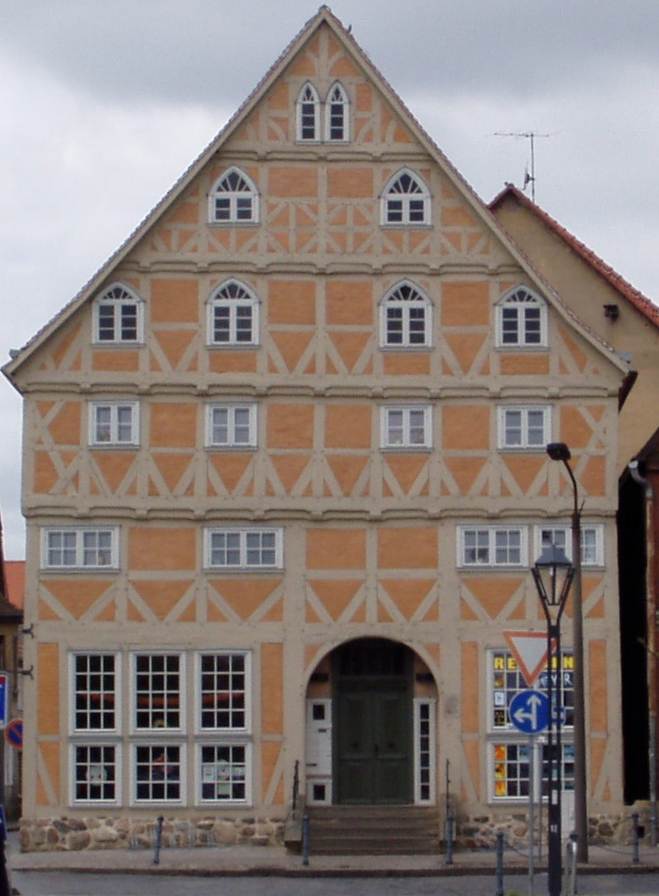
Altes Fachwerkhaus in Kyritz
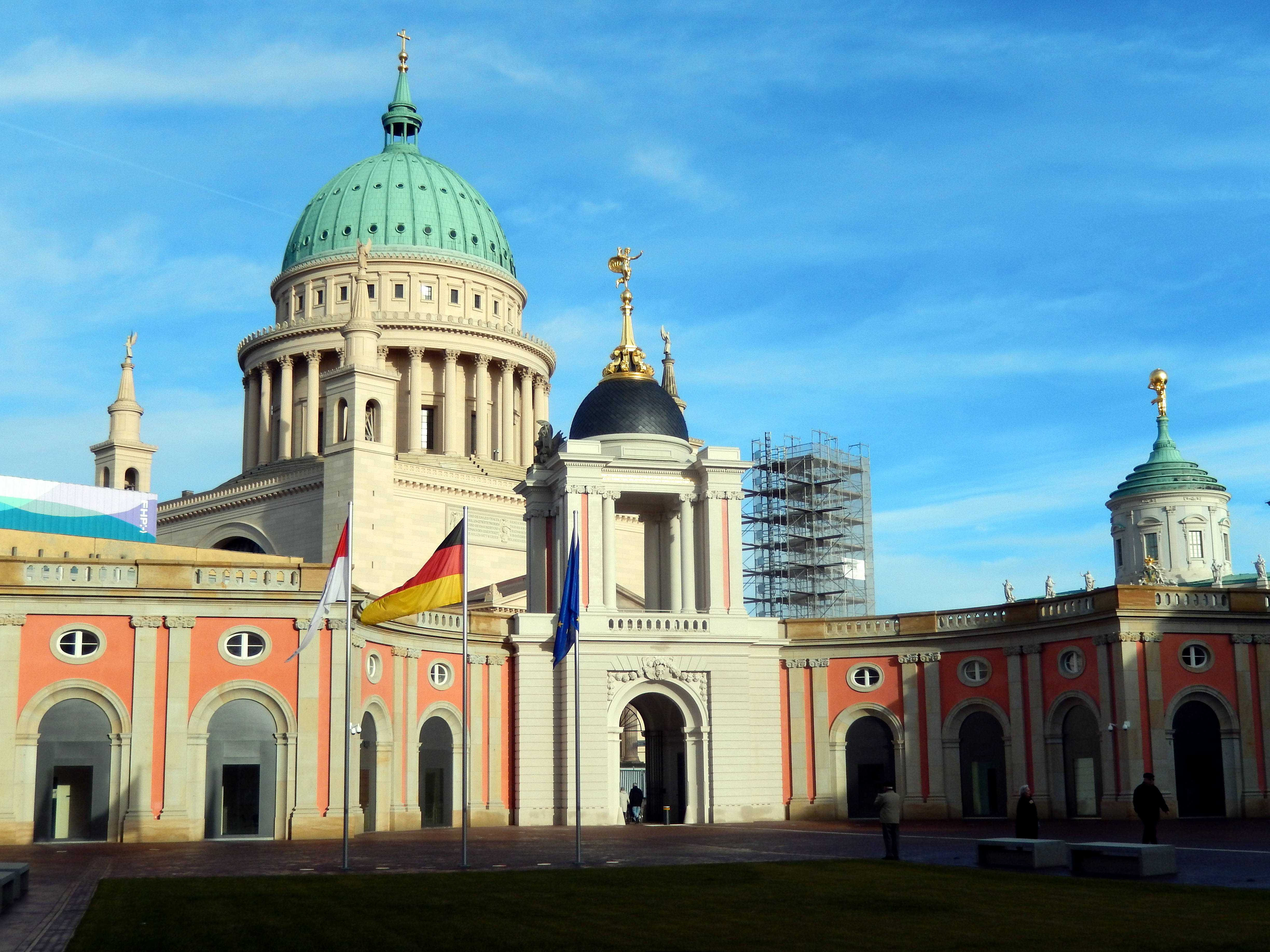
Potsdam: Fortunaportal und Kirche St. Nikolai am Alten Markt

In Brandenburg sind viele Städte durch die Landesregierung gesondert ausgewiesen und vor Ort beschildert. Einige sind Mitglied in der Arbeitsgemeinschaft „Städte mit historischen Stadtkernen“ des Landes Brandenburg.
| - Altlandsberg - Angermünde - Bad Belzig - Bad Freienwalde (Kurstadt) - Bad Liebenwerda (Kurstadt mit Schloss) - Bad Wilsnack (Kurstadt) - Beelitz - Beeskow (Garnisonsstadt) - Bernau bei Berlin - Brandenburg an der Havel (Dom- und Residenzstadt), siehe Altstadt (Brandenburg an der Havel) - Cottbus - Dahme - Doberlug-Kirchhain (Doppelstadt) - Drebkau - Eberswalde - Elsterwerda - Finsterwalde (Sängerstadt) - Freyenstein (kleine Residenzstadt mit Schloss) - Friesack - Fürstenberg/Havel - Fürstenberg (Oder) - Fürstenwalde/Spree (Domstadt) | - Gransee - Herzberg (Elster) - Jüterbog - Kremmen - Kyritz - Lenzen (Elbe) - Lieberose - Lindow (Mark) - Lübben (Spreewald) - Lübbenau/Spreewald - Luckau - Luckenwalde - Mittenwalde - Mühlberg/Elbe - Müncheberg - Nauen - Neuruppin (Garnisonsstadt) - Niemegk - Oderberg - Oranienburg (Residenzstadt mit Schloss) - Ortrand - Peitz - Perleberg (Garnisonsstadt) | - Potsdam (Residenzstadt; Schlösser und Gärten UNESCO-Welterbe) - Potsdam-Babelsberg - Pritzwalk - Rheinsberg (Residenzstadt mit Schloss) - Ruhland - Schlieben - Sonnewalde - Storkow (Mark) - Strausberg - Teltow (Ackerbürgerstadt: Rübchenstadt) - Trebbin (Garnisonsstadt) - Treuenbrietzen - Uebigau - Wahrenbrück - Werder (Havel) - Wittenberge - Wittstock/Dosse - Wusterhausen/Dosse - Zehdenick - Ziesar - Zossen |

### Bremen

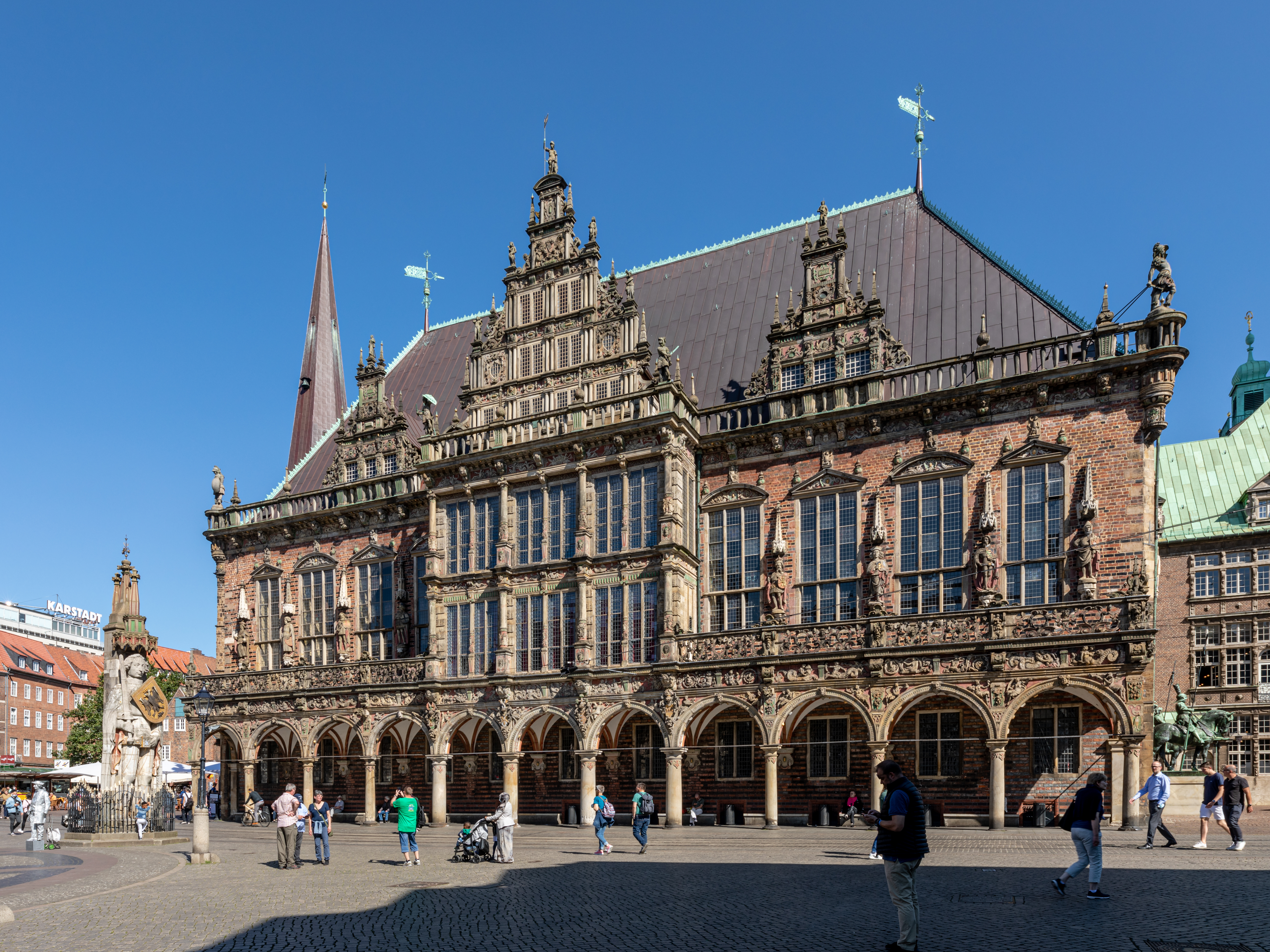
Bremer Rathaus mit Roland

- Bremen (Rathaus und Marktplatz als UNESCO-Welterbe), siehe Altstadt (Bremen)
- Schnoor – Altstadtviertel mit Häusern teilweise aus dem 15. Jahrhundert
- Vegesack (Altstadt am Hafen)
- Steintor und Ostertor (Stadtviertel der Gründerzeit mit dem spezifischen Bremer Haus)

### Hamburg
- Hamburg-Altstadt
- Hamburg-Neustadt
- Hamburg-Bergedorf (mit Bergedorfer Schloss)

### Hessen

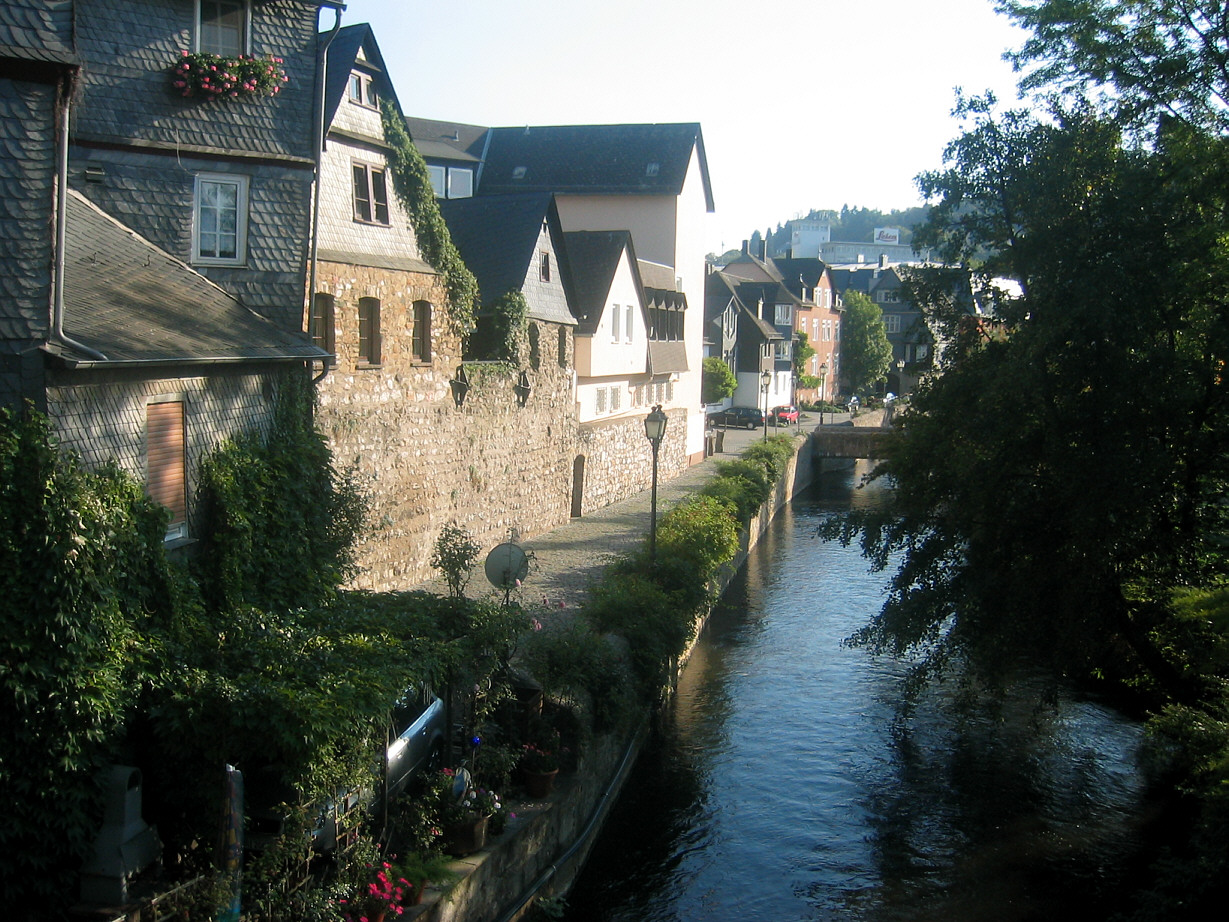
Altstadt von Wetzlar: Am Mühlgraben
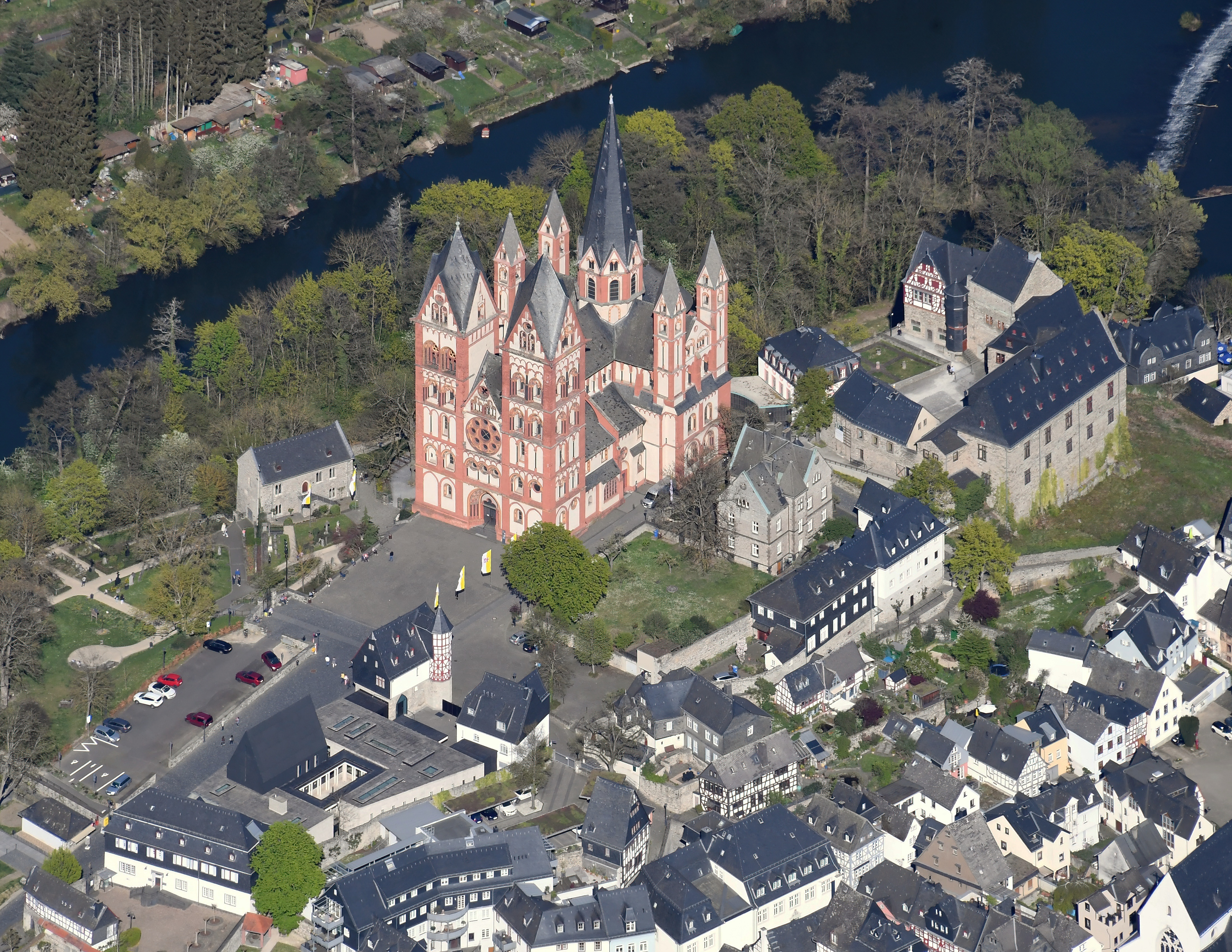
Die Altstadt mit dem Limburger Dom St. Georg aus der Luft
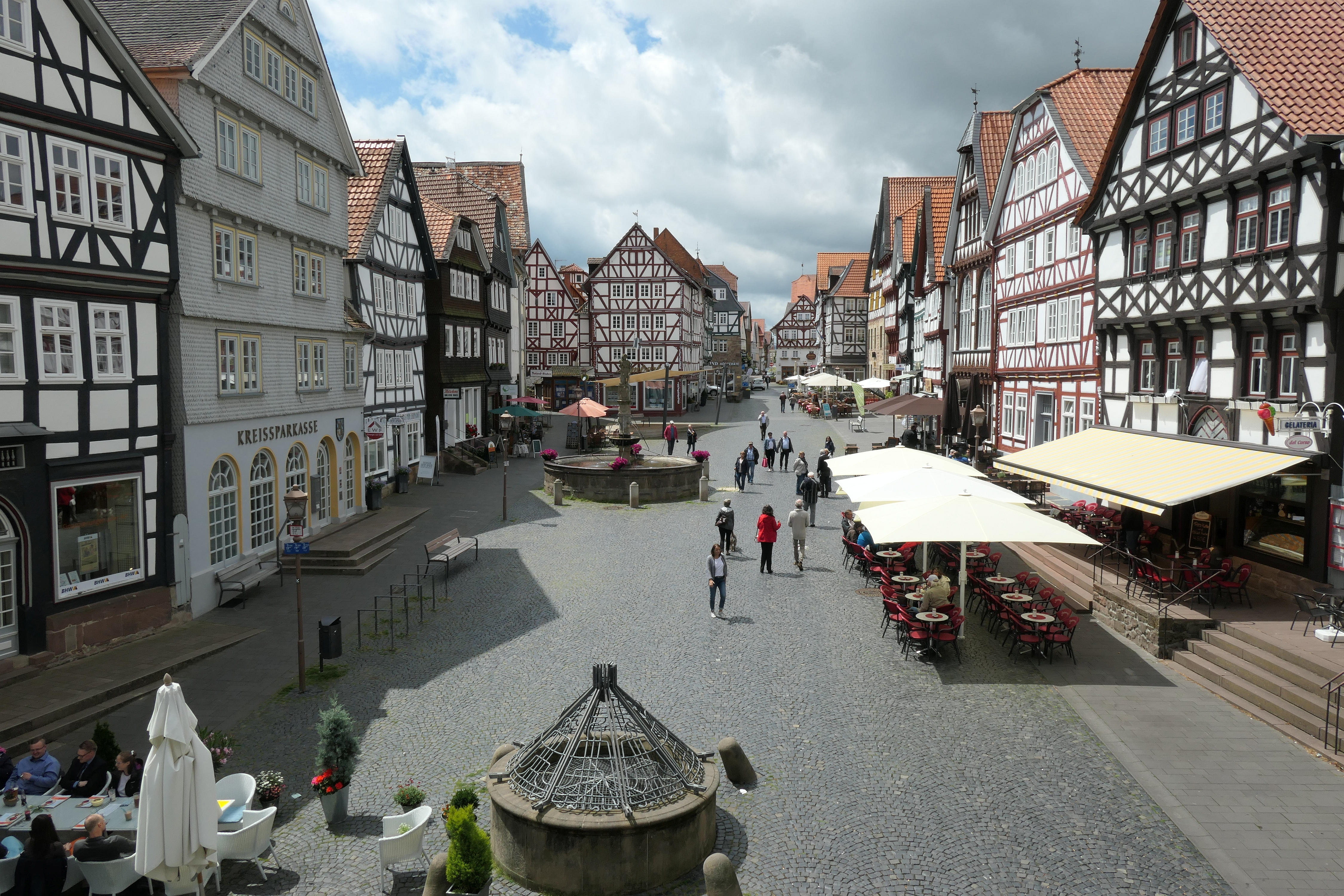
Marktplatz von Fritzlar
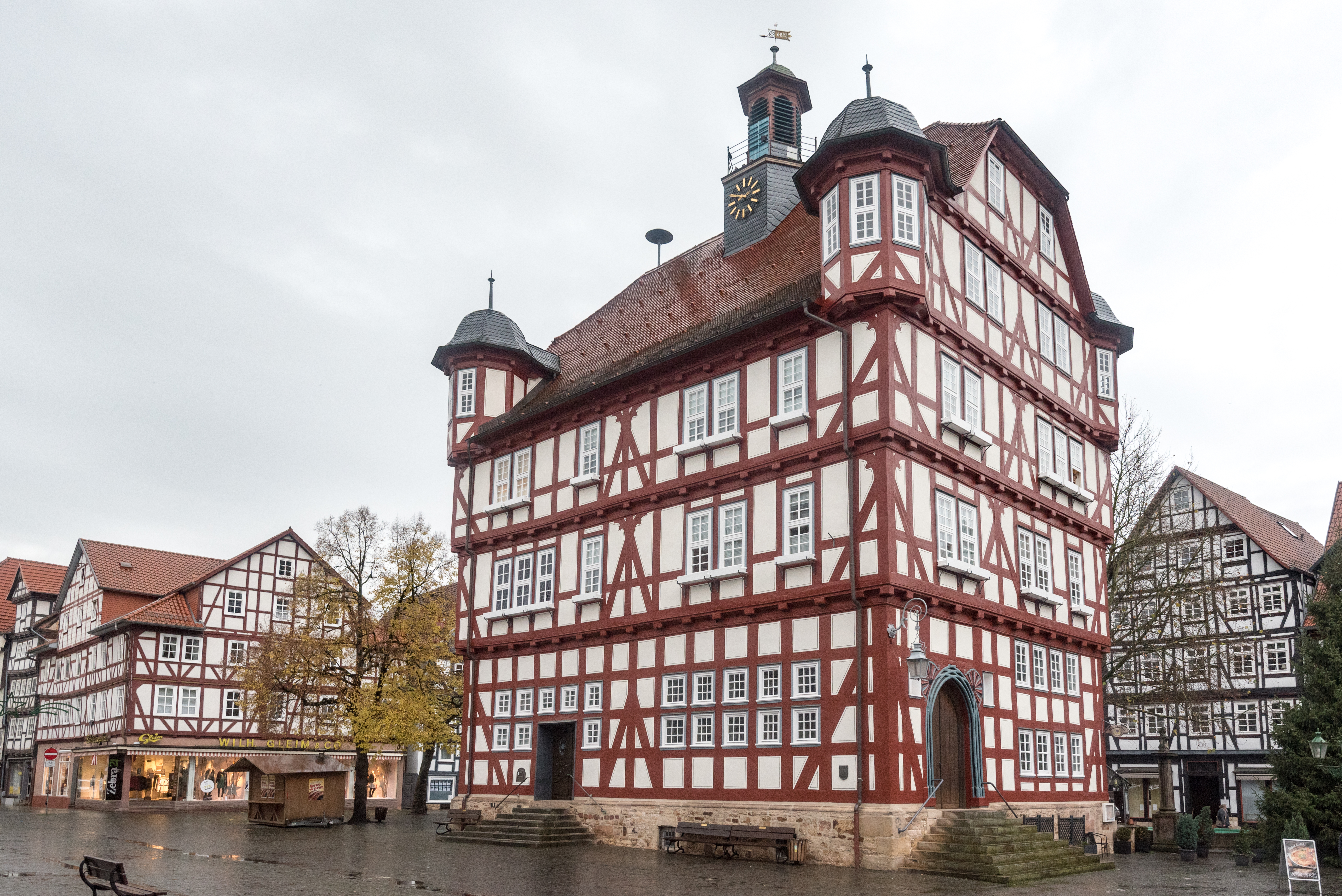
Melsunger Markt und Rathaus

| - Alsfeld - Amöneburg - Babenhausen - Bad Arolsen (Residenzstadt) - Bad Camberg - Bad Hersfeld - Bad Homburg vor der Höhe - Bad Karlshafen (Barockstadt) - Bad Orb - Bad Soden-Salmünster (Altstädte in zwei Stadtteilen) - Bad Sooden-Allendorf (Fachwerk- und Salzstadt) - Bad Wildungen (Bäderstadt) - Bebra - Bensheim - Biedenkopf - Braunfels (Residenzstadt mit historischem Marktplatz) - Bruchköbel - Büdingen (Residenzstadt), siehe Altstadt (Büdingen) - Butzbach - Dieburg - Dillenburg - Dreieich-Dreieichenhain - Eltville am Rhein - Eppstein - Erbach - Eschwege - Frankenberg (Eder) - Frankfurt am Main, siehe Frankfurt-Altstadt - Frankfurt-Höchst, siehe Höchster Altstadt - Friedberg (Hessen) (Altstadt mit Burg) - Fritzlar (Fachwerkstadt mit Dom und Stadtmauer) - Fulda (Barockstadt, Residenzstadt mit Dom) - Gelnhausen (Altstadt mit Pfalz) - Gersfeld (Rhön) | - Grebenstein - Groß-Gerau - Groß-Umstadt - Grünberg - Gudensberg - Hadamar - Haiger - Hanau-Steinheim - Heppenheim (Bergstraße) - Herborn - Hessisch Lichtenau - Heusenstamm - Hirschhorn (Neckar) (Altstadt mit Schloss) - Hochheim am Main - Hofgeismar - Hofheim am Taunus - Homberg (Efze) - Homberg (Ohm) - Hungen - Idstein (Altstadt mit Schloss) - Immenhausen - Königstein im Taunus - Korbach - Kronberg im Taunus - Laubach (Altstadt mit Schloss) - Lauterbach (Hessen) - Lich (Altstadt mit Schloss) - Lindenfels - Limburg an der Lahn (Altstadt mit Dom) - Lorsch - Maintal-Hochstadt - Marburg (Universitätsstadt mit Schloss) - Melsungen | - Michelstadt - Münzenberg - Neckarsteinach - Neustadt (Hessen) - Nidda - Nidderau-Windecken - Oestrich - Ortenberg (Altstadt mit Schloss) - Oberursel (Taunus) - Rotenburg an der Fulda - Rüdesheim am Rhein - Runkel - Schlitz (Altstadt mit Schloss) - Schotten - Seligenstadt - Spangenberg - Staden - Steinau an der Straße - Tann (Rhön) - Trendelburg - Trebur - Treysa - Usingen - Wächtersbach - Wanfried - Weilburg (Altstadt mit Schloss) - Wetzlar (Fachwerkstadt mit Dom), siehe Historische Altstadt Wetzlar - Wiesbaden (Residenzstadt) - Witzenhausen - Wolfhagen - Ziegenhain - Zierenberg - Zwingenberg |

### Mecklenburg-Vorpommern

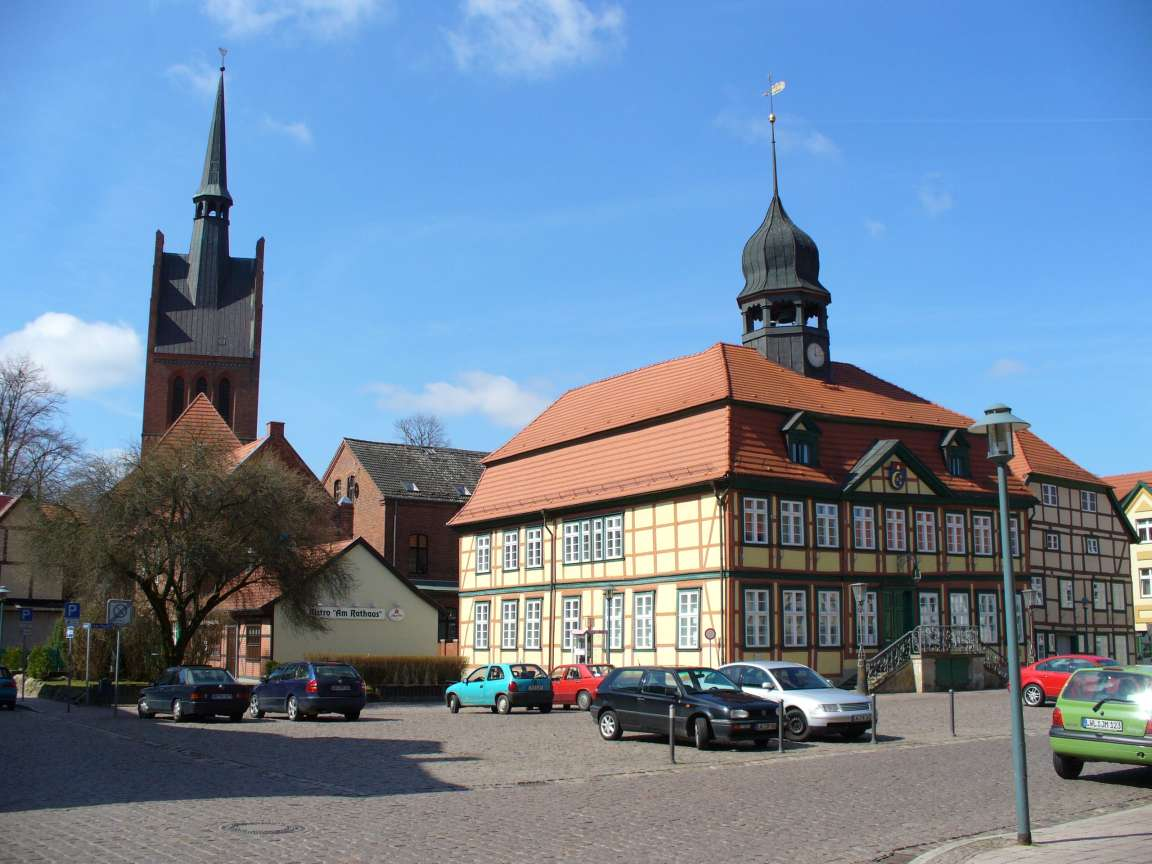
Grabow: Rathaus am Markt
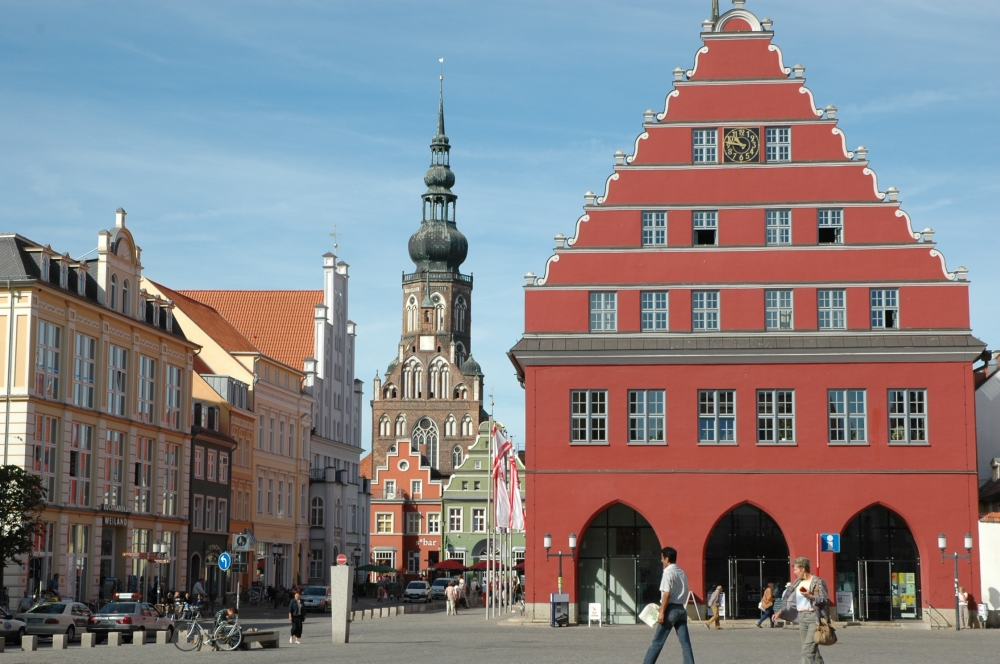
Greifswalder Markt mit Rathaus. Im Hintergrund der Dom St. Nikolai
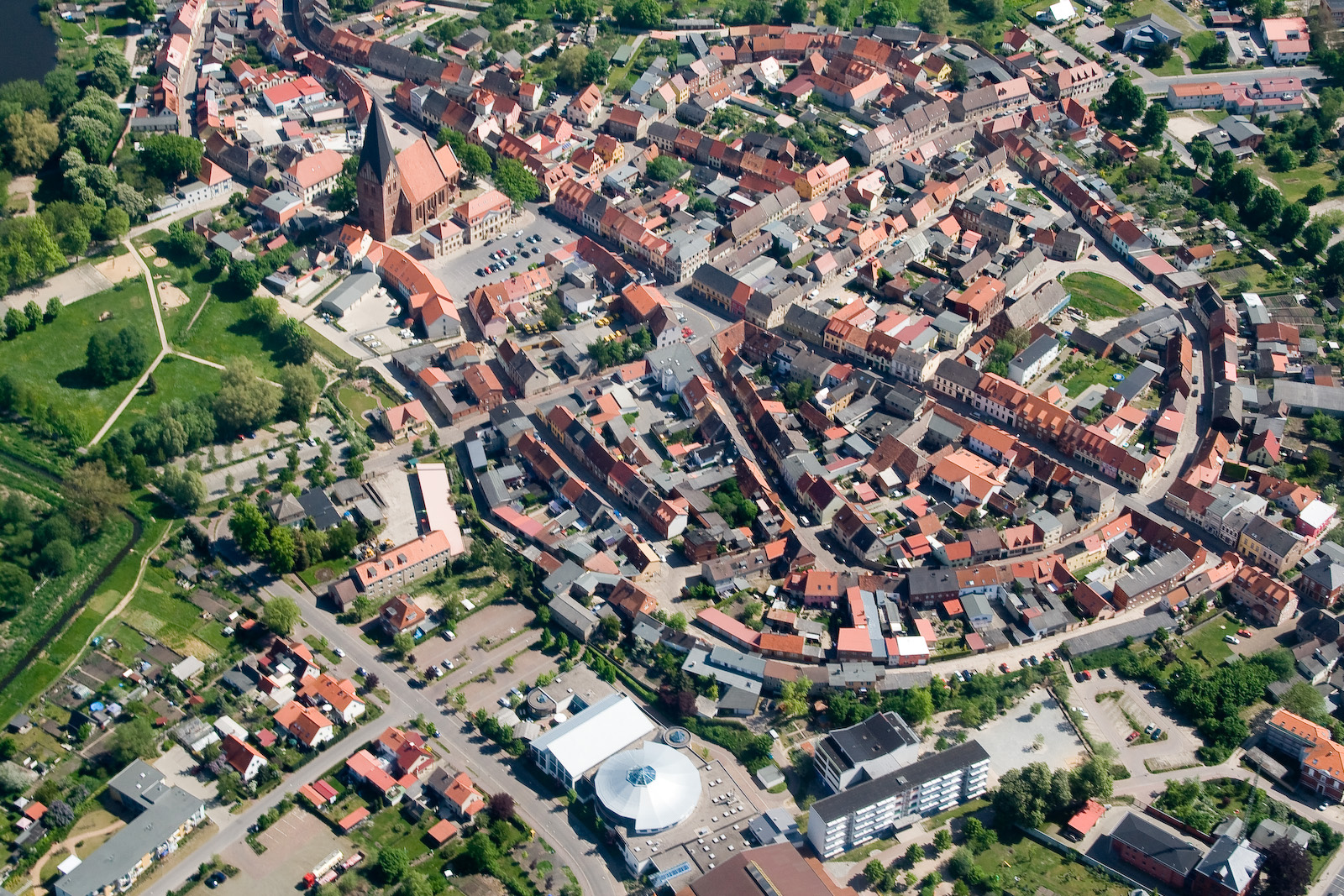
Stadtkern Röbel/Müritz
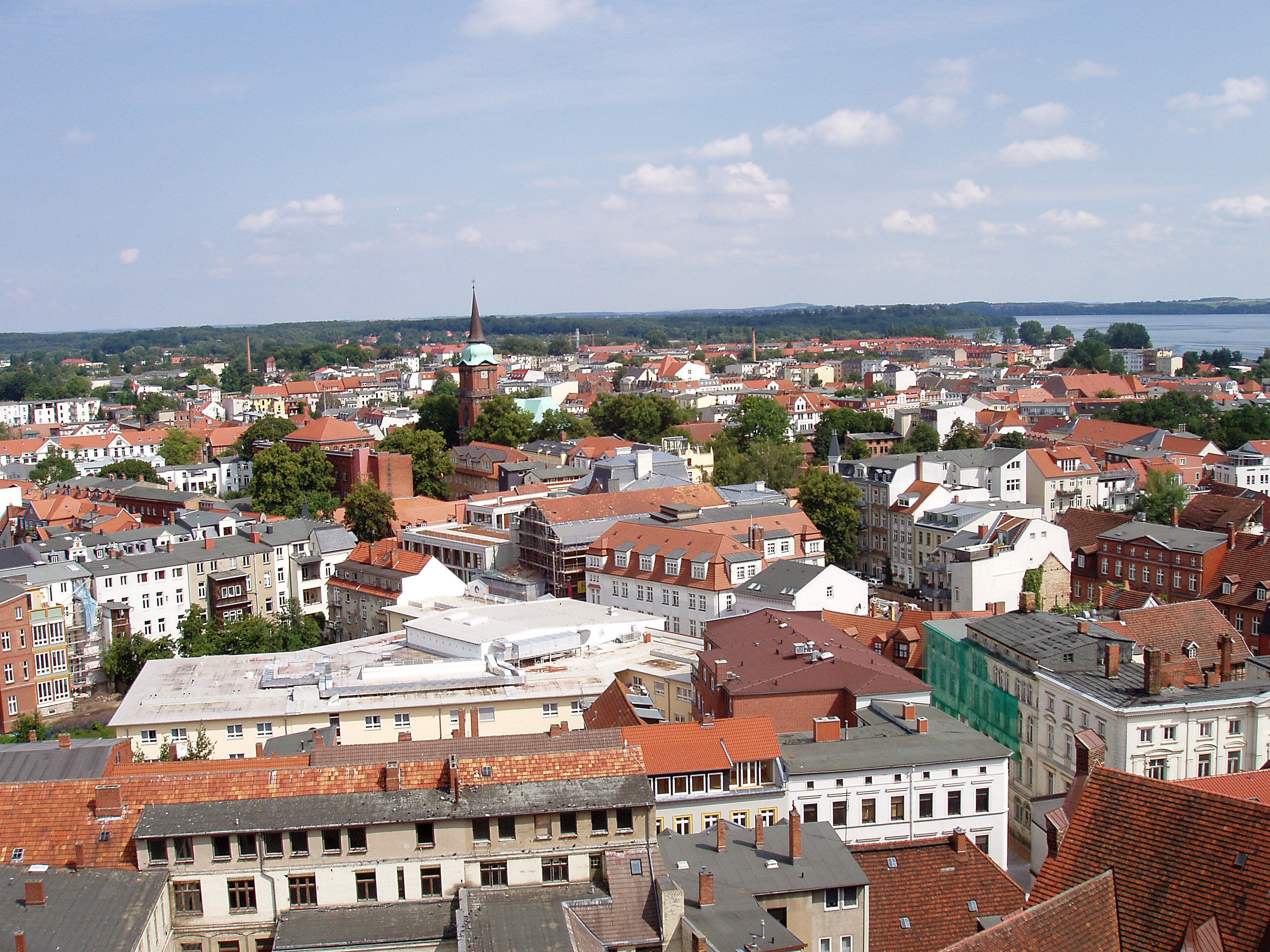
Schwerin: Schelfstadt
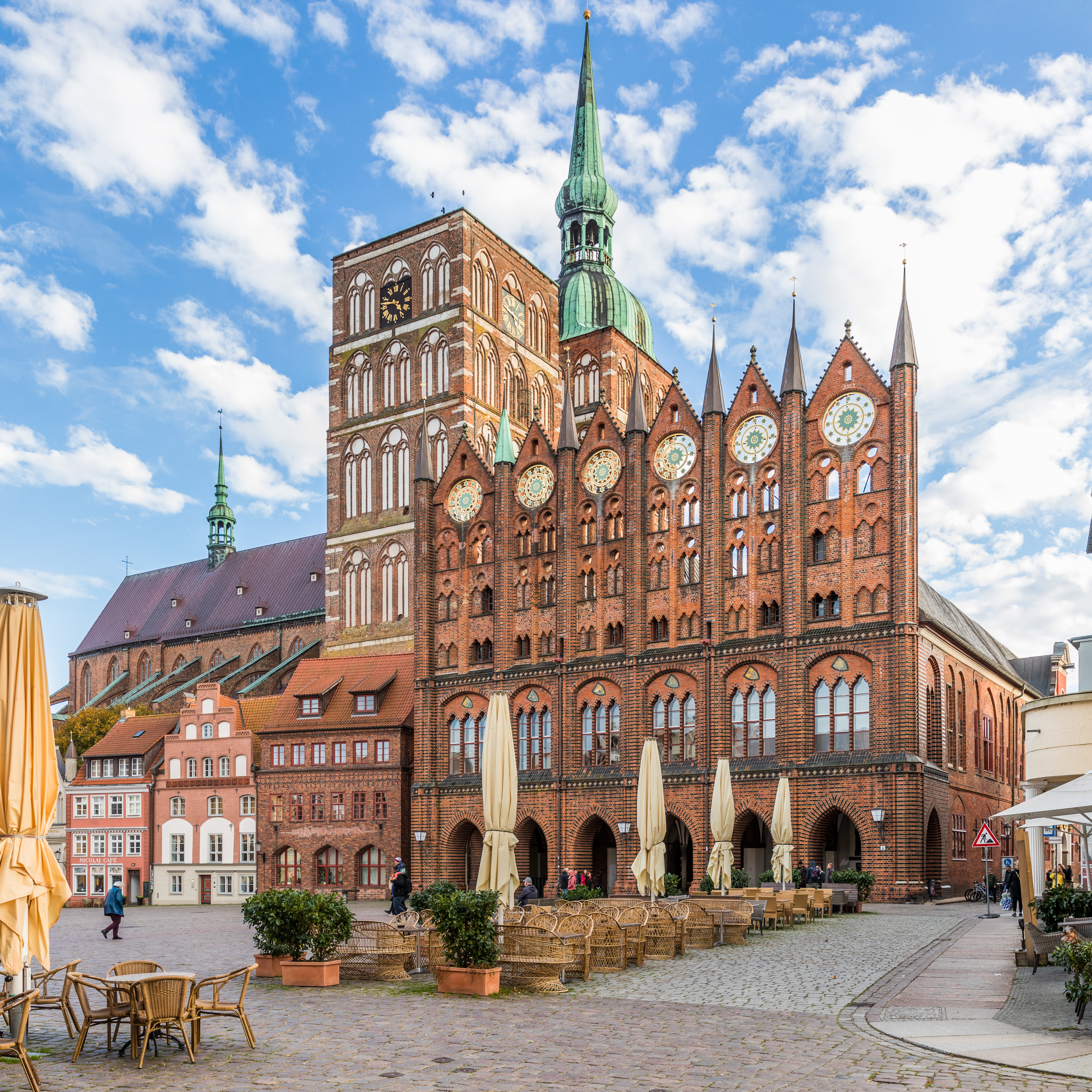
Stralsund: Alter Markt (Rathaus und Nikolaikirche) – UNESCO-Welterbe
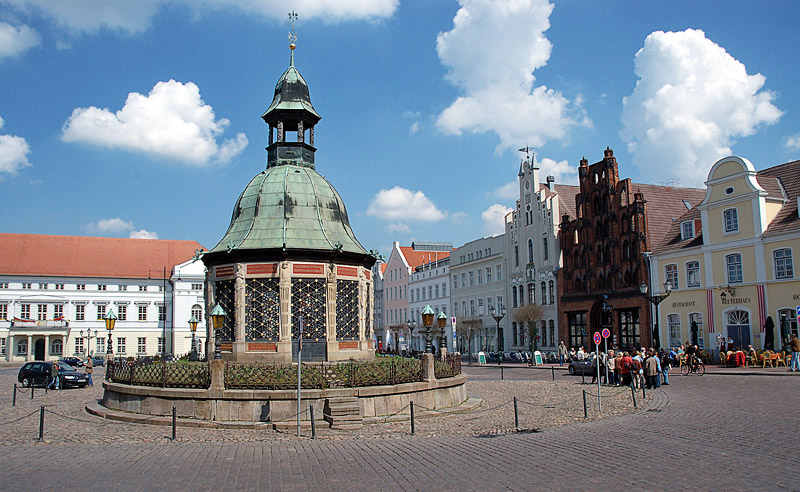
Wismar: „Wasserkunst“ und der „Alte Schwede“ am Markt – UNESCO-Welterbe

| - Altentreptow (Ackerbürgerstadt) - Anklam (Hansestadt mit Altstadtresten) - Bad Doberan (Landstadt mit Münster und Kloster) - Bad Sülze (Landstadt) - Barth (Hafenstadt mit Altstadtkern) - Bergen (Zentrale Altstadt Rügens) - Boizenburg (Fachwerkstadt) - Brüel (Landstadt) - Burg Stargard (Landstadt mit Höhenburg) - Bützow (Landstadt und ehemalige Universitätsstadt mit Burgrest) - Crivitz (Landstadt) - Dargun (Landstadt mit Schloss und Kloster) - Dassow (Landstadt) - Demmin (Hansestadt mit Altstadtresten) - Dömitz (Landstadt mit Festung) - Franzburg (Landstadt) - Friedland (Landstadt mit Altstadtresten) - Gadebusch (Altstadt mit Renaissanceschloss) - Garz/Rügen (Landstadt) - Gnoien (Ackerbürgerstadt) - Goldberg (Fachwerkstadt) - Grabow (Fachwerkstadt) - Greifswald (Hansestadt und Universitätsstadt mit Altstadtkern) - Grevesmühlen (Landstadt) - Grimmen (Landstadt) - Güstrow (Residenzstadt mit umfassendem Altstadtkern) - Gützkow (Landstadt) - Hagenow (Landstadt) - Jarmen (Landstadt) | - Klütz (Landstadt mit Schloss) - Krakow am See (Kurstadt) - Kröpelin (Landstadt) - Kühlungsborn (Seebäderstadt) - Laage (Ackerbürgerstadt mit Scheunenviertel) - Lassan (Landstadt) - Loitz (Landstadt) - Lübtheen (Landstadt) - Lübz (Landstadt) - Ludwigslust (barocke Residenzstadt mit Schloss) - Malchin (Landstadt mit teils erhaltener Altstadt) - Malchow (Inselaltstadt und Kloster) - Marlow (Landstadt) - Mirow (Landstadt mit Schloss) - Neubrandenburg (Stadtmauer mit vier Stadttoren und Altstadtresten, Grundriss einer mittelalterlichen Planstadt) - Neubukow (Landstadt) - Neukalen (Landstadt) - Neukloster (Landstadt) - Neustadt-Glewe (Landstadt mit Schloss und Burg) - Neustrelitz (barocke Residenzstadt mit außergewöhnlichem Grundriss) - Parchim (Landstadt mit zwei historischen Kernen) - Pasewalk (Landstadt mit teils erhaltener Altstadt und Stadtmauer) - Penkun (Ackerbürgerstadt) - Penzlin (Landstadt mit Burg) - Plau am See (Fachwerkstadt) - Putbus (Klassizistische Residenzstadt) - Rehna (Landstadt) - Ribnitz-Damgarten (Doppelstadt mit einem mecklenburgischen und einem pommerschen Altstadtkern) | - Richtenberg (Landstadt) - Röbel/Müritz (Fachwerkstadt am See mit zwei historischen Kernen) - Rostock (Hansestadt und Universitätsstadt), siehe Rostocker Altstadt sowie Warnemünde (Seebäderstadt) - Sassnitz (Seebäderstadt) - Schönberg (Landstadt) - Schwaan (Landstadt) - Schwerin (Große Residenzstadt mit Schloss), siehe Altstadt (Schwerin) sowie Schelfstadt (Fachwerkstadt) und Feldstadt (Gründerzeitstadt) - Stavenhagen (Landstadt mit Schloss) - Sternberg (Landstadt mit erhaltener Stadtmauer) - Stralsund (Hansestadt) – UNESCO-Welterbe - Strasburg (Landstadt mit Altstadtresten) - Tessin (Landstadt) - Teterow (Landstadt) - Torgelow (Industriedorf) - Tribsees (Modellstadt) - Ueckermünde (Hafenstadt mit Altstadtkern) - Usedom (Stadt) (Hafenstadt mit Altstadtkern) - Waren (Müritz) (Altstadtkern und Kurstadt am See) - Warin (Landstadt) - Wesenberg (Altstadtkern und Burg) - Wismar (Hansestadt) – UNESCO-Welterbe - Wittenburg (Landstadt) - Woldegk (Landstadt mit Altstadtresten) - Wolgast (Hafenstadt mit Altstadtkern) - Zarrentin am Schaalsee (Klosterstadt) |

### Niedersachsen

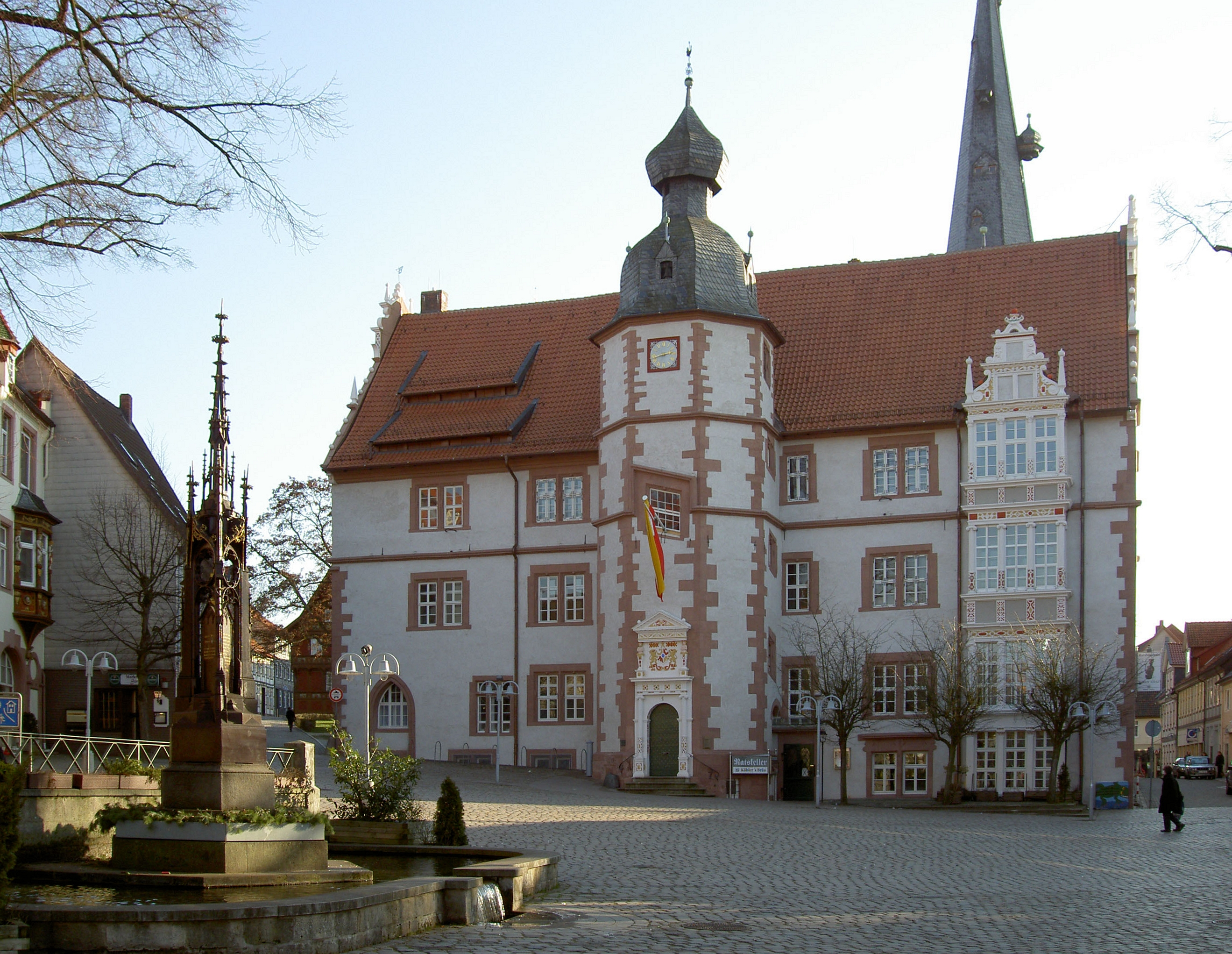
Alfeld (Leine): Rathaus
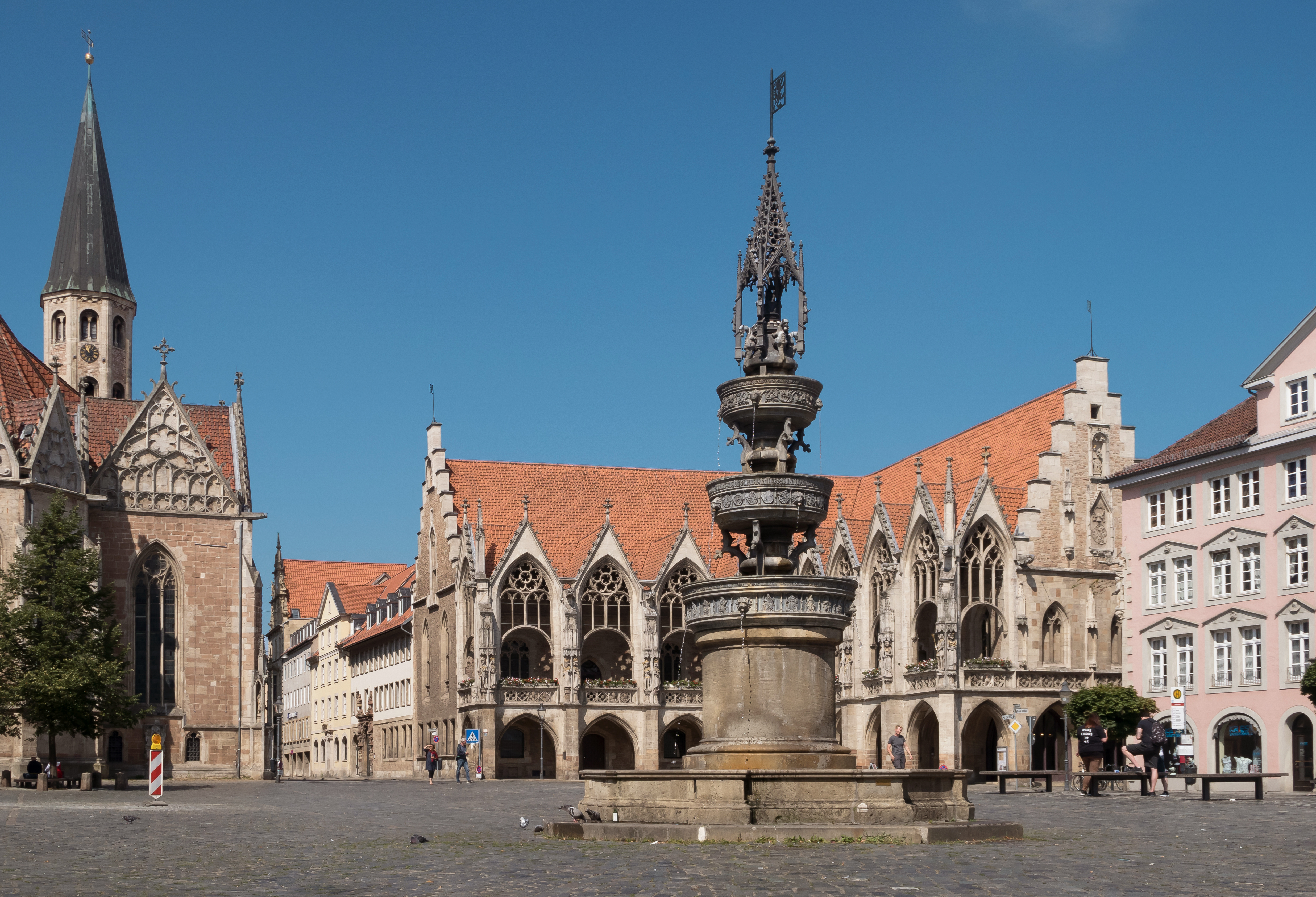
Braunschweig: Altstadtmarkt
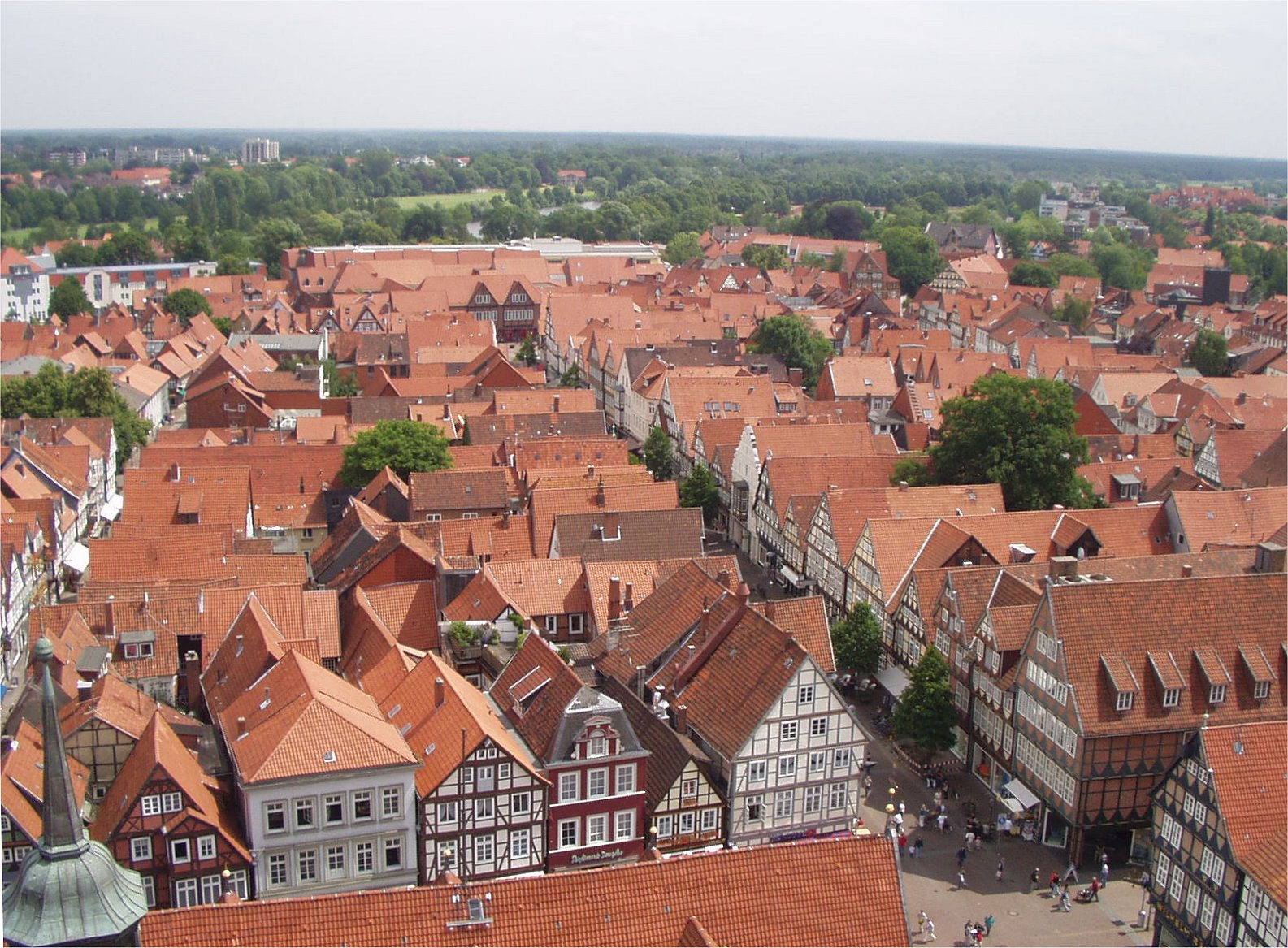
Celle: Altstadt
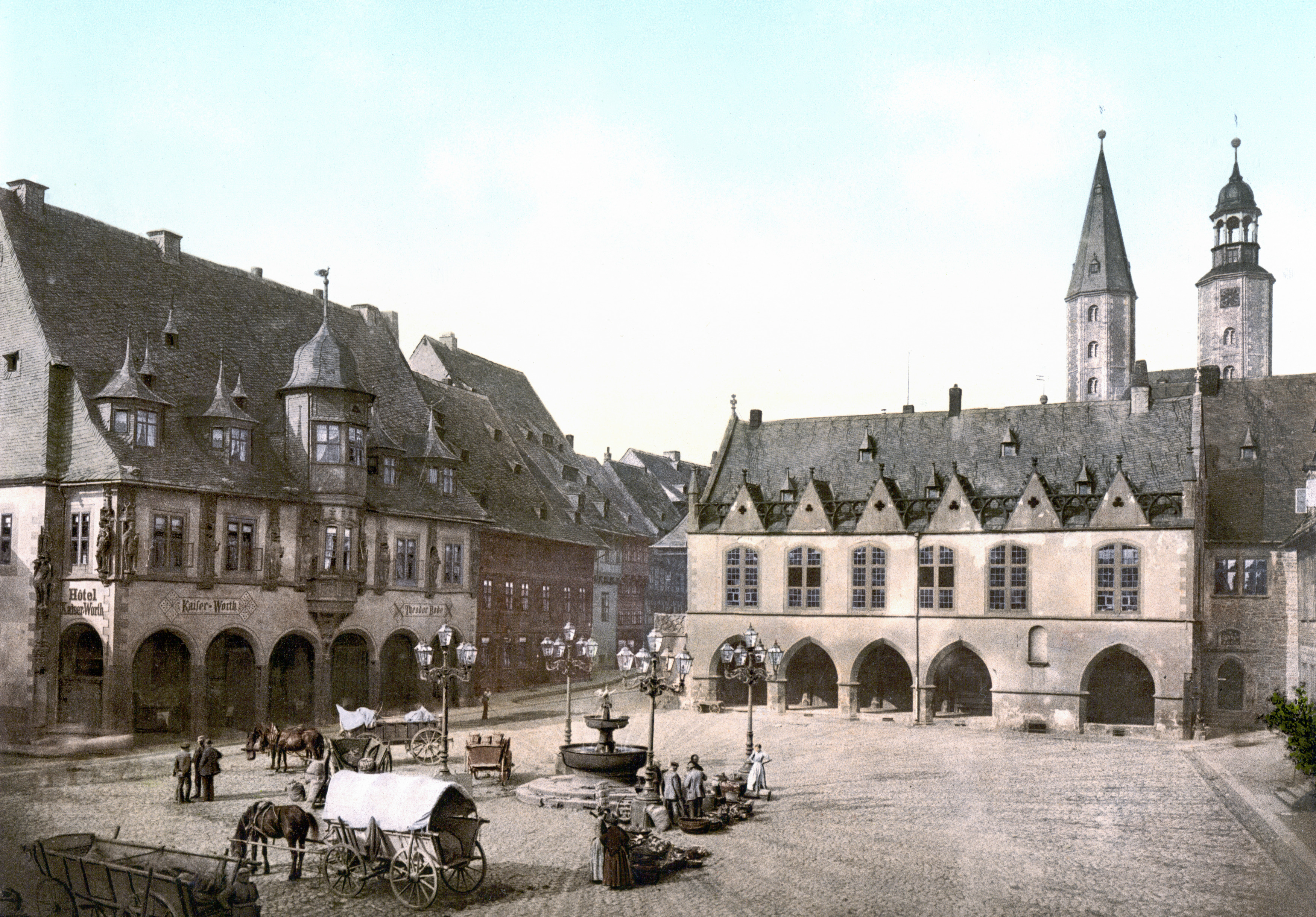
Goslar: Hotel Kaiserworth um 1895
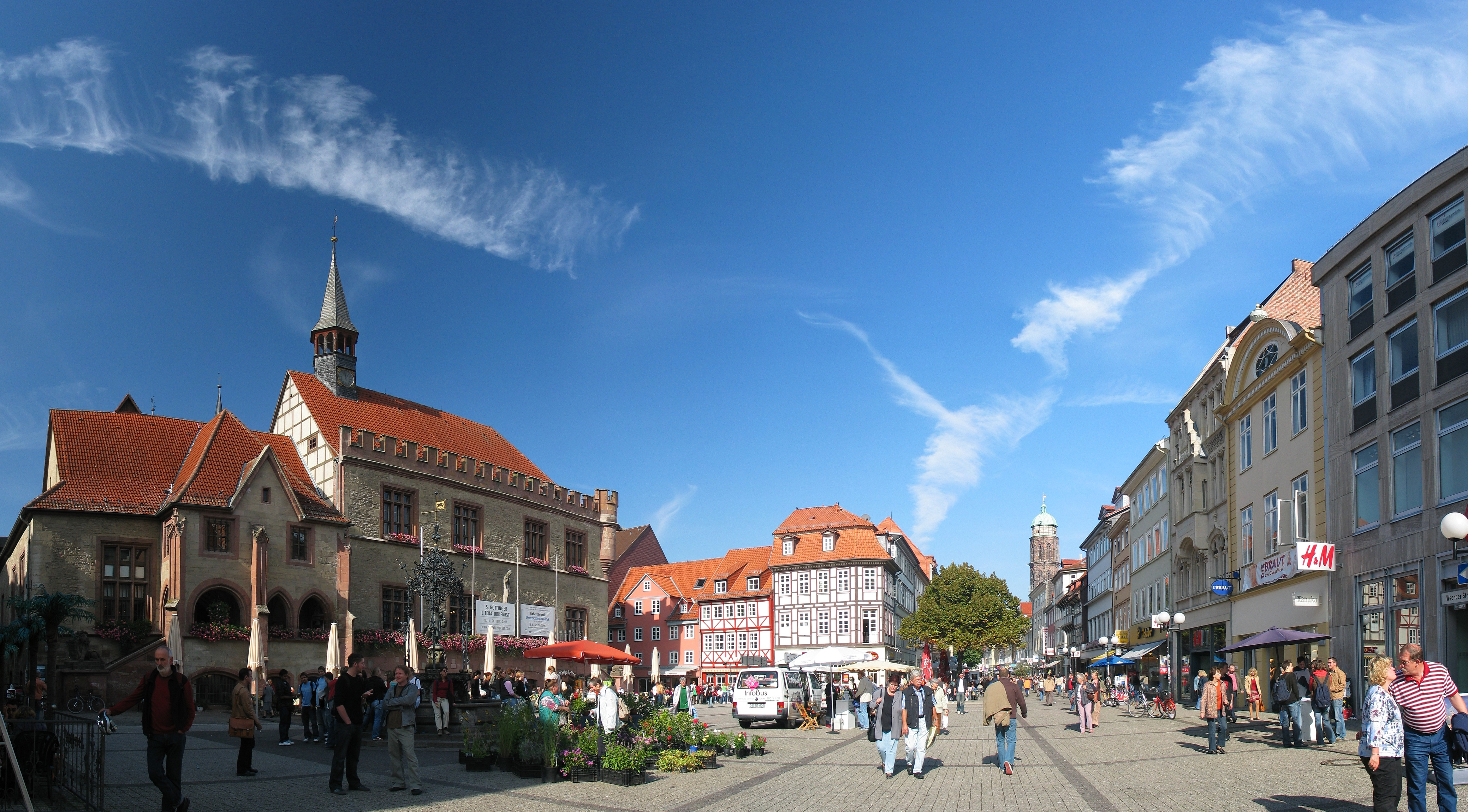
Göttingen: Marktplatz und Rathaus
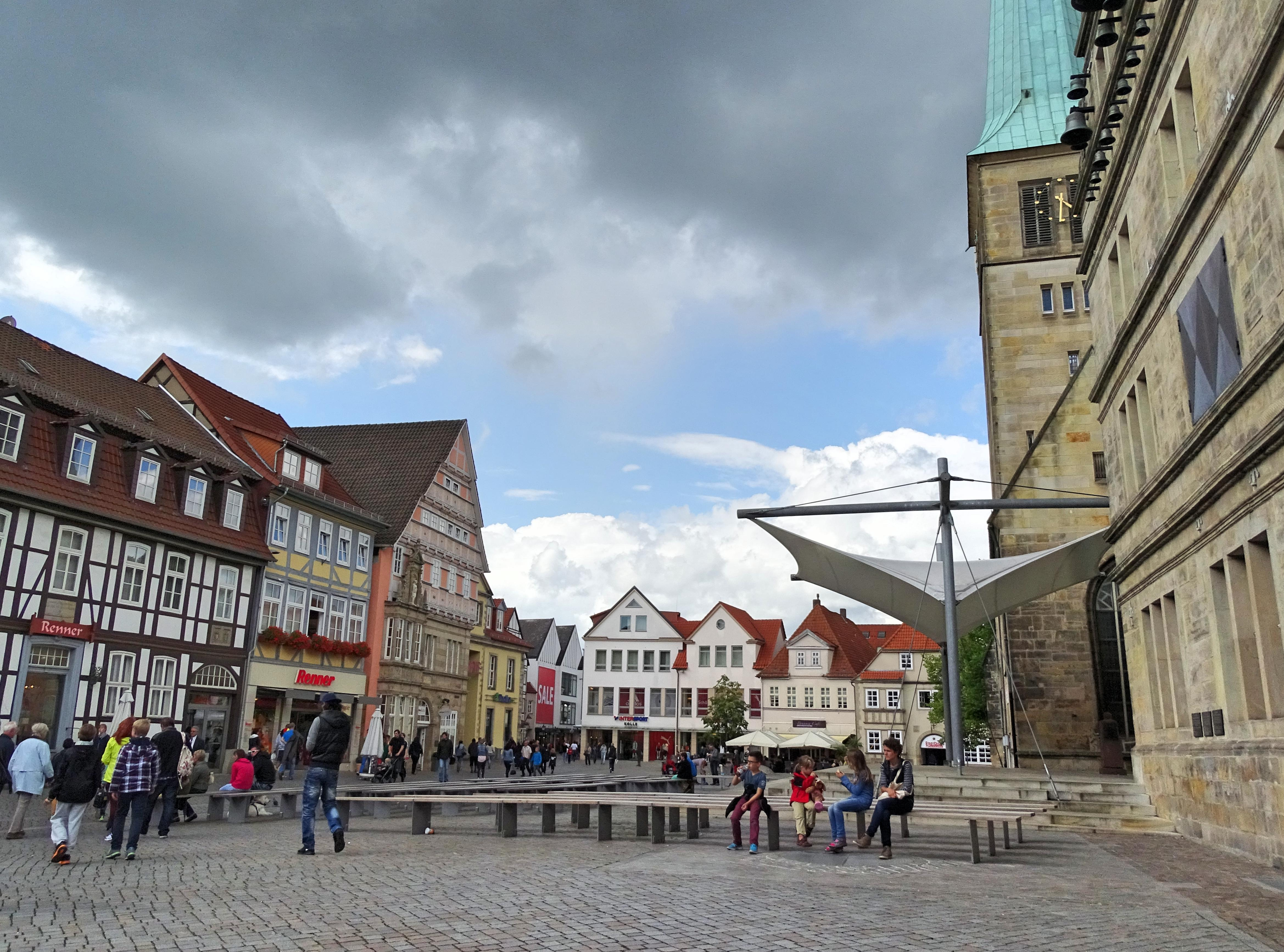
Hameln: Pferdemarkt
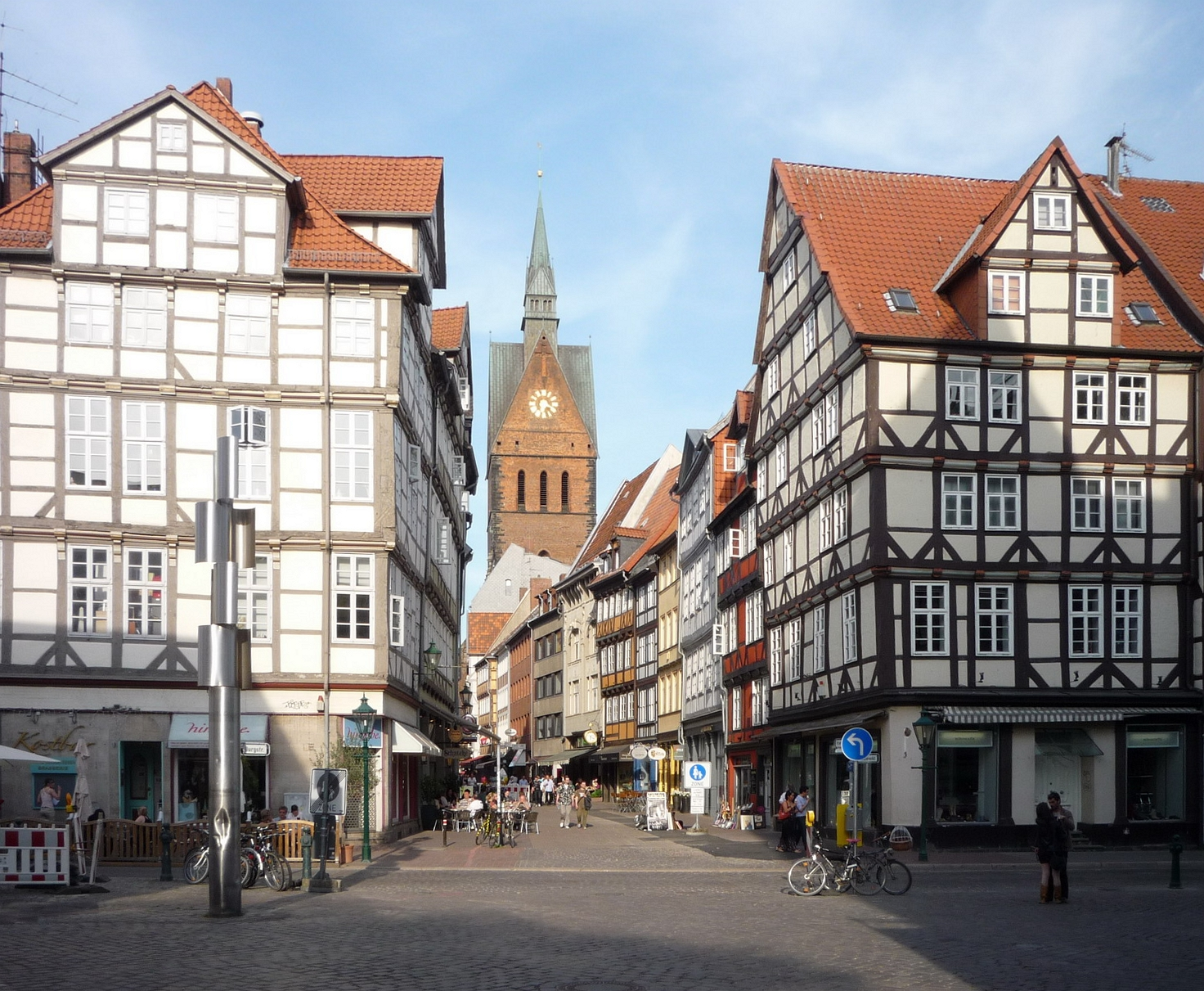
Hannover: Burg und Kramerstraße, Holzmarkt und Marktkirche
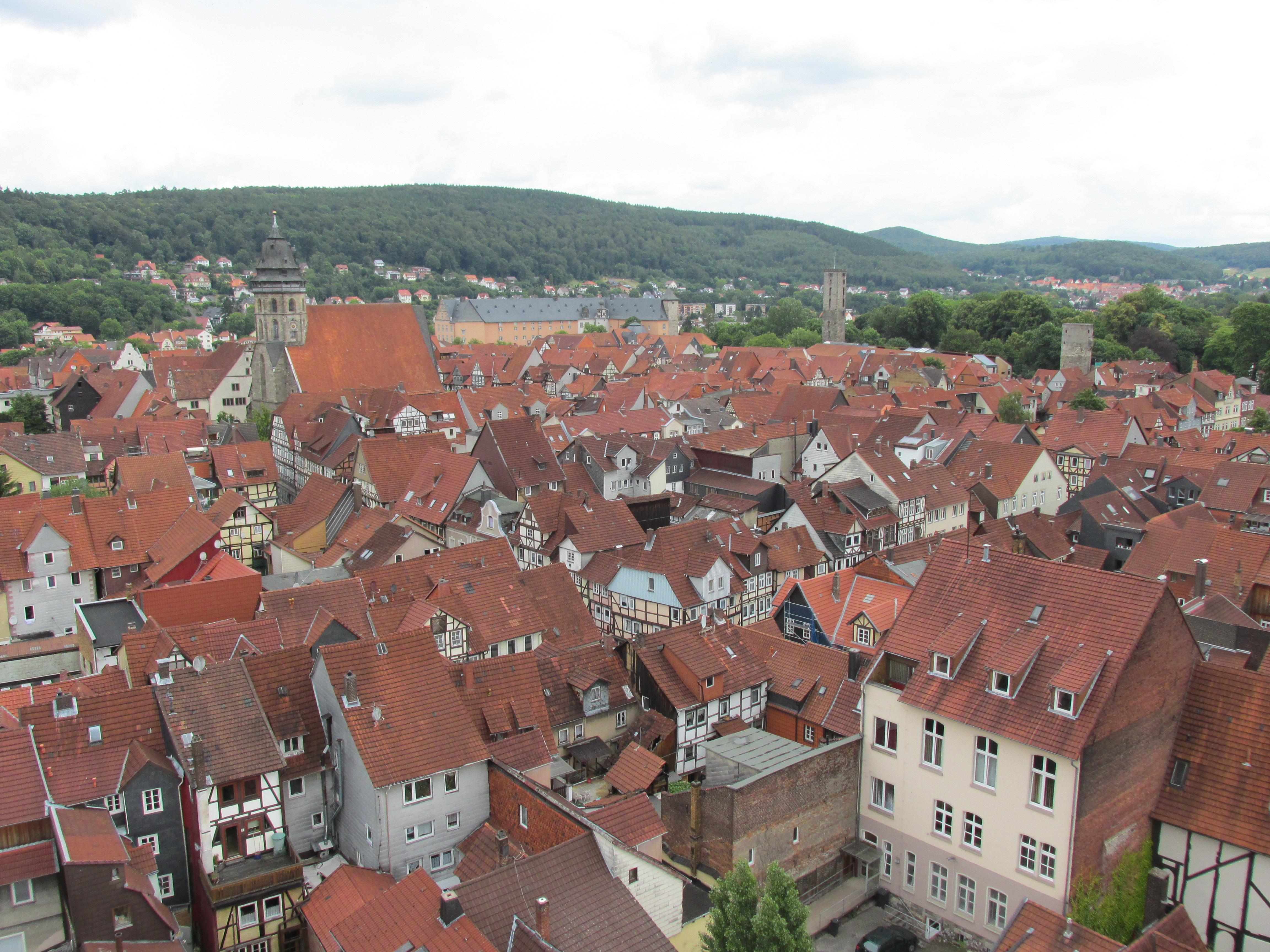
Hann. Münden: Altstadt
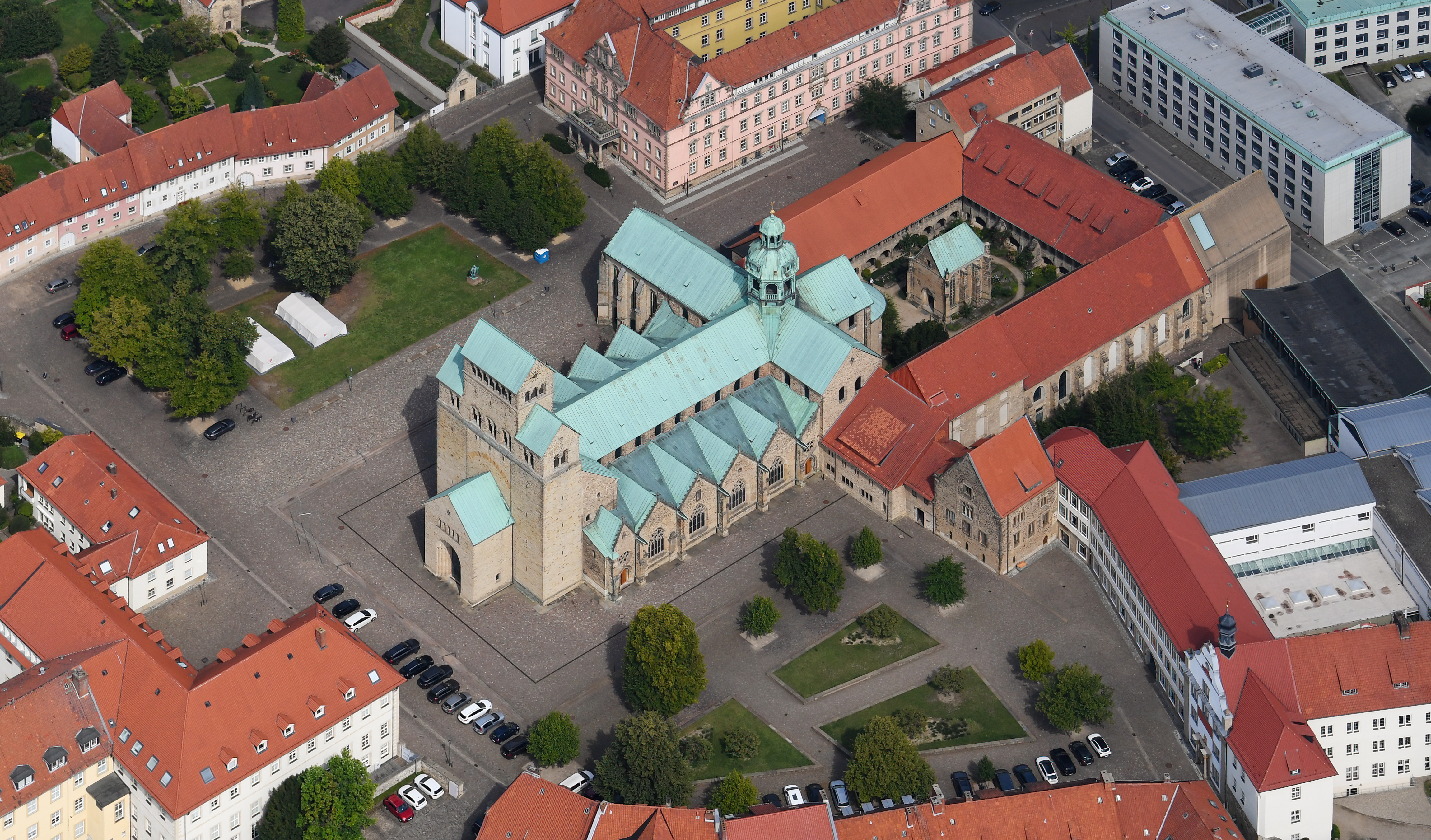
Hildesheim: Dom St. Mariä Himmelfahrt – UNESCO-Welterbe und Domhof als Gründungskern der Stadt
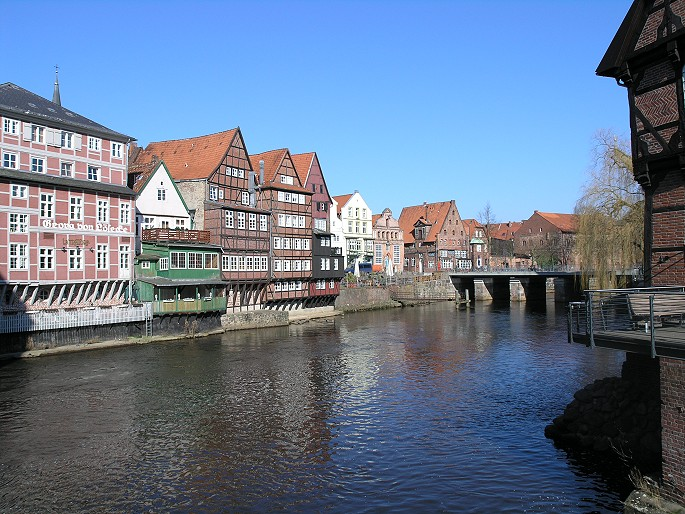
Lüneburg: Blick von der Brausebrücke
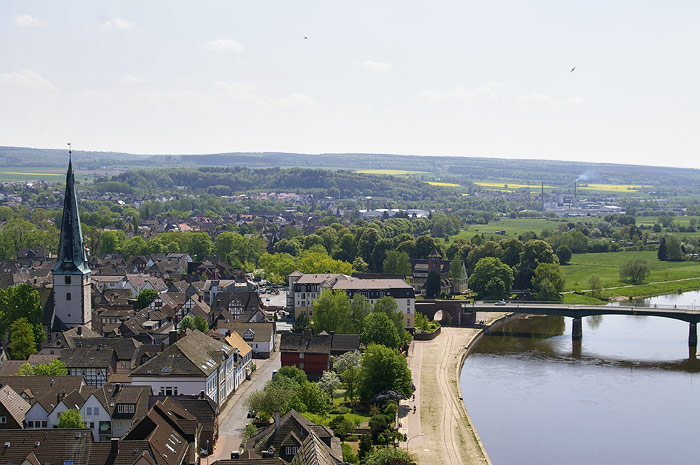
Holzminden: Altstadt und Weserkai
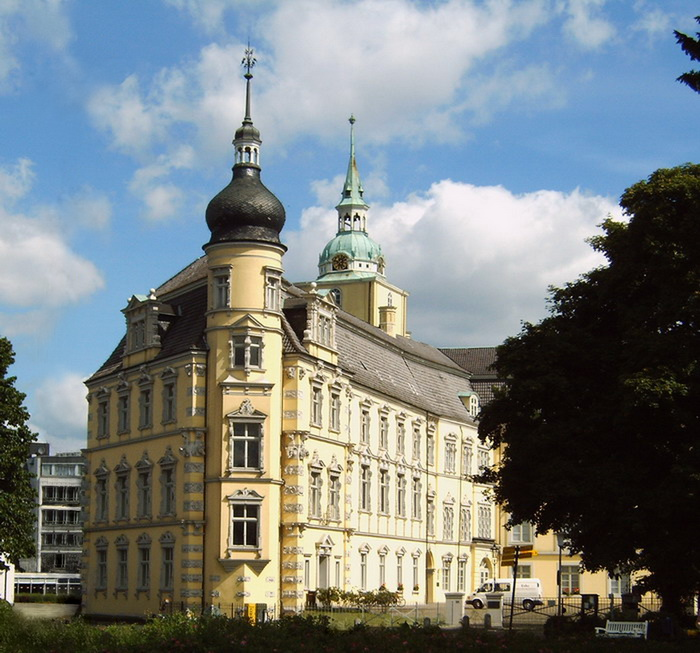
Oldenburger Schloss
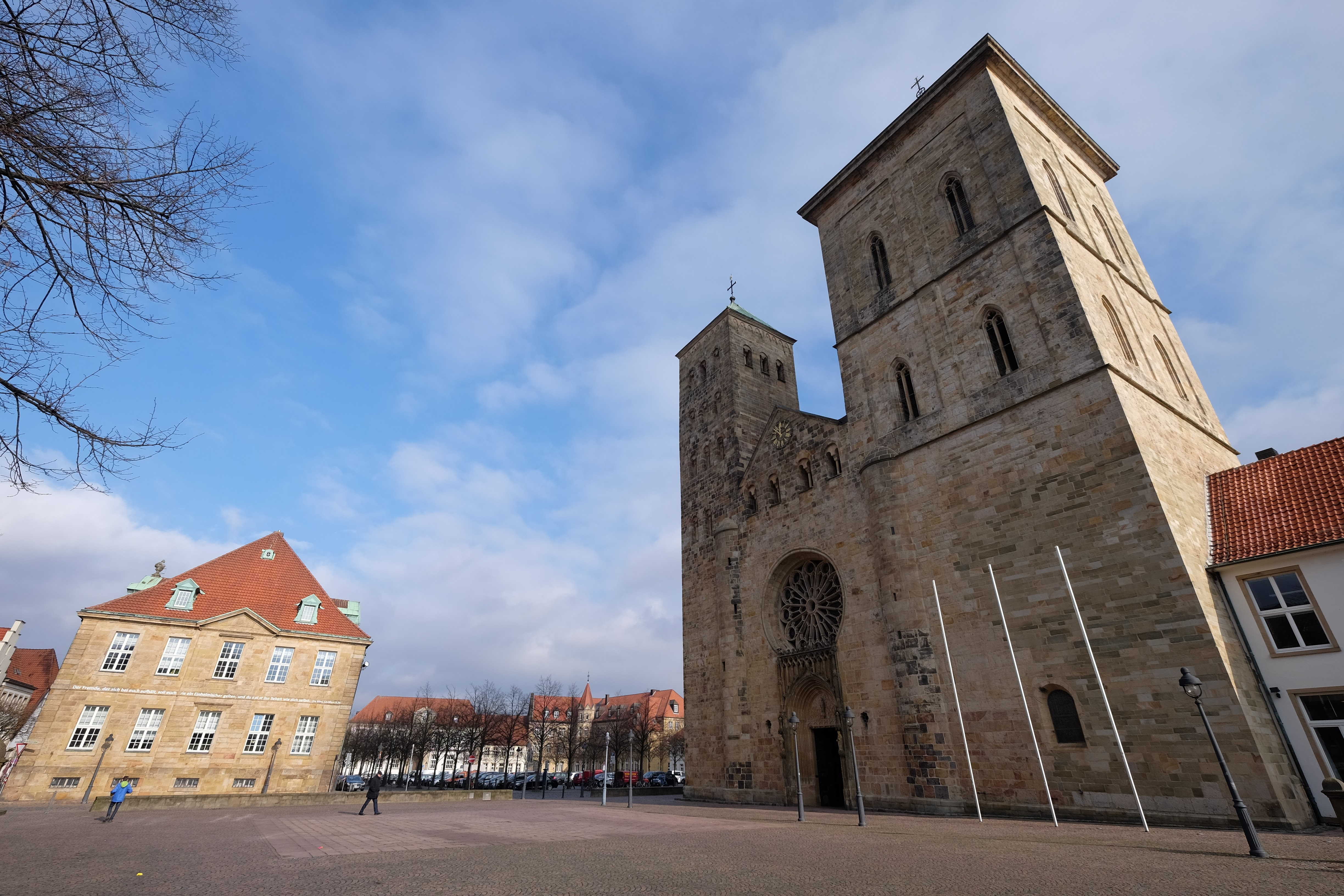
Osnabrück: Dom St. Peter
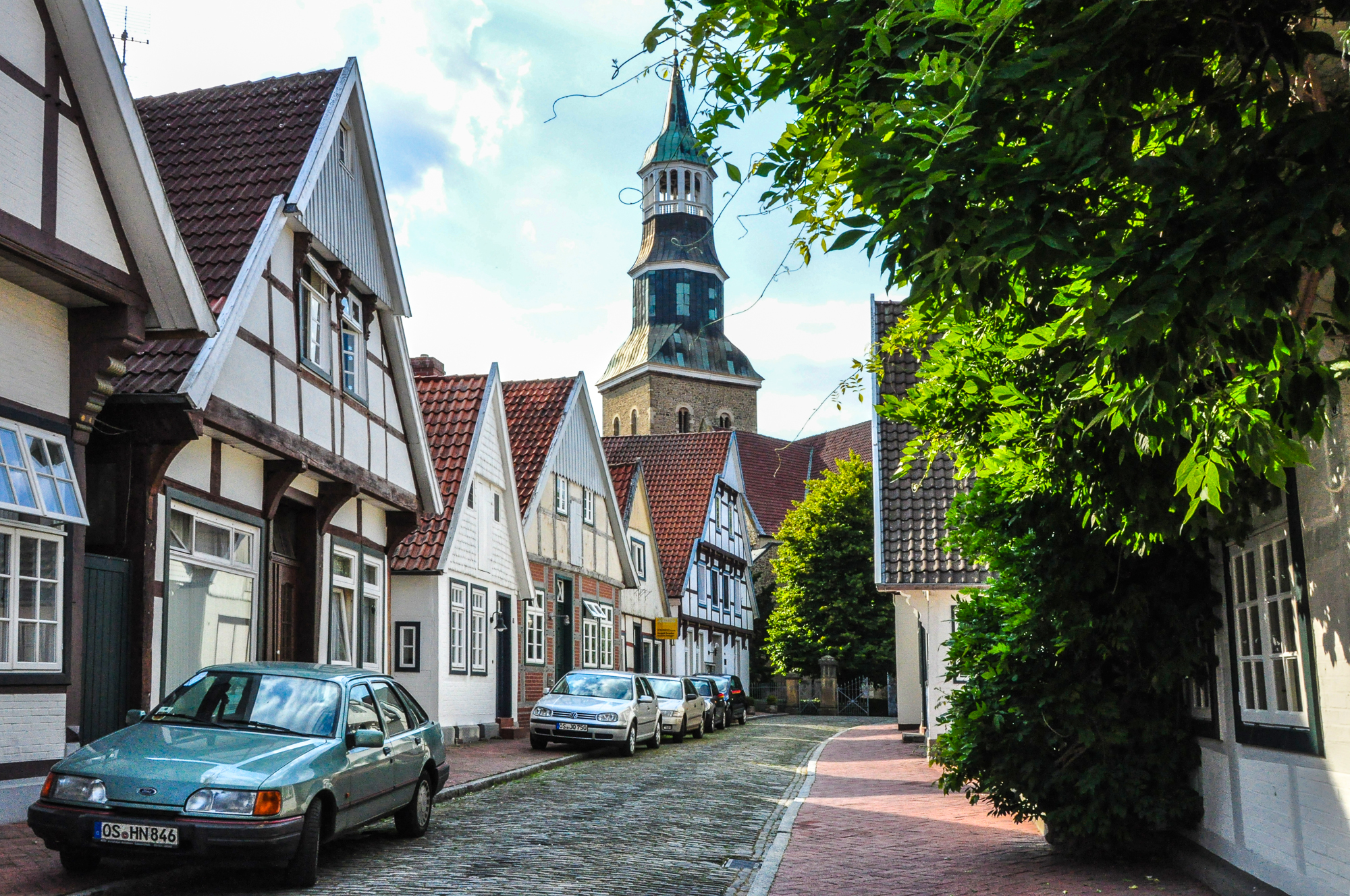
Quakenbrück: Große Kirchstraße und Kirche St. Silvester
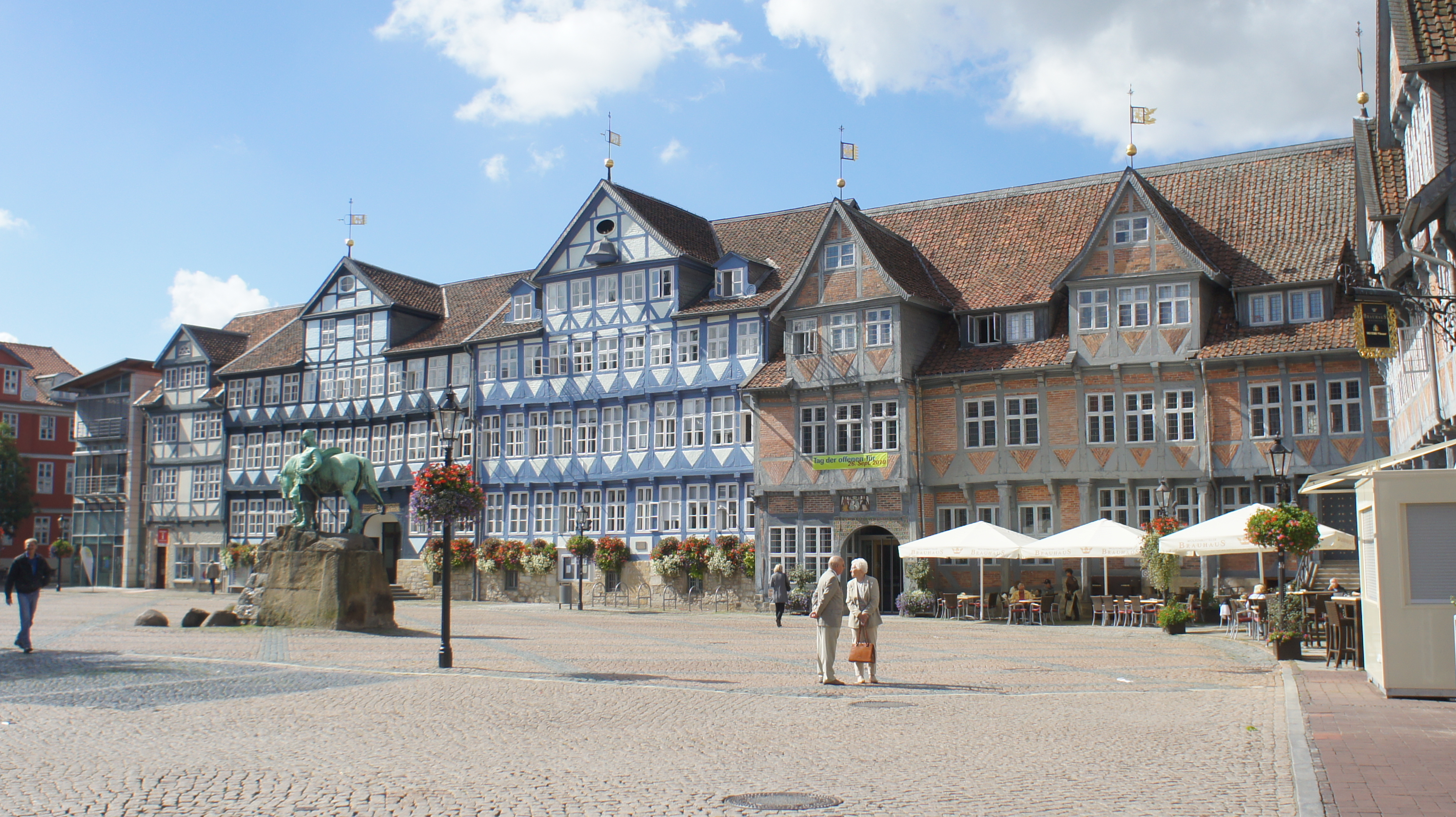
Wolfenbüttel: Stadtmarkt

| - Alfeld (Leine) (mittelalterlicher Stadtkern mit Lateinschule) - Bad Essen - Bad Gandersheim (mittelalterlicher Stadtkern mit Stift) - Bad Münder am Deister (mittelalterlicher Stadtkern mit Solebad) - Bleckede (mittelalterlicher Stadtkern mit Burg) - Bockenem (mittelalterlicher Stadtkern) - Bodenwerder/Kemnade (mittelalterlicher Stadtkern mit Stift) - Braunschweig (mittelalterliche Residenzstadt), siehe Innenstadt (Braunschweig) - Bückeburg (Residenzstadt) - Buxtehude (mittelalterlicher Stadtkern) - Celle (mittelalterliche Residenzstadt, Fachwerkstadt), siehe Blumlage/Altstadt - Clausthal-Zellerfeld (Stadtteile Clausthal und Zellerfeld – ehemalige Bergstädte) - Dannenberg (Elbe) (mittelalterlicher Stadtkern) - Dassel (mittelalterlicher Stadtkern) - Duderstadt (mittelalterlicher Stadtkern) - Einbeck (mittelalterlicher Stadtkern, Bierstadt) - Emden, siehe Altstadt (Emden) - Göttingen (mittelalterlicher Stadtkern, Universitätsstadt) - Goslar (Bergstadt, mittelalterlicher Stadtkern mit Pfalz als UNESCO-Welterbe) - Gronau (Leine) (mittelalterlicher Stadtkern) - Hameln (mittelalterlicher Stadtkern, Festungsstadt) - Hannover (mittelalterlicher Stadtkern im Bereich der Marktkirche), siehe Altstadt (Hannover) | - Hann. Münden (mittelalterliche Residenzstadt mit Schloss) - Hardegsen (mittelalterlicher Stadtkern) - Helmstedt (mittelalterlicher Stadtkern) - Hildesheim (mittelalterlicher Stadtkern mit Dom als UNESCO-Welterbe) - Hitzacker (mittelalterlicher Stadtkern am Werder) - Holzminden (mittelalterlicher Stadtkern) - Jever - Königslutter am Elm (Marktsiedlung mit Stift) - Lamspringe (Marktflecken mit Kloster) - Leer (Ostfriesland) (Hafen mit Stadtwaage und Rathaus) - Lingen (Ems) (mittelalterlicher Stadtkern) - Lüchow (Wendland) (mittelalterlicher Stadtkern) - Lüneburg (mittelalterlicher Stadtkern) - Meppen (mittelalterlicher Stadtkern) - Moringen (barocker Stadtgrundriss) - Neustadt am Rübenberge (mittelalterlicher Stadtkern mit Schloss) - Nienburg/Weser (mittelalterlicher Stadtkern) - Norden (mittelalterlicher Stadtkern) - Northeim (mittelalterlicher Stadtkern) - Obernkirchen (mittelalterlicher Stadtkern mit Stift) - Oldenburg (Oldb) (Residenzstadt) - Osnabrück (mittelalterliche Altstadt mit Dom) | - Osterode am Harz (mittelalterlicher Stadtkern) - Peine (mittelalterlicher Stadtkern) - Quakenbrück (mittelalterlicher Stadtkern) - Rinteln (mittelalterlicher Stadtkern) - Salzgitter (Neusiedlung „Reichswerke“) - Sankt Andreasberg (Bergstadt) - Schladen-Werla (Ortsteil Stadt Hornburg; mittelalterlicher Stadtkern) - Schnackenburg (barocker Stadtgrundriss) - Schöningen (mittelalterlicher Stadtkern mit Stift und Burg) - Seesen (regelm. Stadtgrundriss) - Springe - Stade (mittelalterliche Hansestadt) - Stadthagen (mittelalterlicher Stadtkern mit Schloss) - Stadtoldendorf (mittelalterlicher Stadtkern) - Uelzen (mittelalterlicher Stadtkern) - Uslar (mittelalterlicher Stadtkern mit Schlossruine) - Verden (Aller) (mittelalterlicher Bischofsstadt) - Weener (Hafenplatz) - Wittingen (mittelalterlicher Stadtkern) - Wittmund - Wolfenbüttel (Residenzstadt, Festungsstadt) - Wolfsburg-Fallersleben (mittelalterlicher Stadtkern) - Worpswede (Künstlerkolonie Worpswede) |

### Nordrhein-Westfalen

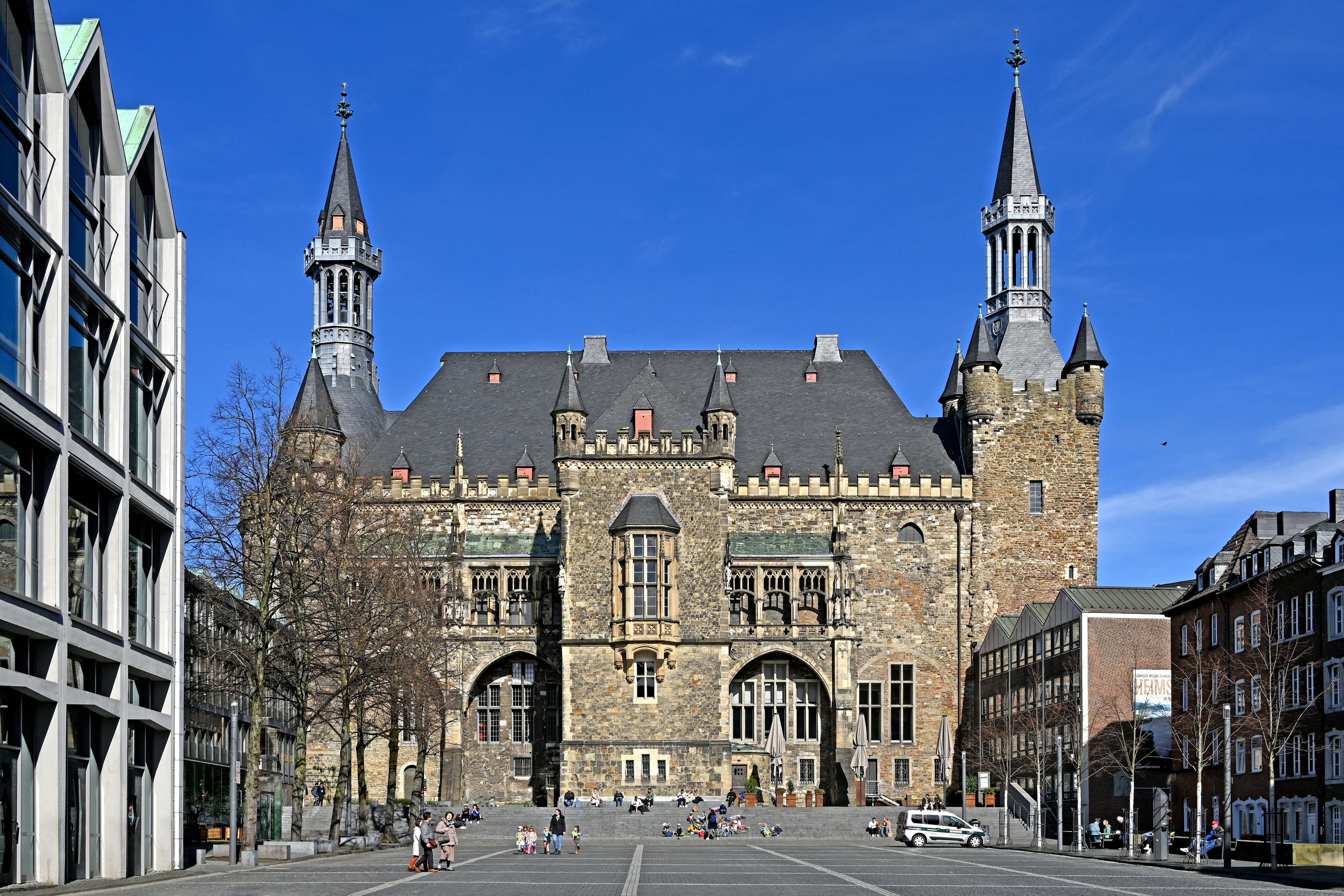
Das Aachener Rathaus
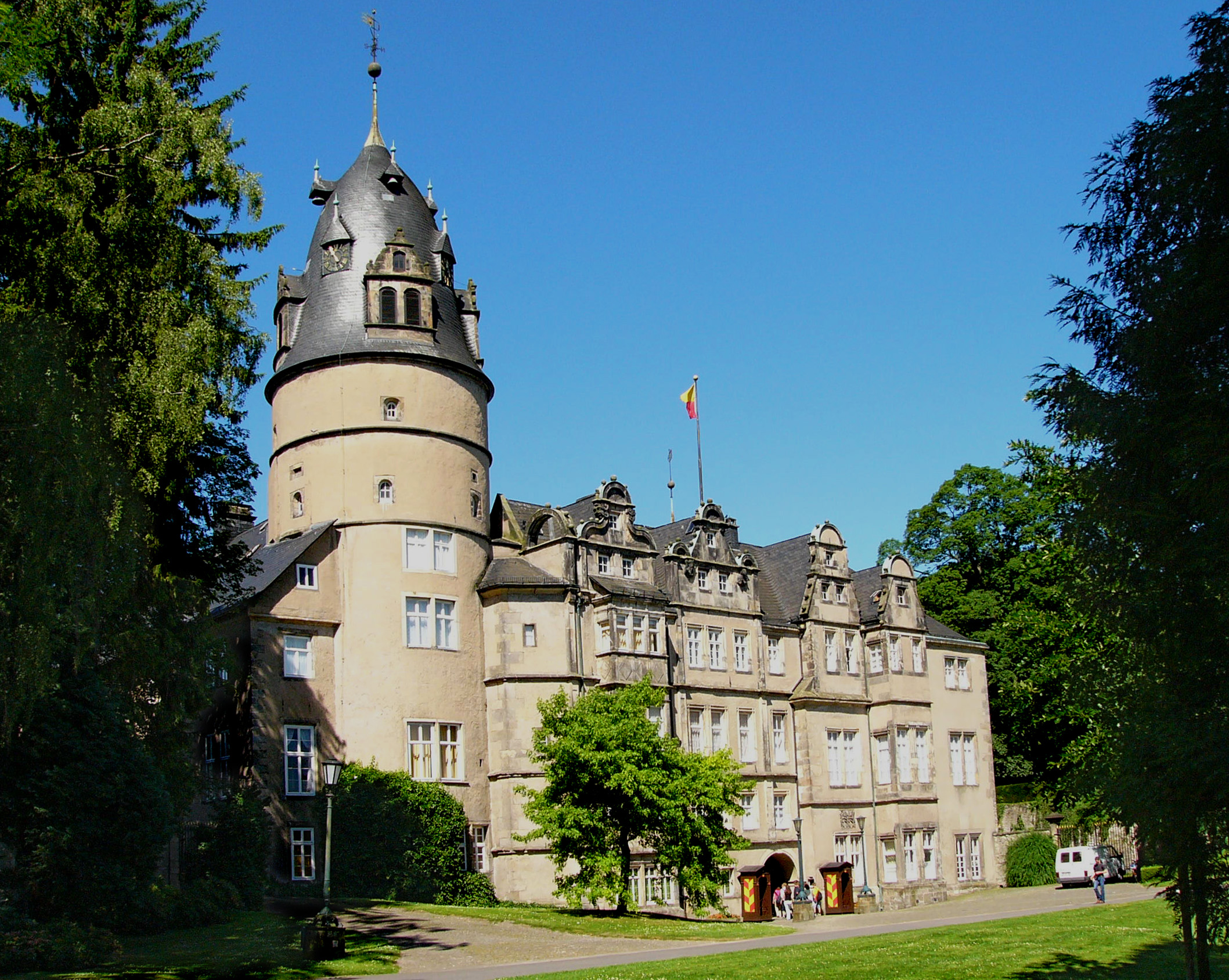
Schloss in Detmold
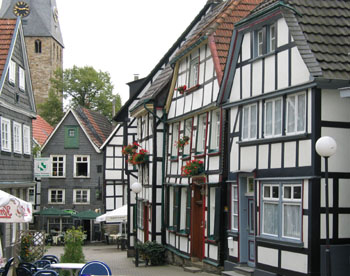
Hattingen: Altstadt und St.-Georgs-Kirche
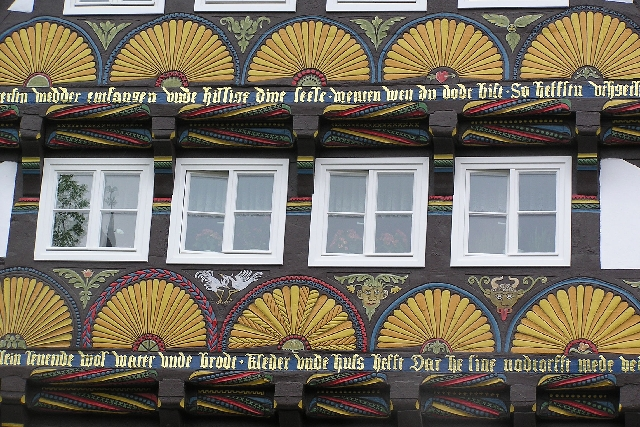
Höxter: Fachwerk am Haus Litto
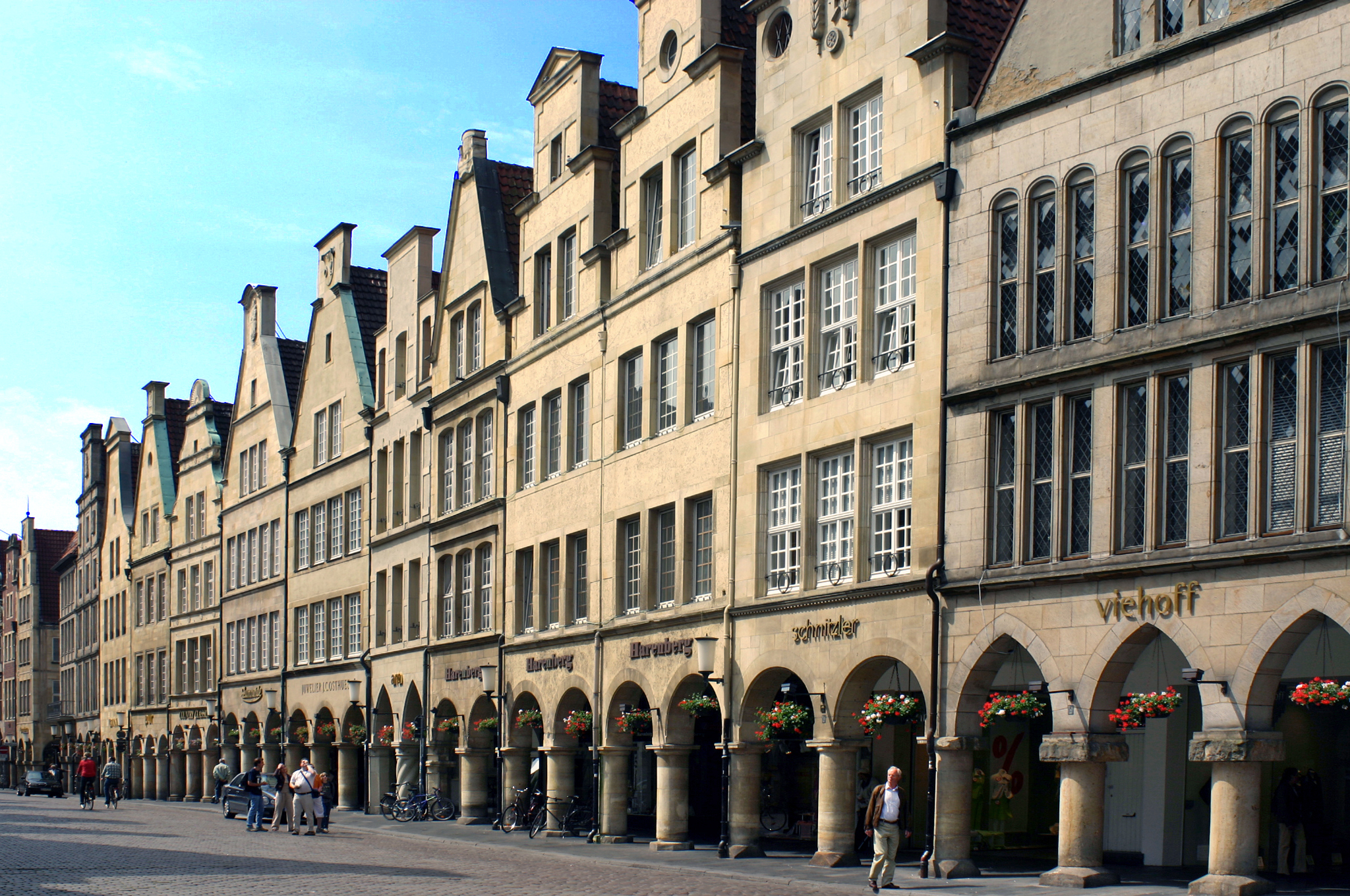
Münster: Prinzipalmarkt
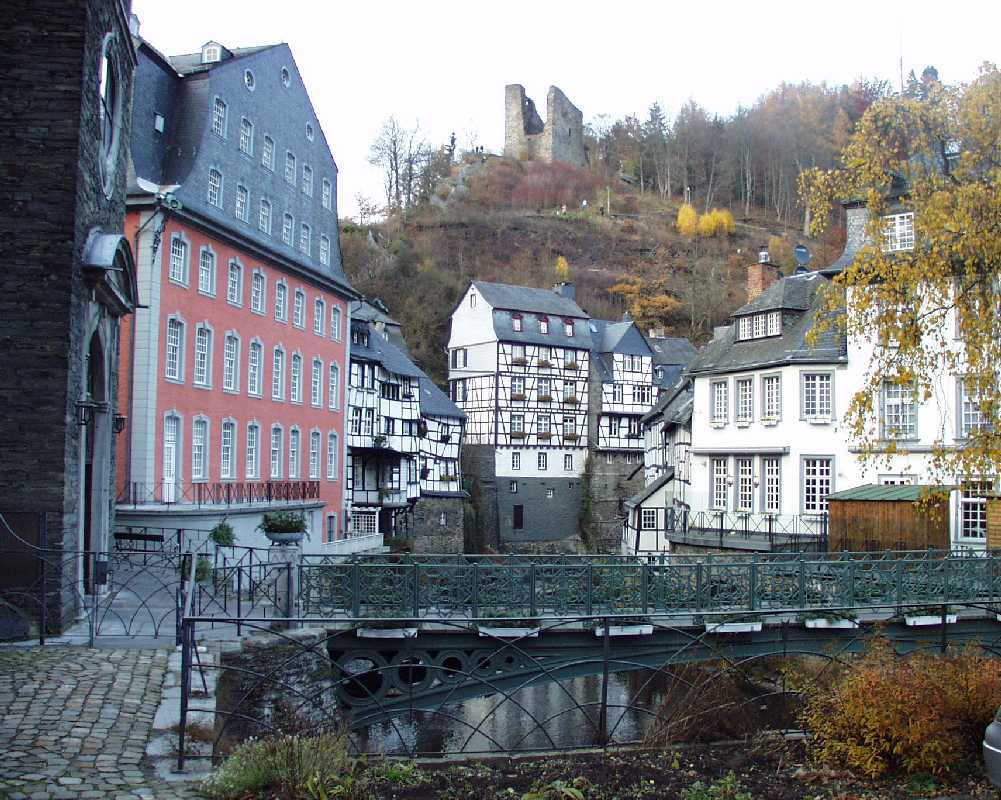
Monschau mit Rotem Haus, 2003
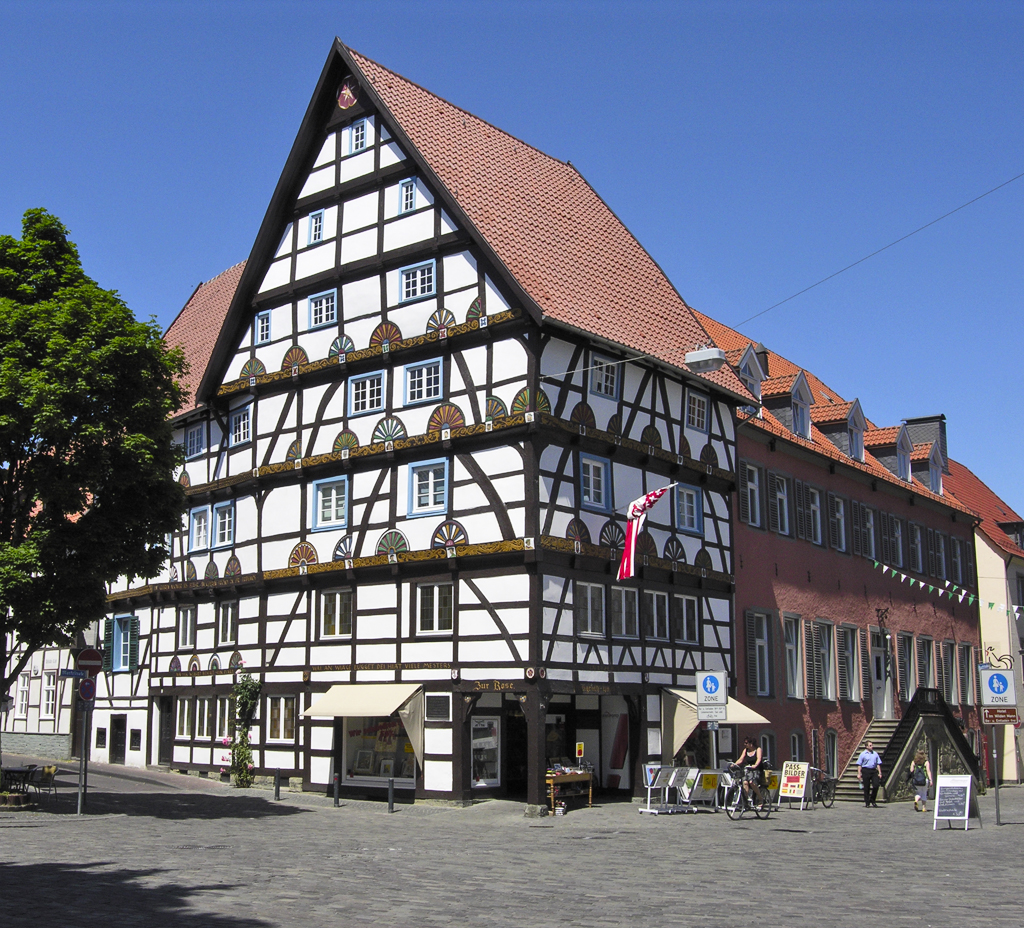
Soest: Freiligrathhaus, daneben das Geburtshaus Wilhelm Morgners

| - Aachener Altstadt mit Aachener Dom (als UNESCO-Welterbe) - Aachen-Kornelimünster - Altena (Zentrum mit Burg) - Arnsberg - Attendorn - Bad Berleburg - Bad Laasphe - Bad Münstereifel - Bad Salzuflen - Barntrup - Bergneustadt - Bielefeld - Blankenheim - Blomberg - Bocholt - Brakel - Breckerfeld - Brilon - Brühl (Residenzstadt mit Schlössern als UNESCO-Welterbe) - Detmold (Residenzstadt mit Schloss) - Dormagen – Stadtteil Stadt Zons - Düsseldorf (Altstadt, Karlstadt), siehe Altstadt (Düsseldorf) - Düsseldorf-Kaiserswerth - Emmerich am Rhein - Erftstadt-Lechenich - Eschweiler, siehe Eschweiler Altstadt - Essen-Kettwig - Essen-Werden - Euskirchen, siehe Altstadt (Euskirchen) - Freudenberg - Hallenberg - Hattingen (Altstadt und Blankenstein) - Heimbach - Hennef – Stadtteil Stadt Blankenberg | - Herdecke - Herford, siehe Altstadt (Herford) - Herten-Westerholt - Horn-Bad Meinberg - Höxter - Hückeswagen, siehe Hückeswagener Altstadt - Kalkar - Kallenhardt - Kempen - Kevelaer - Kleve - Königswinter - Köln (Altstadt mit Dom als UNESCO-Welterbe, Neustadt einschließlich Grüngürtel), siehe Altstadt-Süd und Altstadt-Nord - Kranenburg - Krefeld-Linn (historischer Stadtkern mit Burg) - Lemgo - Lichtenau - Lippstadt - Lübbecke - Lüdenscheid - Lügde - Meschede-Eversberg - Mettmann - Minden (Altstadt mit Dom) - Moers - Mönchengladbach - Monschau - Münster (Altstadt mit Dom) - Neuss - Nieheim - Olpe - Paderborn (Altstadt mit Dom) | - Radevormwald - Rees - Remscheid-Lennep - Rheda-Wiedenbrück - Rheinberg - Rheine - Rietberg - Rüthen - Schieder-Schwalenberg - Schlüsselburg - Schmallenberg - Siegen - Soest (Altstadt mit Dom) - Suderwich - Solingen-Gräfrath - Steinfurt-Burgsteinfurt - Stolberg (Rhld.) (siehe Stolberger Altstadt) - Stolberg -Breinig - Tecklenburg - Velbert – Stadtteile Langenberg und Neviges - Viersen – Stadtteile Dülken und Süchteln - Wachtendonk - Warburg - Warendorf - Werl - Werne - Wipperfürth - Wülfrath - Wuppertal-Beyenburg - Wuppertal-Cronenberg - Xanten (Altstadt mit Dom) - Zülpich |

### Rheinland-Pfalz

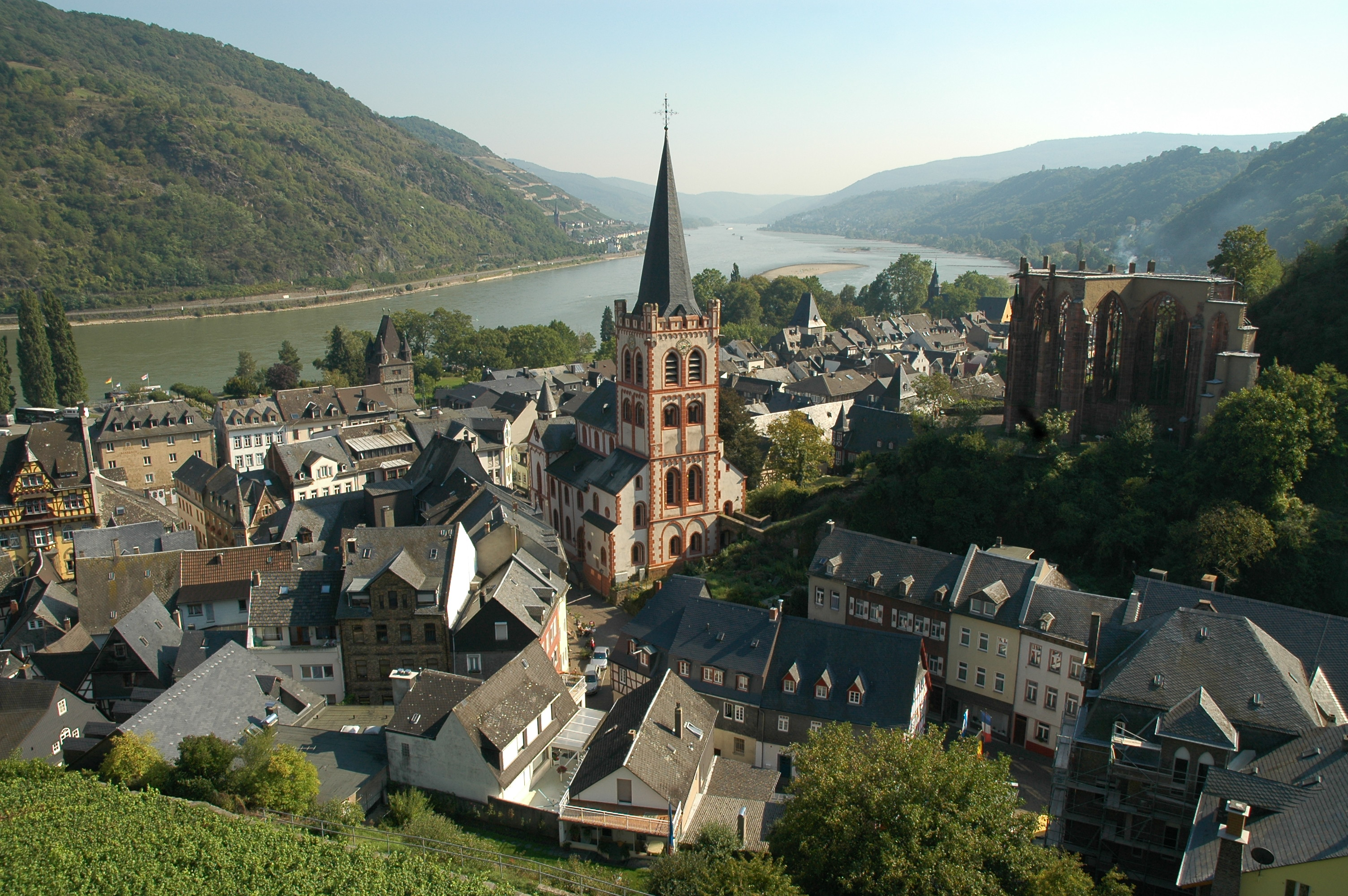
Bacharach vom Postenturm
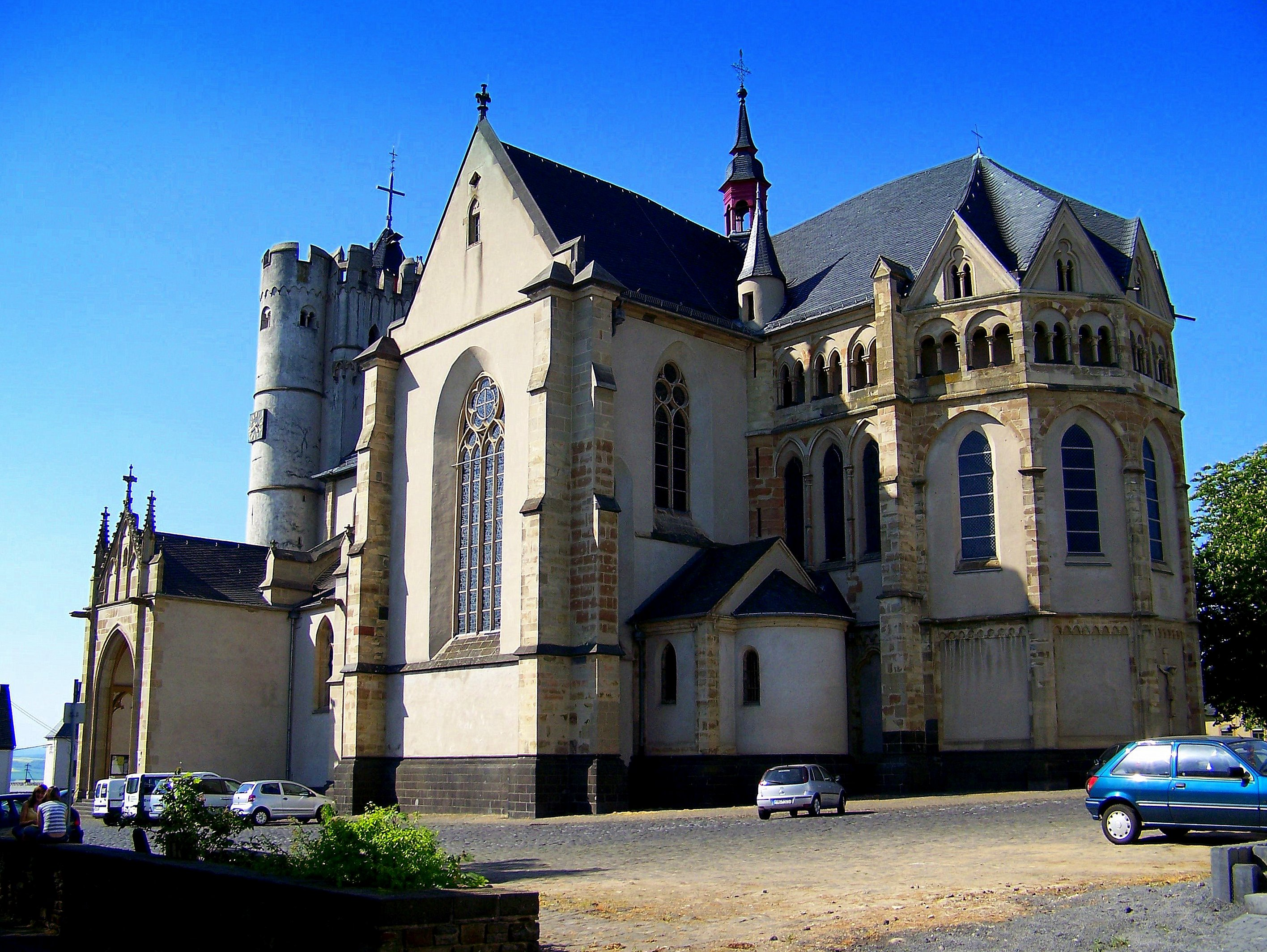
Münstermaifeld ehem. Stiftskirche St. Martin und St. Severus
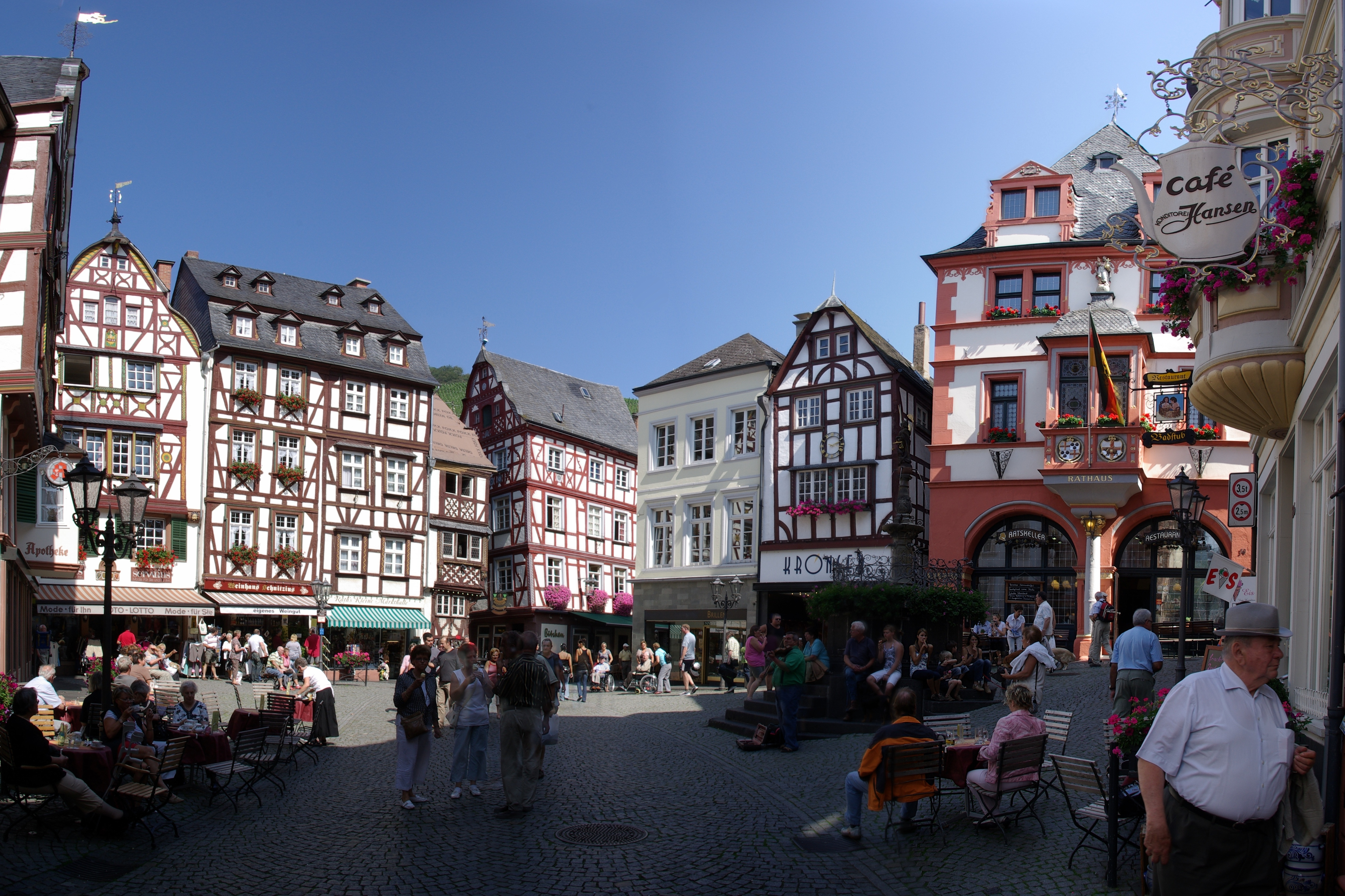
Bernkastel-Kues: Marktplatz
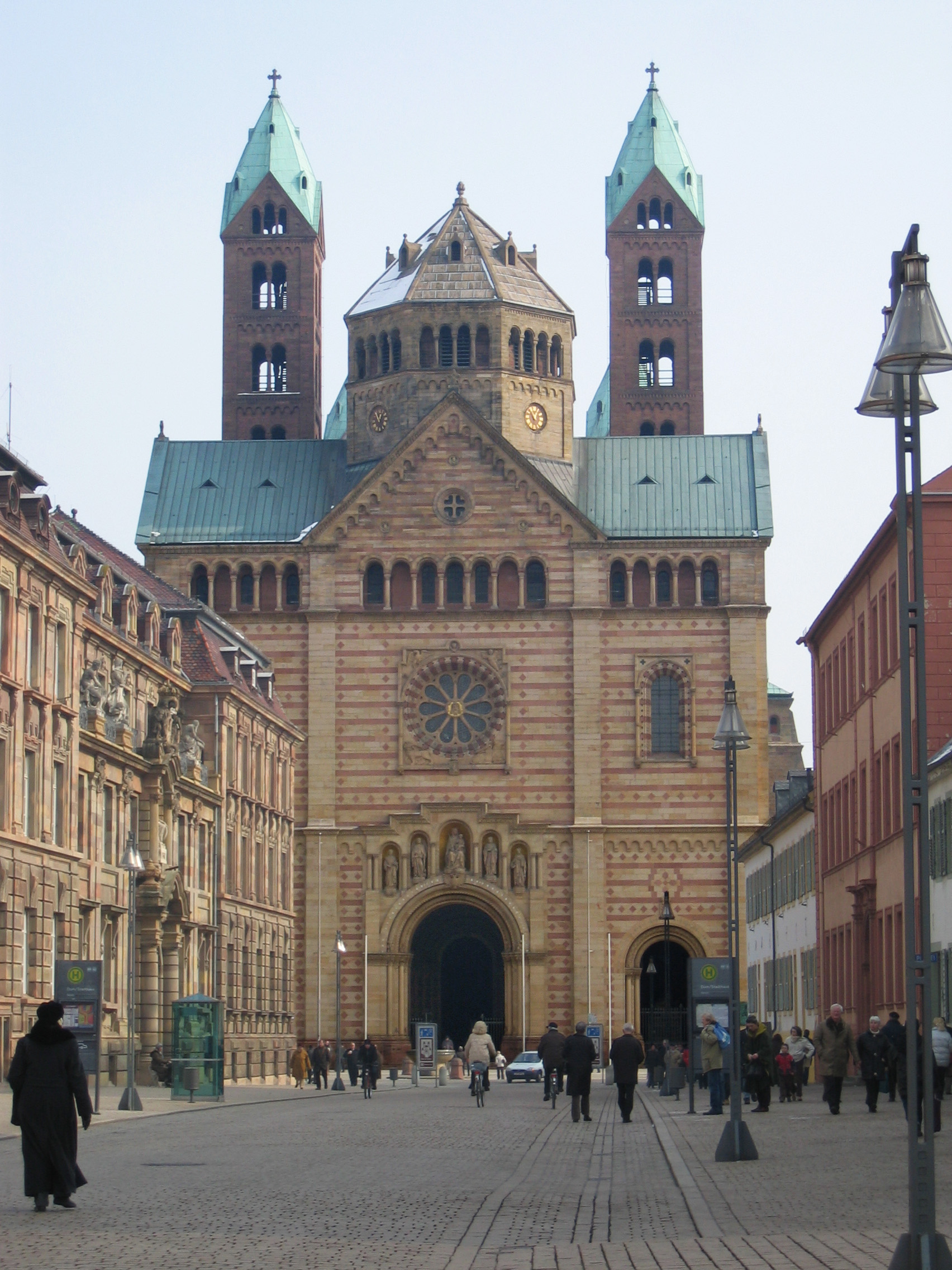
Speyerer Dom
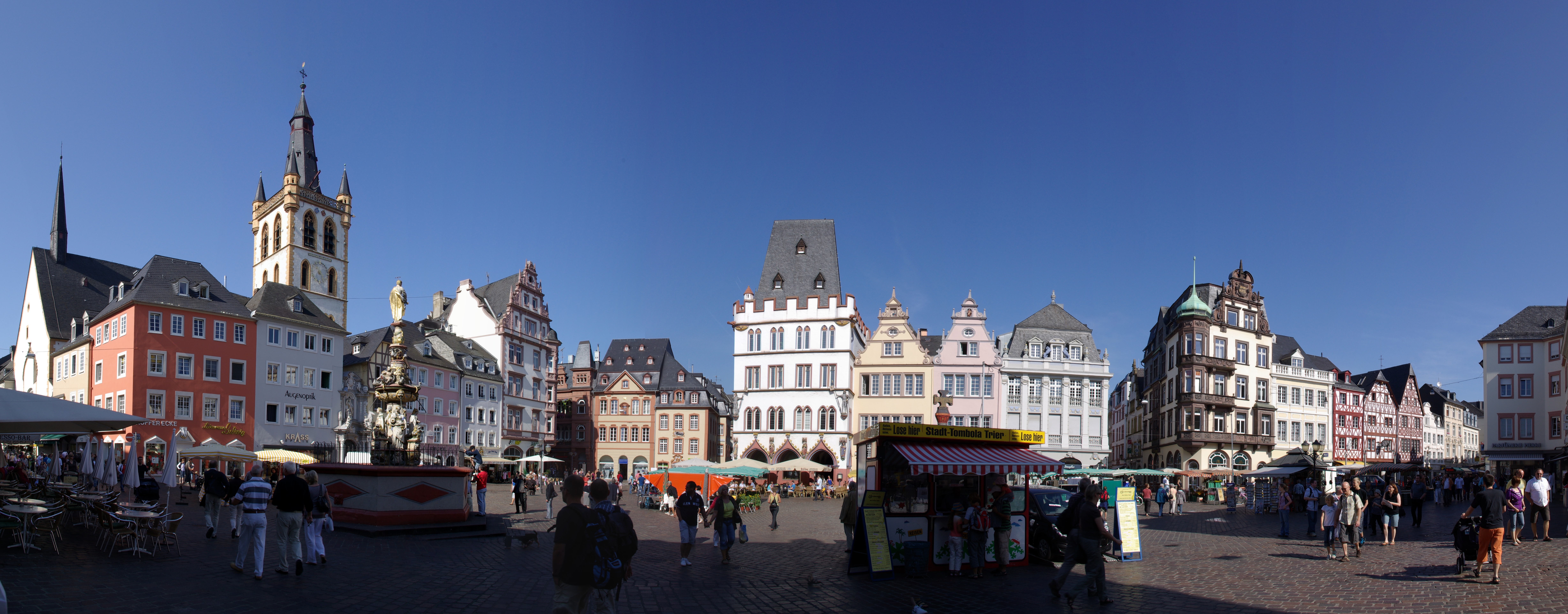
Hauptmarkt in Trier

| - Adenau - Andernach (Mittelalterlicher Stadtkern) - Annweiler am Trifels - Bacharach (Mittelalterlicher Stadtkern) - Bad Bergzabern - Bad Ems - Bad Neuenahr-Ahrweiler - Beilstein (ehem. Residenzstadt) - Bernkastel-Kues (hist. Weinhandelsstadt) - Bingen am Rhein - Boppard (hist. Stadtstruktur) - Braubach - Cochem (hist. Kern mit Burg) - Deidesheim, siehe Historischer Stadtkern (Deidesheim) - Diez - Edenkoben - Erpel | - Freinsheim - Germersheim - Herrstein - Ingelheim am Rhein (siehe Ingelheimer Kaiserpfalz) - Kaub (hist. Kern mit Wasserburg) - Kirchheimbolanden (barocke Residenzstadt) - Kirchberg (Hunsrück) - Koblenz, siehe Koblenz-Altstadt - Lahnstein - Landau in der Pfalz - Linz am Rhein - Mainz, siehe Mainz-Altstadt - Meisenheim - Monreal - Montabaur - Münstermaifeld | - Neustadt an der Weinstraße (Mittelalterlicher Stadtkern) - Obermoschel - Oberwesel - Oppenheim (Mittelalterlicher Stadtgrundriss) - Saarburg - Sankt Goar - Sankt Goarshausen - Speyer (Mittelalterl. Stadtkern mit Dom als UNESCO-Welterbe) - Traben-Trarbach - Trier (Altstadt mit Römerbauten als UNESCO-Welterbe) - Trier-Pfalzel - Unkel - Wachenheim an der Weinstraße - Wittlich - Worms (Judenviertel) - Zell (Mosel) |

### Saarland

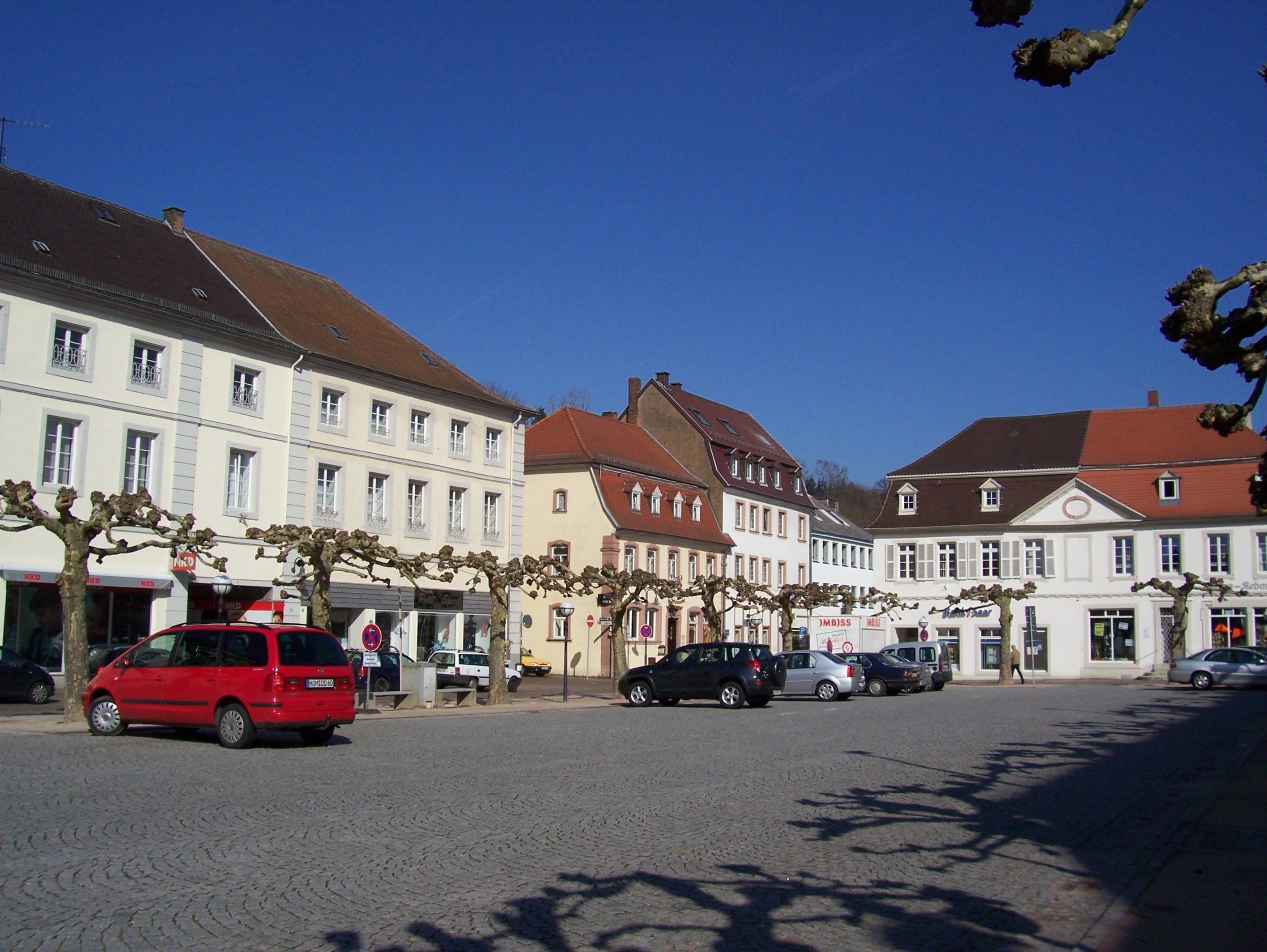
Der Paradeplatz in der Blieskasteler Altstadt
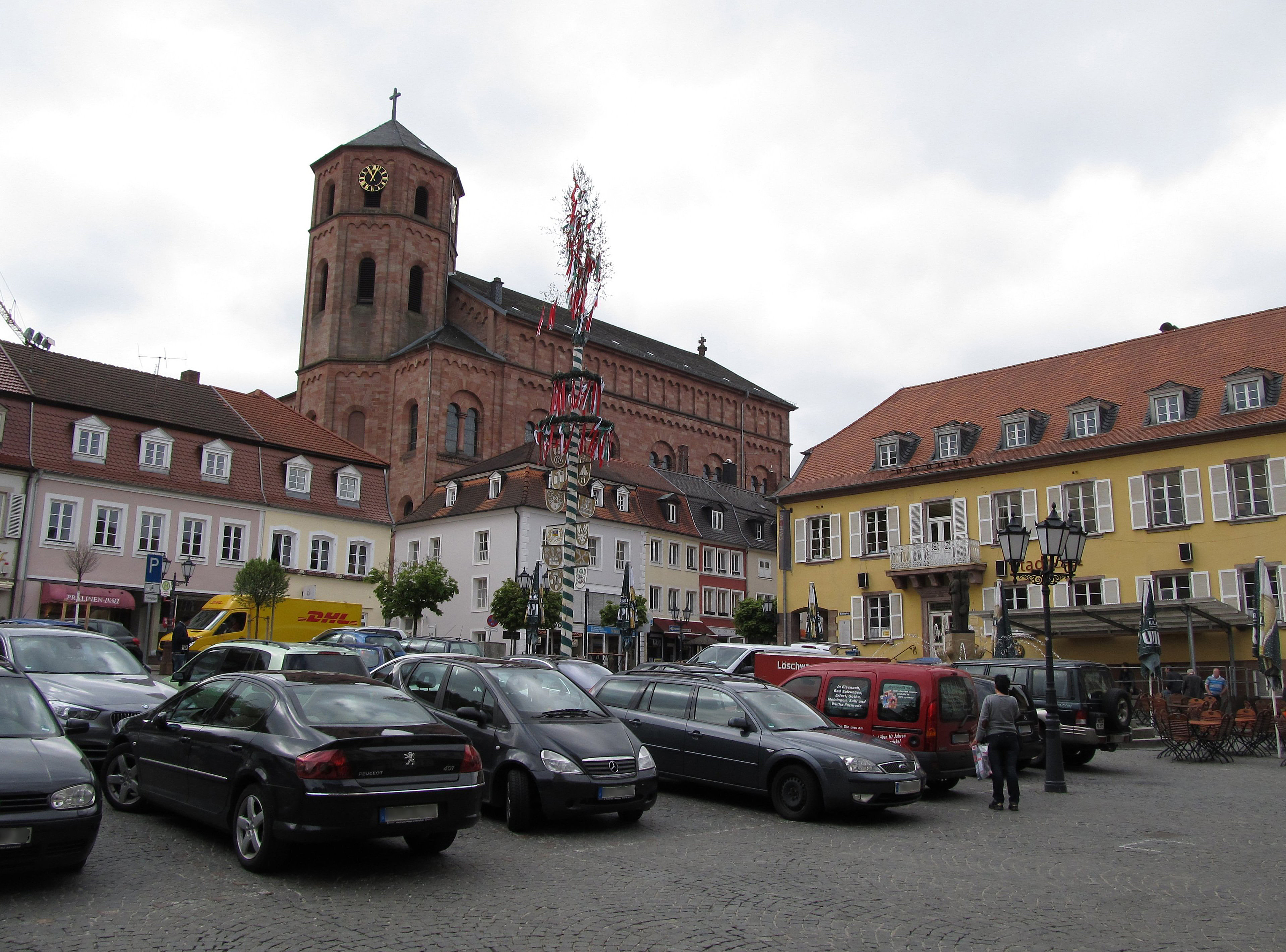
Der Marktplatz in der Homburger Altstadt

| - Blieskastel (Residenzstadt des 18. Jahrhunderts) - Homburg - Ottweiler | - Saarlouis (Planstadt von 1680/888) - Saarbrücken, Stadtteil Sankt Johann - St. Wendel |

### Sachsen

Bautzen: Stadtansicht
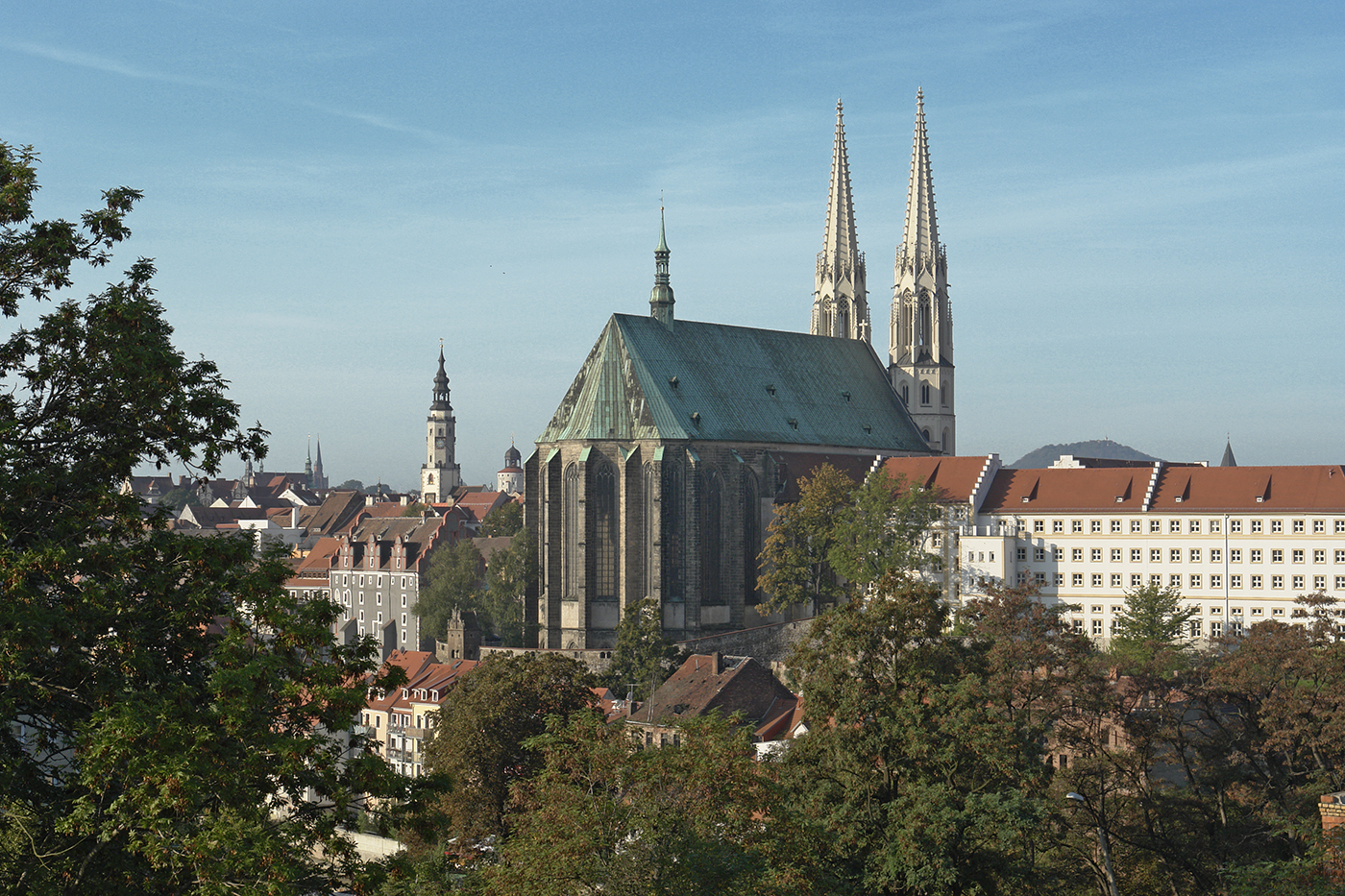
Görlitz: Peterskirche und Vogtshof
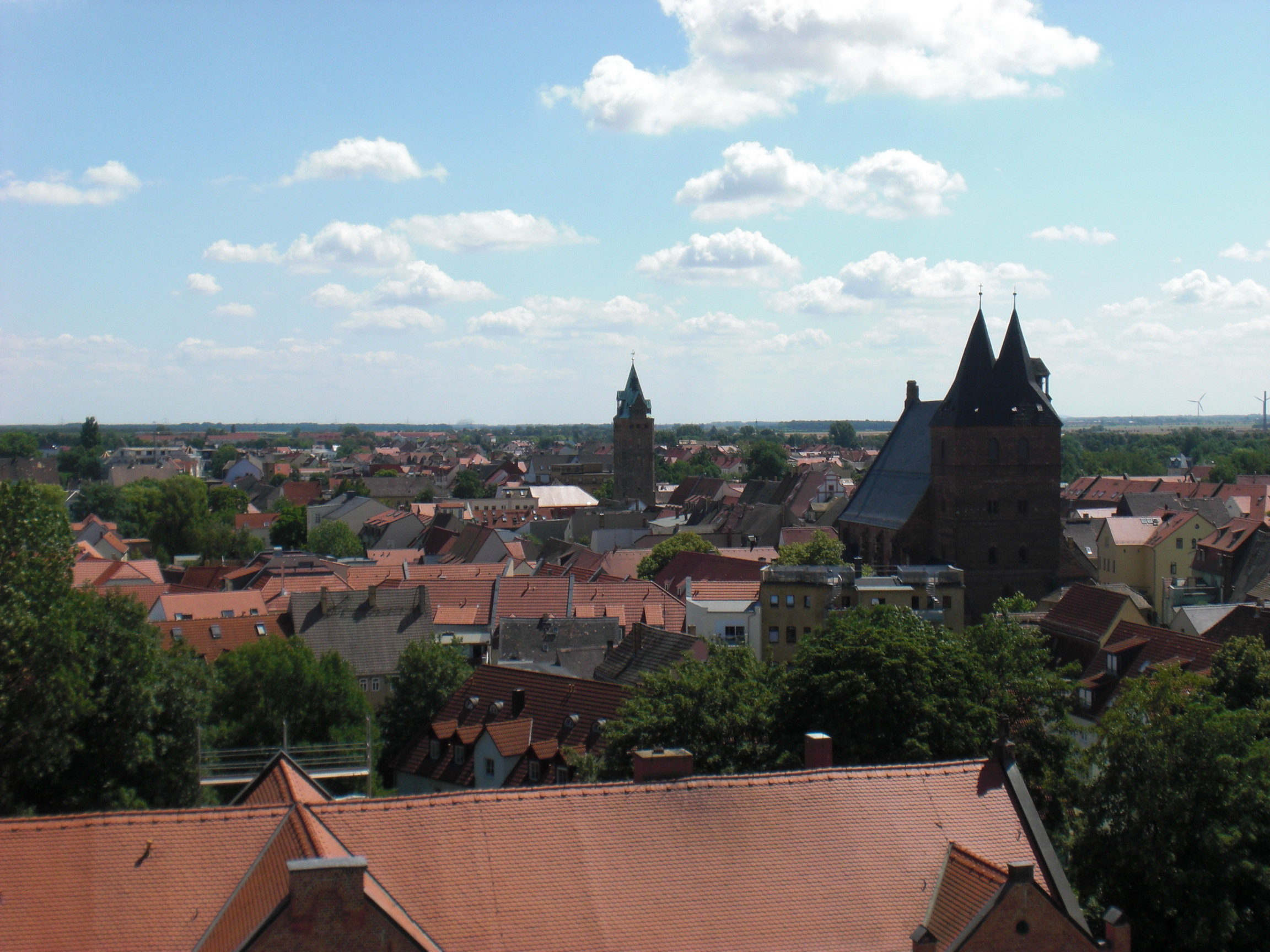
Delitzsch: Stadtansicht
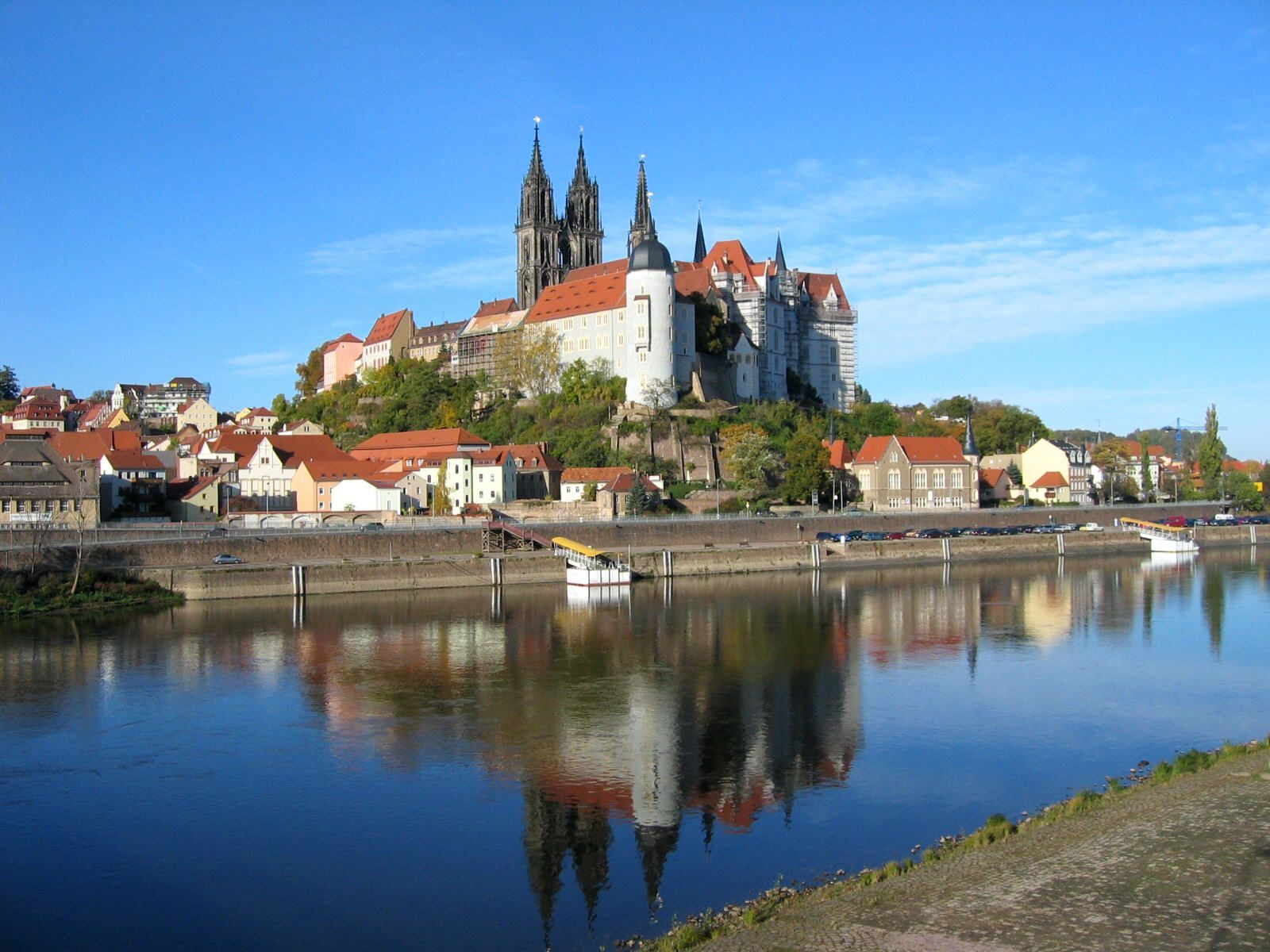
Meißen: Albrechtsburg und Dom
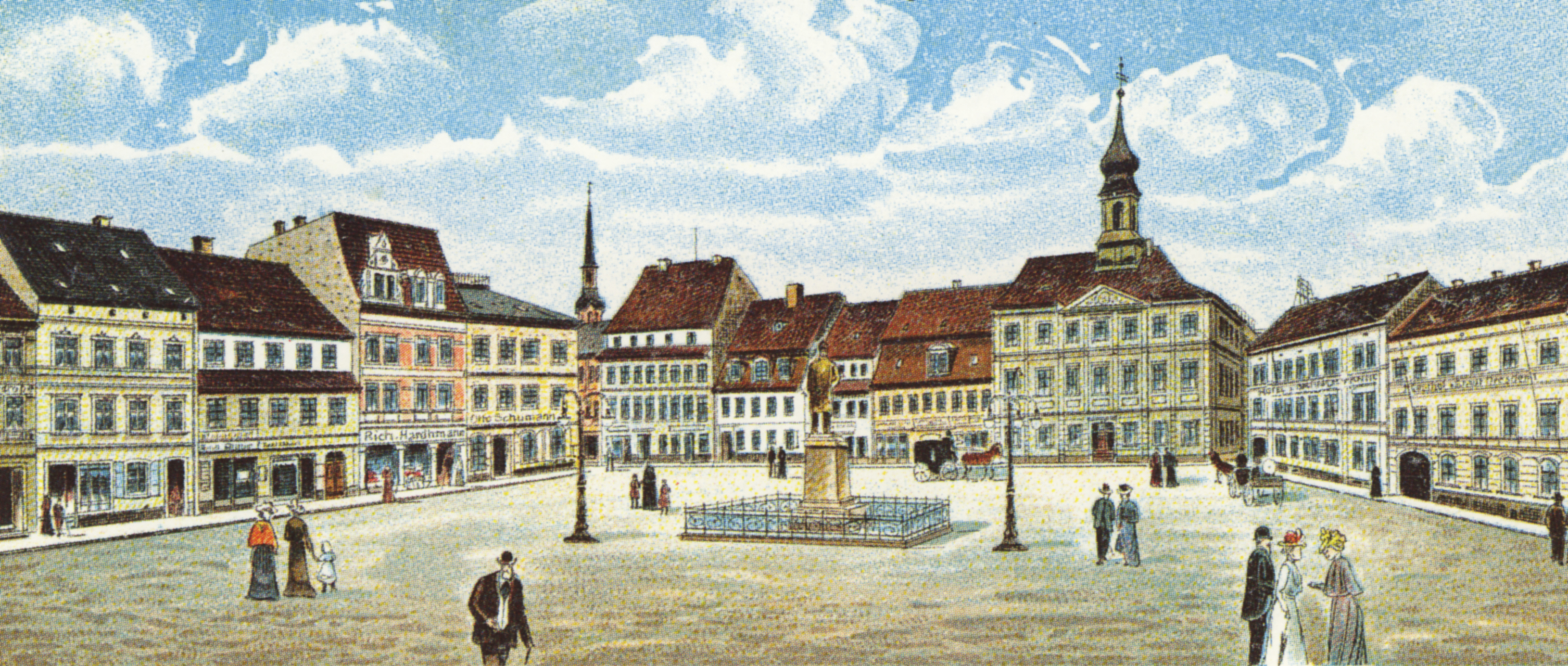
Radeberger Marktplatz um 1900
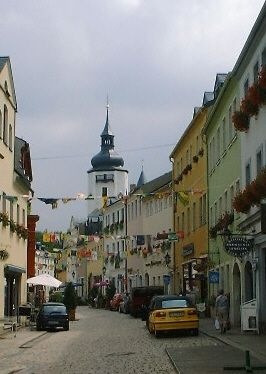
Schwarzenberg: Obere Schloßstraße
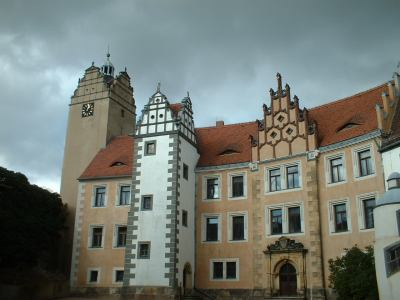
Strehla: Burg
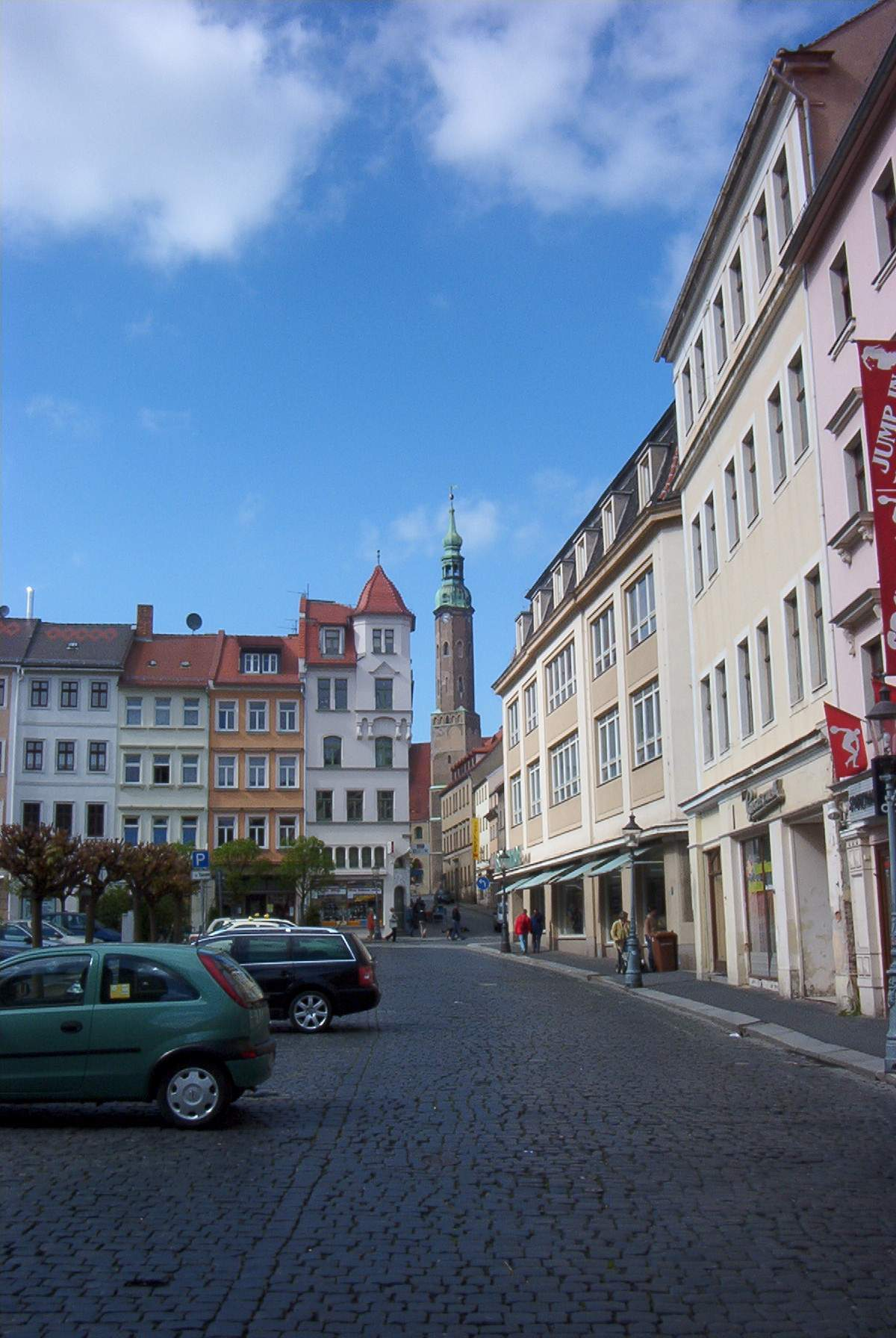
Zittau: Straßenzug mit Klosterkirche

| - Adorf/Vogtl. - Altenberg-Bärenstein - Annaberg-Buchholz - Auerbach/Vogtl. - Augustusburg - Bautzen - Belgern - Bischofswerda - Borna, siehe Altstadt Borna - Burgstädt - Colditz - Delitzsch - Dippoldiswalde - Döbeln - Dohna, siehe Altstadt (Dohna) - Dresden, siehe Innere Altstadt - Elsterberg - Elstra - Frankenberg/Sa. - Frauenstein (Erzgebirge) - Freiberg - Geithain - Geringswalde - Glauchau - Görlitz, siehe Historische Altstadt (Görlitz) - Grimma - Großenhain - Großschirma-Siebenlehn - Grünhain - Hainichen - Hartenstein (Sachsen) | - Hohenstein-Ernstthal (Altstadt und Ernstthal) - Jöhstadt - Kamenz - Kirchberg (Sachsen) - Königsbrück (sorbisch mittelalterlicher Stadtkern mit Schloss) - Lauenstein - Leipzig - Leisnig - Lengenfeld (Vogtland) - Liebstadt - Löbau - Lommatzsch - Lößnitz - Lunzenau - Marienberg - Markneukirchen - Meißen (Residenzstadt mit Dom), siehe Altstadt (Meißen) - Mittweida - Mühltroff - Mutzschen - Neustadt in Sachsen - Nossen - Oederan - Oelsnitz/Erzgeb. - Olbernhau - Oschatz - Ostritz - Pegau - Penig - Pirna, siehe Altstadt (Pirna) - Plauen, siehe Altstadt (Plauen) | - Pulsnitz - Radeberg - Radebeul (Rundling Am Kreis sowie Anger Altkötzschenbroda) - Reichenbach im Vogtland - Reichenbach/O.L. - Rochlitz - Roßwein - Sayda - Scheibenberg - Schlettau - Schwarzenberg/Erzgeb. - Sebnitz - Stolpen - Strehla - Torgau - Treuen - Waldenburg (Sachsen) - Waldheim - Stadt Wehlen - Weißenberg - Werdau - Wildenfels - Wilsdruff - Wittichenau - Wolkenstein (Erzgebirge) - Wurzen, siehe Historische Altstadt (Wurzen) - Zittau - Zschopau - Zwickau |

### Sachsen-Anhalt

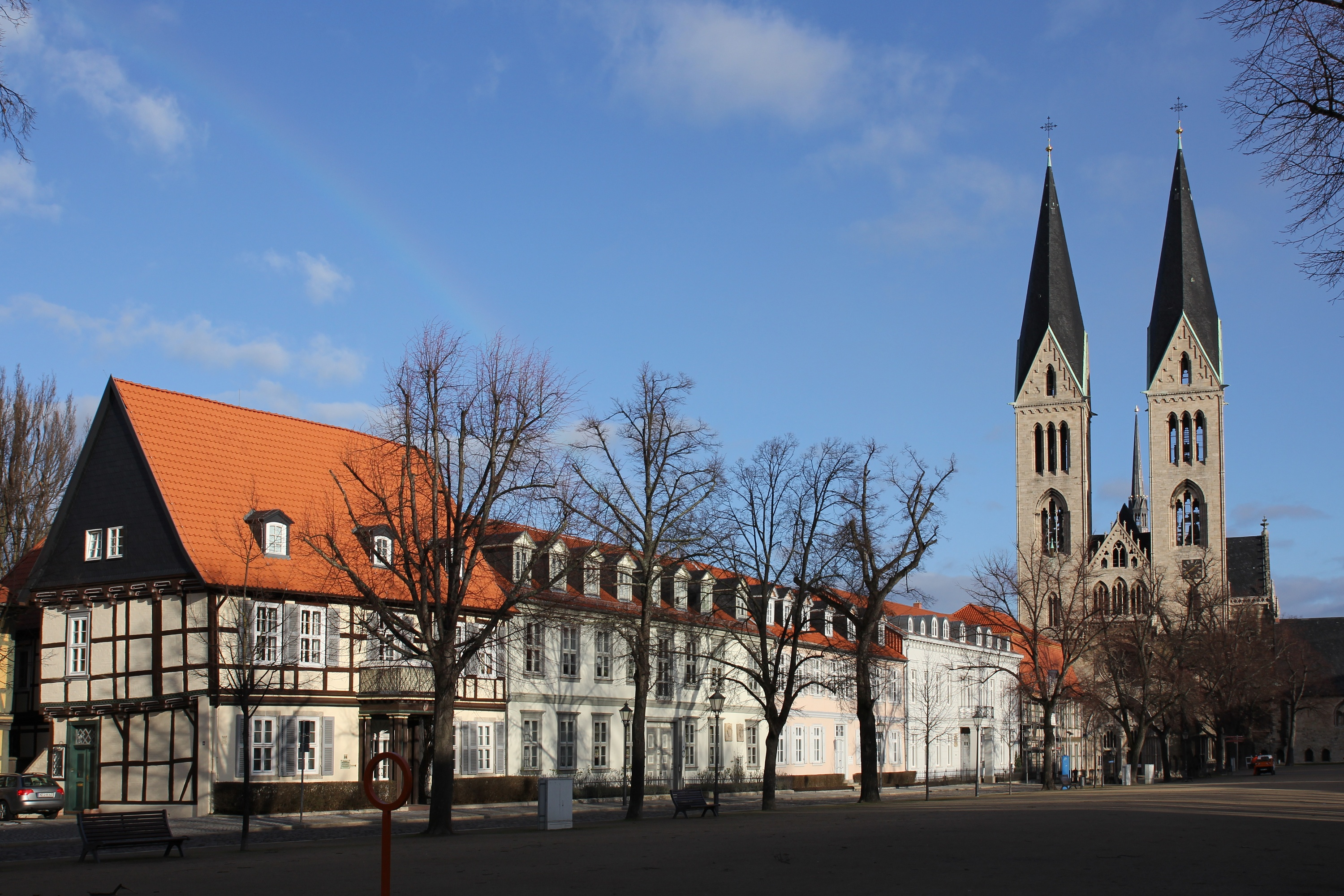
Halberstadt: Domplatz
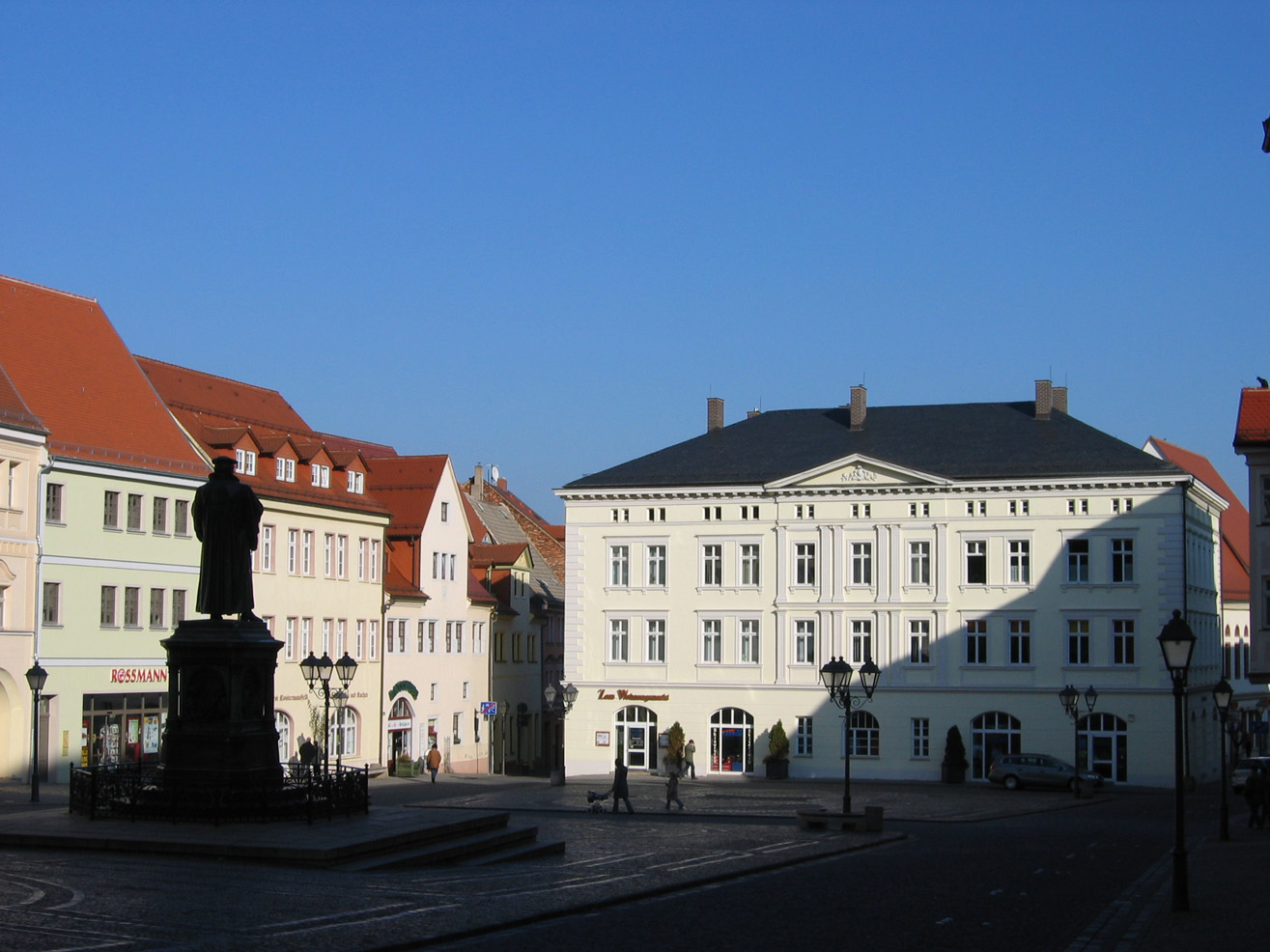
Lutherstadt Eisleben: Marktplatz mit Alter Waage
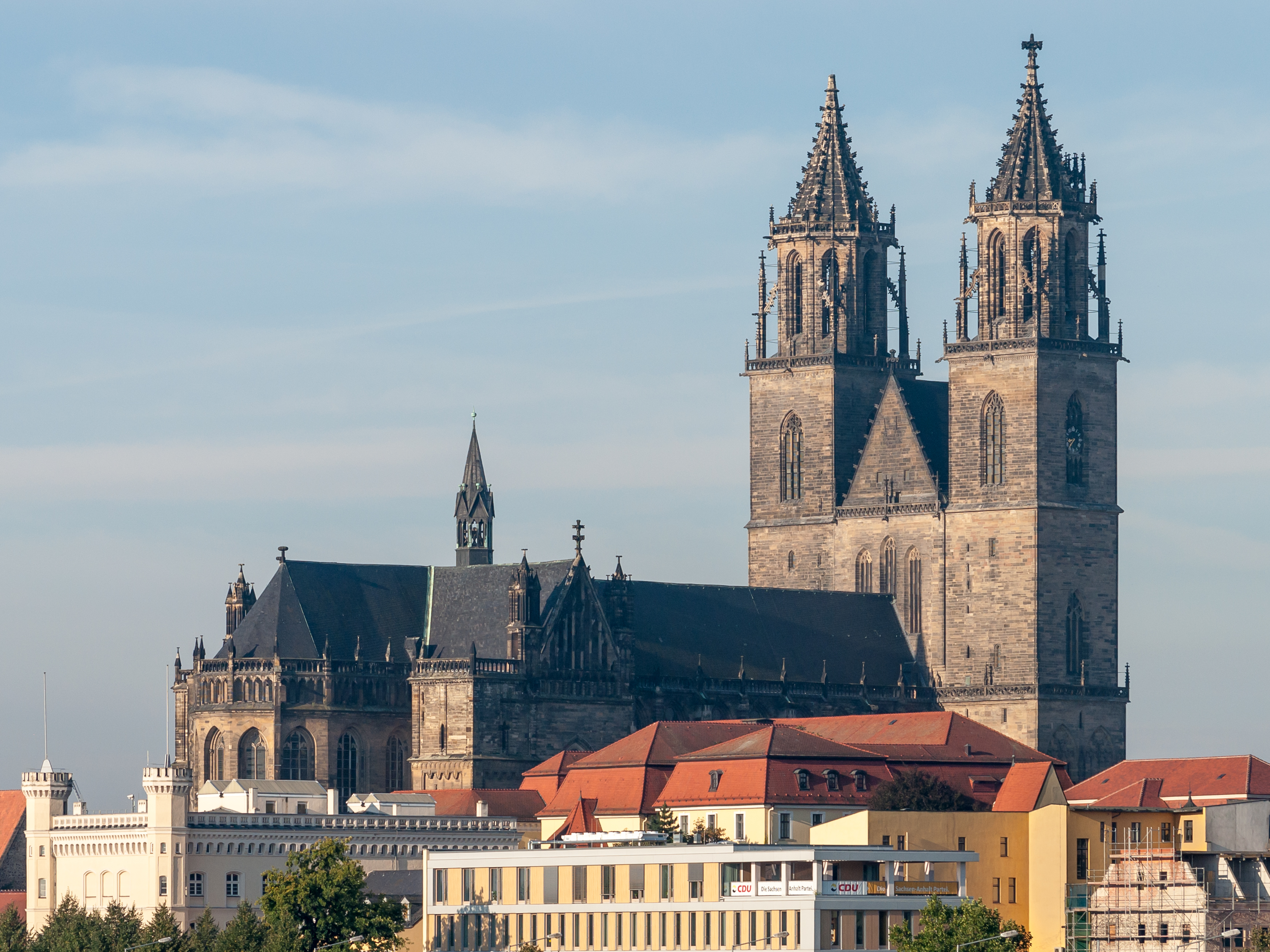
Magdeburg: Dom
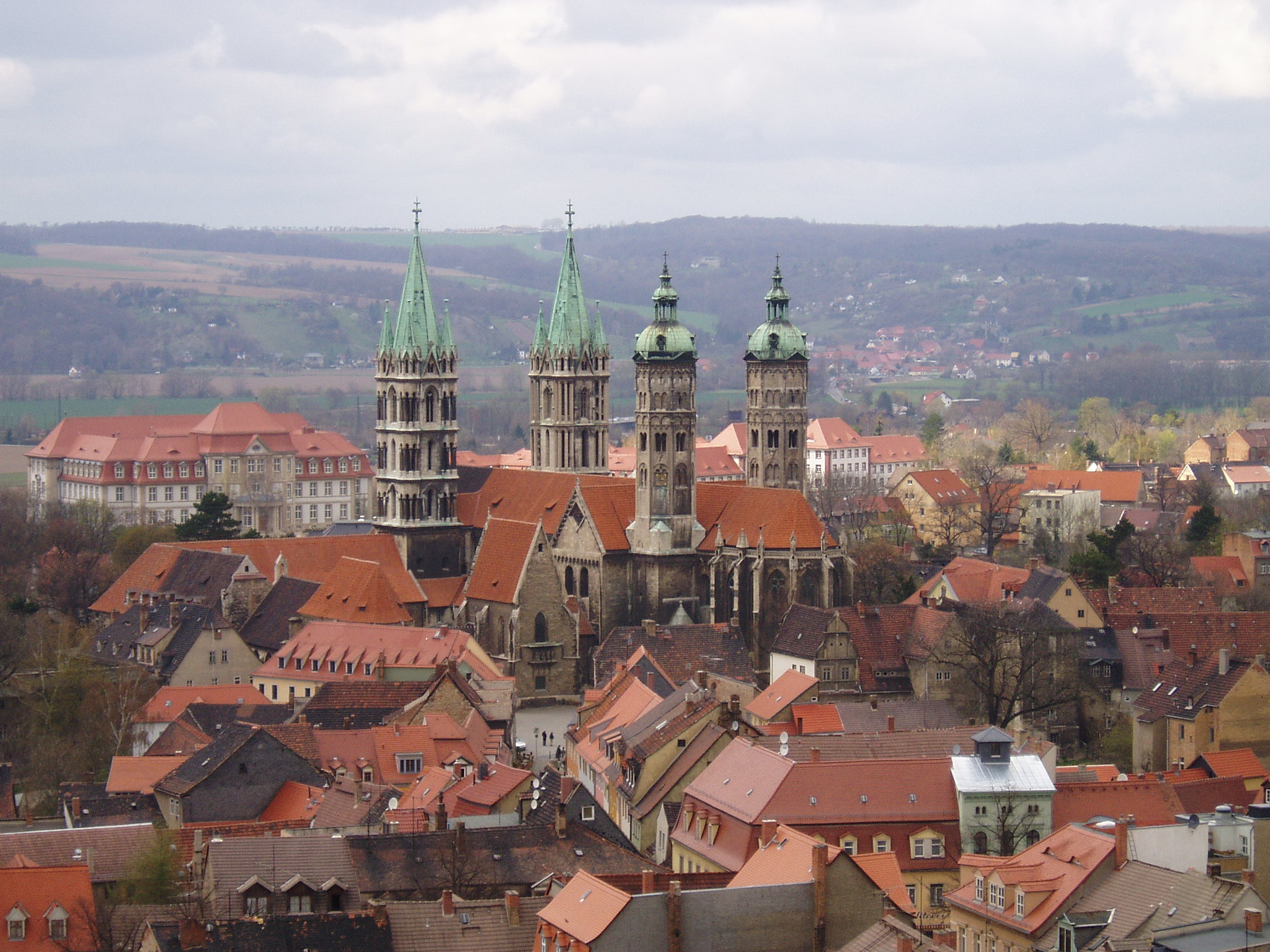
Naumburg: Dom – UNESCO-Welterbe
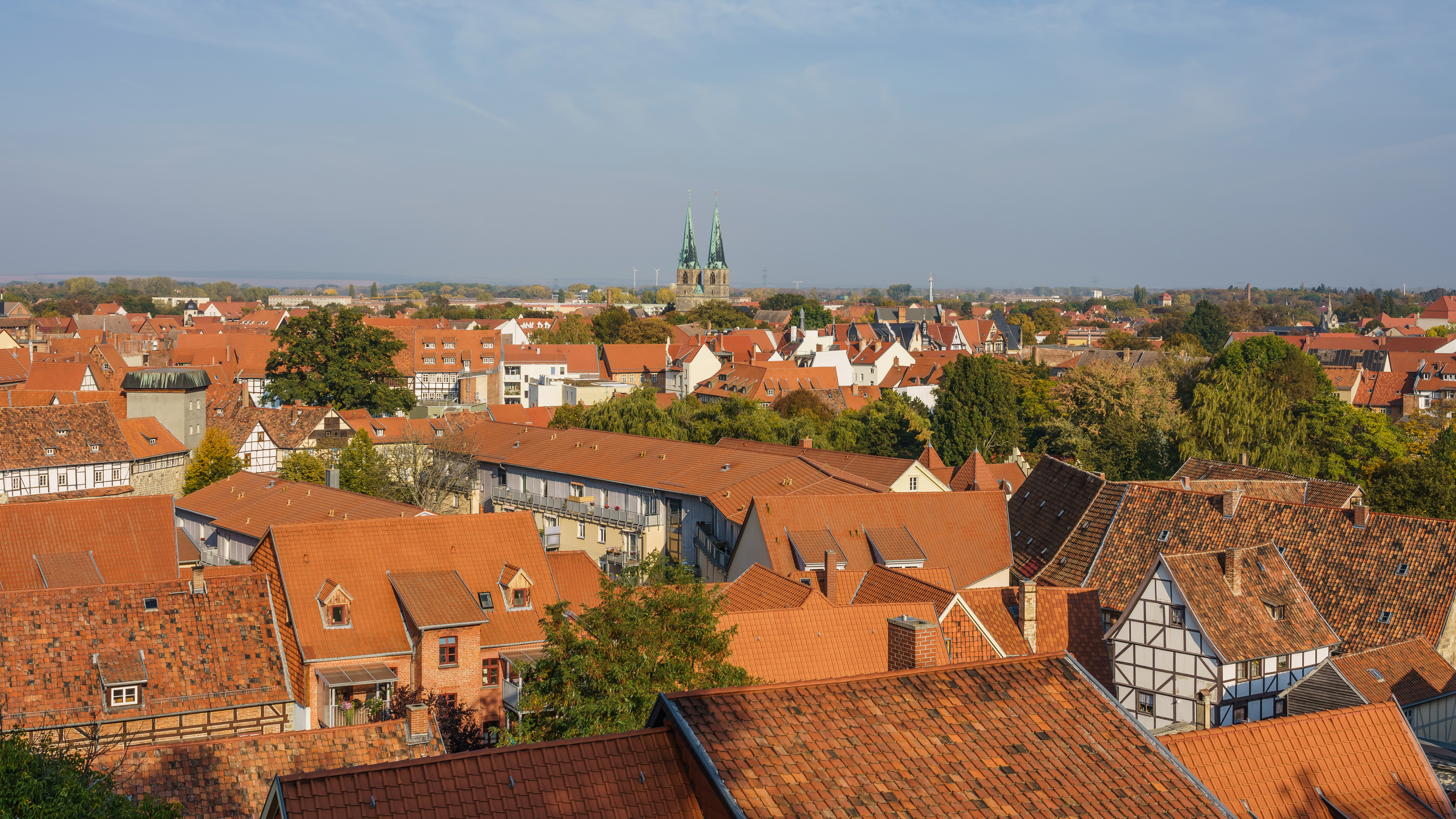
Blick auf Quedlinburg
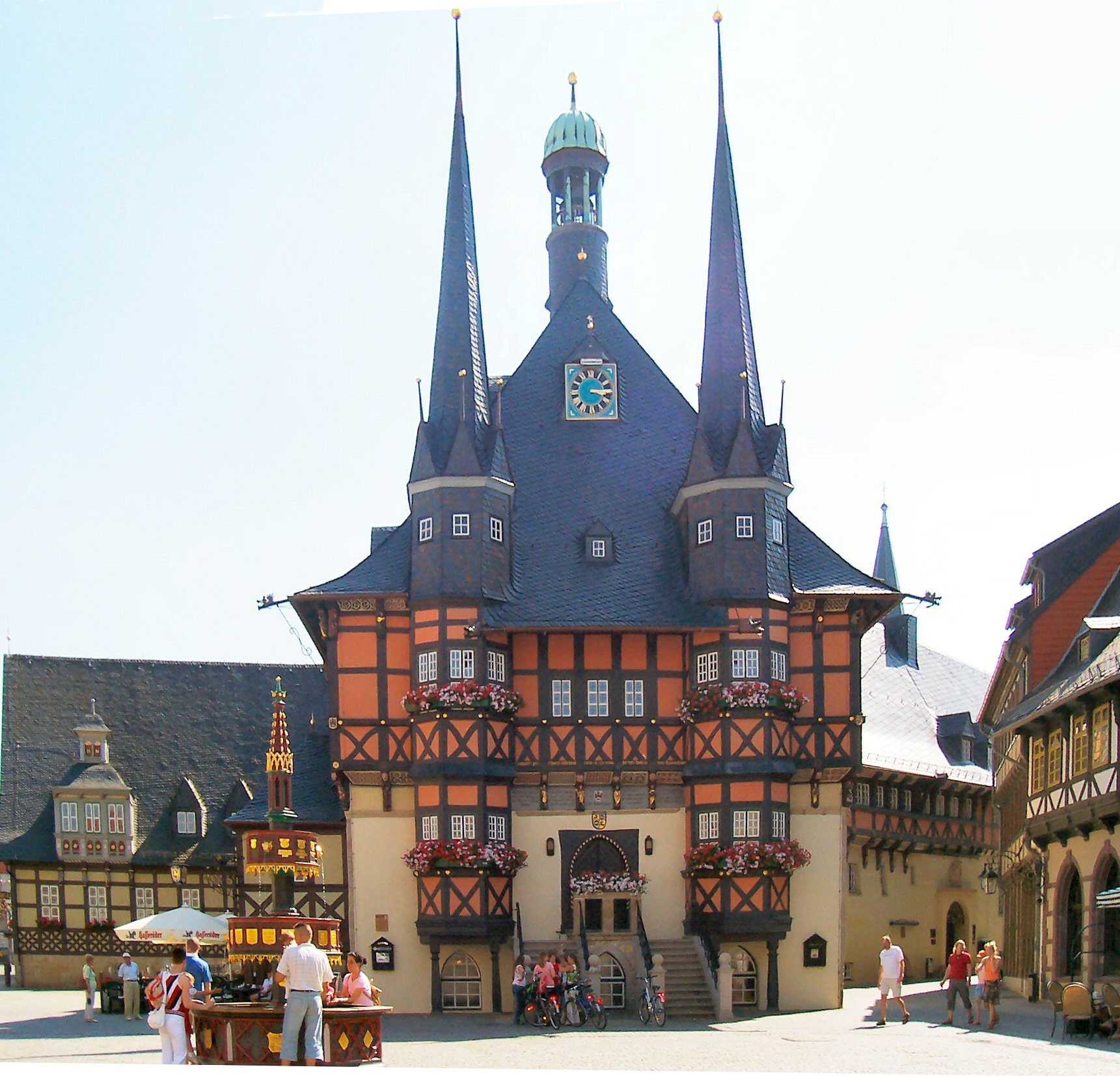
Rathaus Wernigerode

| - Alsleben (Saale) (Altstadt mit Saalemühle) - Annaburg (Altstadt mit Schloss und Prettin – Lichtenburg) - Arneburg (Altstadt mit Burgberg) - Aschersleben (Altstadt mit Stadtmauer) - Bad Lauchstädt (Kurstadt) - Bad Schmiedeberg (Kurstadt) - Ballenstedt (Tal- und Bergstadt mit Schloss) - Barby - Bernburg (Saale) (Altstadt mit Schloss) - Blankenburg (Harz) (Bergstadt mit Schloss) - Burg (bei Magdeburg) - Calvörde, Flecken - Coswig (Anhalt) (Altstadt mit Schloss) - Derenburg - Freyburg (Unstrut) - Gardelegen - Halberstadt (Altstadt mit Dom) - Haldensleben | - Halle (Saale), siehe Altstadt (Halle) - Harzgerode - Havelberg (Altstadt mit Domfreiheit) - Jessen (Elster) - Kemberg - Könnern - Köthen (Anhalt) (Altstadt mit Schloss) - Lutherstadt Eisleben (Altstadt; Luthergedenkstätten als UNESCO-Welterbe) - Lutherstadt Wittenberg (Altstadt; Schloss als UNESCO-Welterbe) - Magdeburg (Altstadt mit Dom) - Naumburg (Saale) (Altstadt mit Dom als UNESCO-Welterbe) - Oebisfelde-Weferlingen, Stadtteil Oebisfelde - Oranienbaum (Altstadt mit Schloss) - Osterburg (Altmark) - Osterwieck - Pretzsch (Elbe) (Altstadt mit Schloss) | - Quedlinburg (Altstadt mit Stiftskirche und Schloss als UNESCO-Welterbe) - Querfurt (Altstadt mit Burg) - Salzwedel - Sangerhausen - Schönebeck (Elbe) – Bad Salzelmen - Seehausen (Altmark) - Stendal (Altstadt mit Stadtbefestigung) - Südharz, Ortsteil Stadt Stolberg (Harz) (Bergstadt) - Tangermünde (Altstadt mit Burg) - Weißenfels (Altstadt mit Schloss) - Werben (Elbe) - Wernigerode (Bergstadt) - Wettin - Wörlitz - Zeitz (Altstadt mit Schloss) |

### Schleswig-Holstein

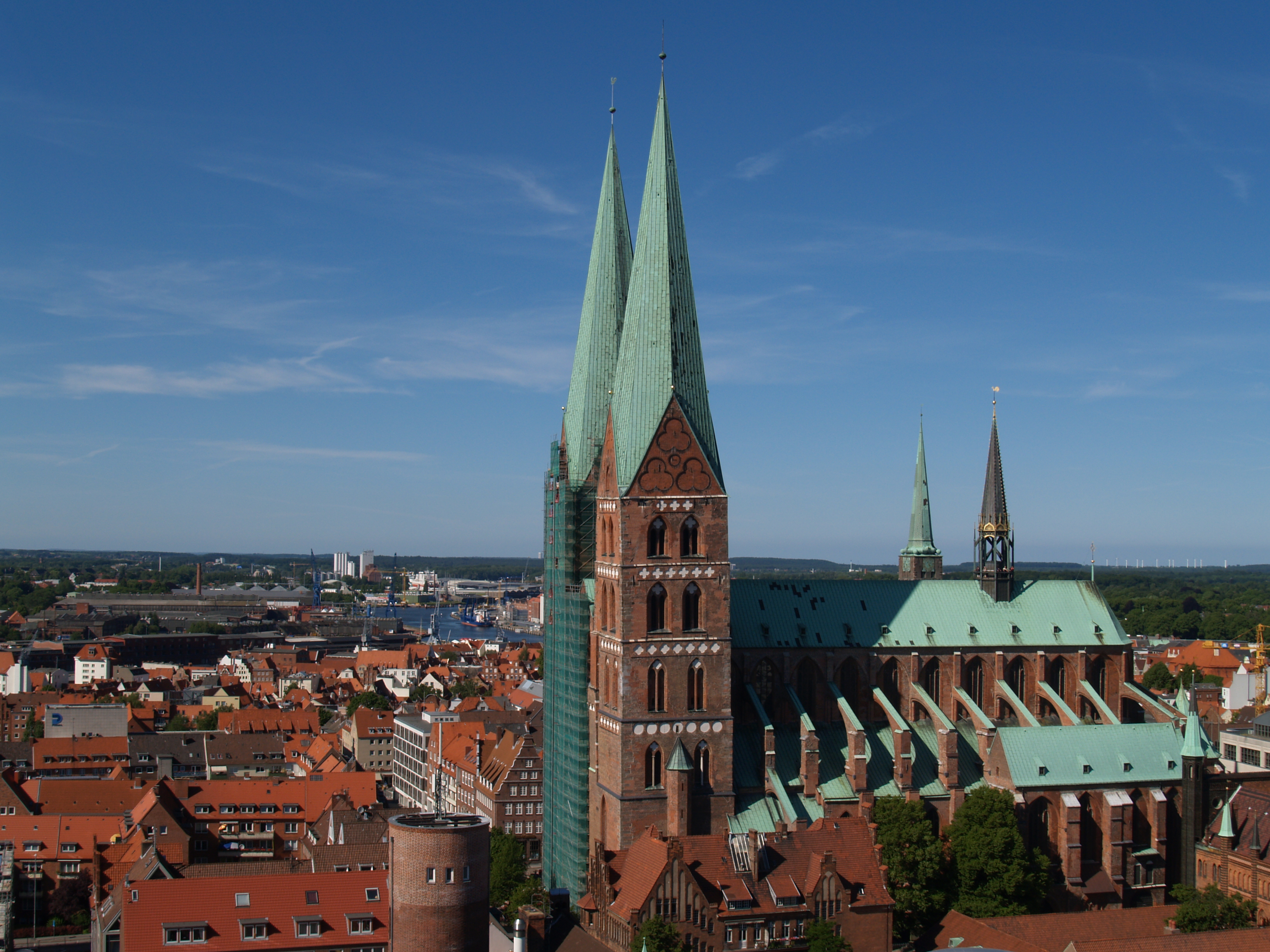
Lübeck; Blick von St. Petri nach Norden mit Marienkirche
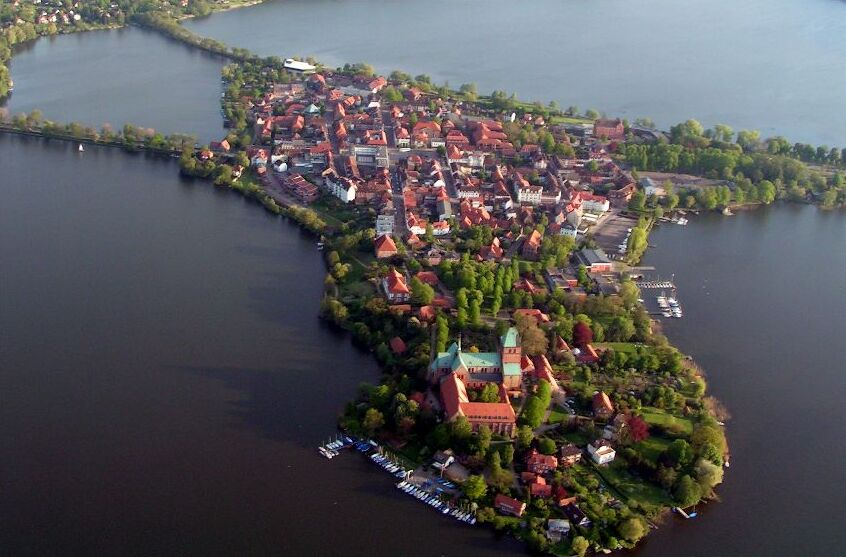
Ratzeburg; Altstadtinsel

| - Arnis (Halbinsel, kleinste Stadt Deutschlands) - Burg auf Fehmarn - Eckernförde (Fischerstadt mit Strand) - Eutin (Residenzstadt) - Flensburg, siehe Altstadt (Flensburg) - Friedrichstadt - Glückstadt (Barockanlage) - Heiligenhafen - Husum | - Kappeln - Kiel, siehe Altstadt (Kiel) - Krempe - Lauenburg/Elbe (Unterstadt an der Elbe) - Lübeck (Hansestadtkern mit Holstentor als UNESCO-Welterbe), siehe Lübecker Altstadt sowie Travemünde (Seebäderstadt) - Lütjenburg - Meldorf - Mölln | - Neustadt in Holstein - Plön (Residenzstadt) - Ratzeburg (Altstadtinsel mit Dom) - Rendsburg (Altstadt und Neuwerk) - Schleswig (Residenzstadt) - Tönning - Uetersen (Historisches Kloster mit Altstadt) - Wesselburen - Wilster |

### Thüringen

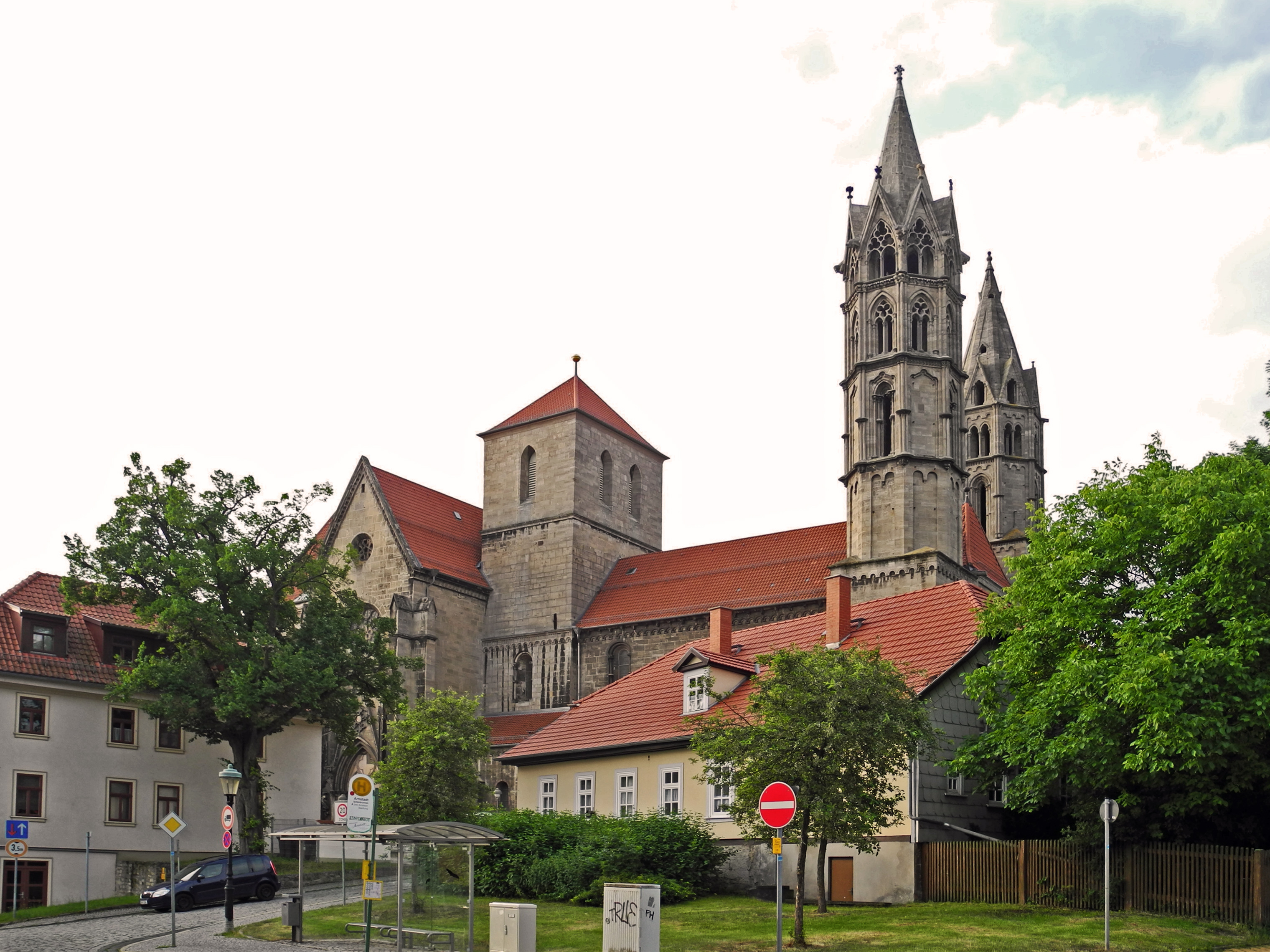
Arnstadt: Liebfrauenkirche
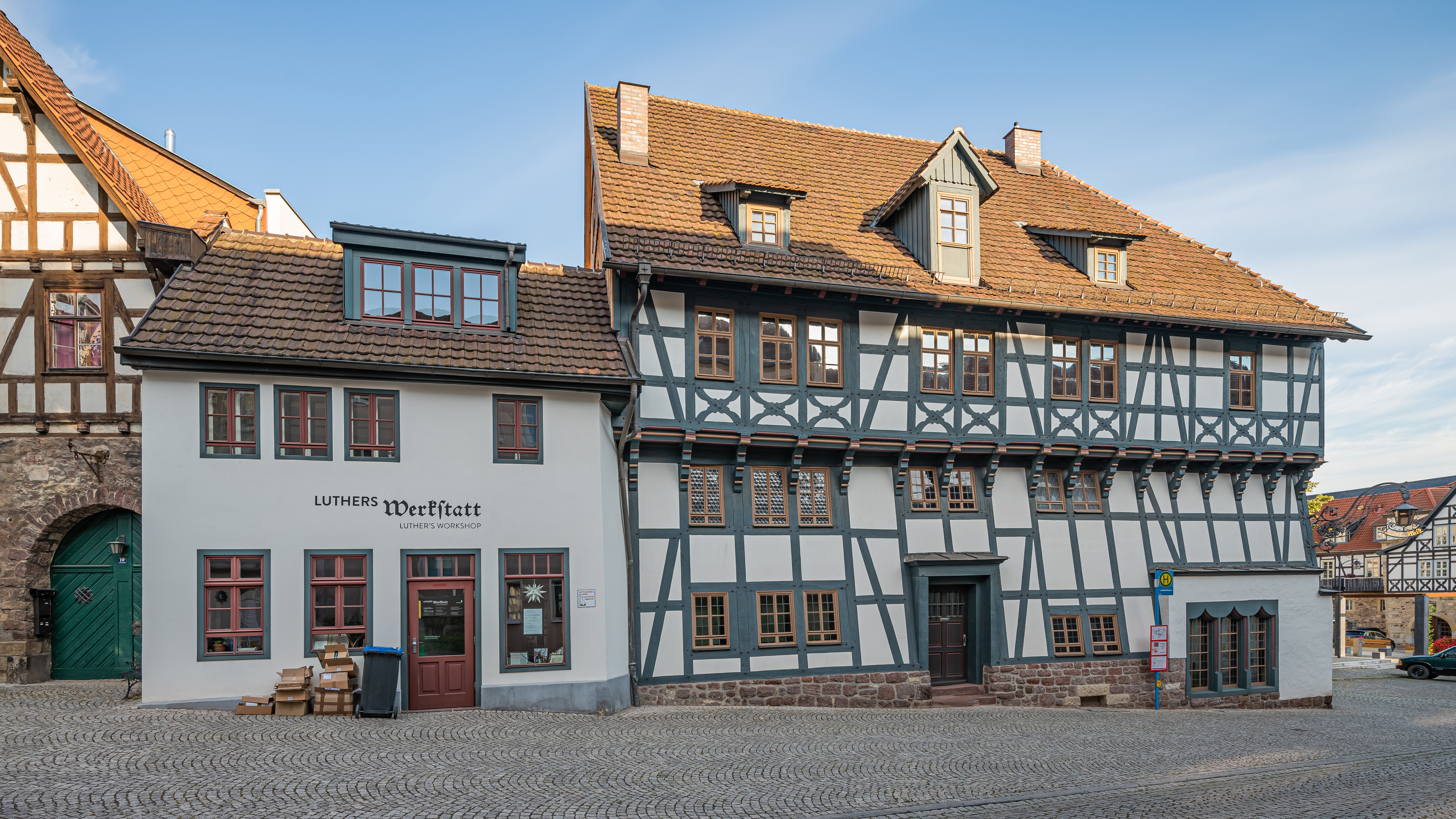
Das Lutherhaus in Eisenach
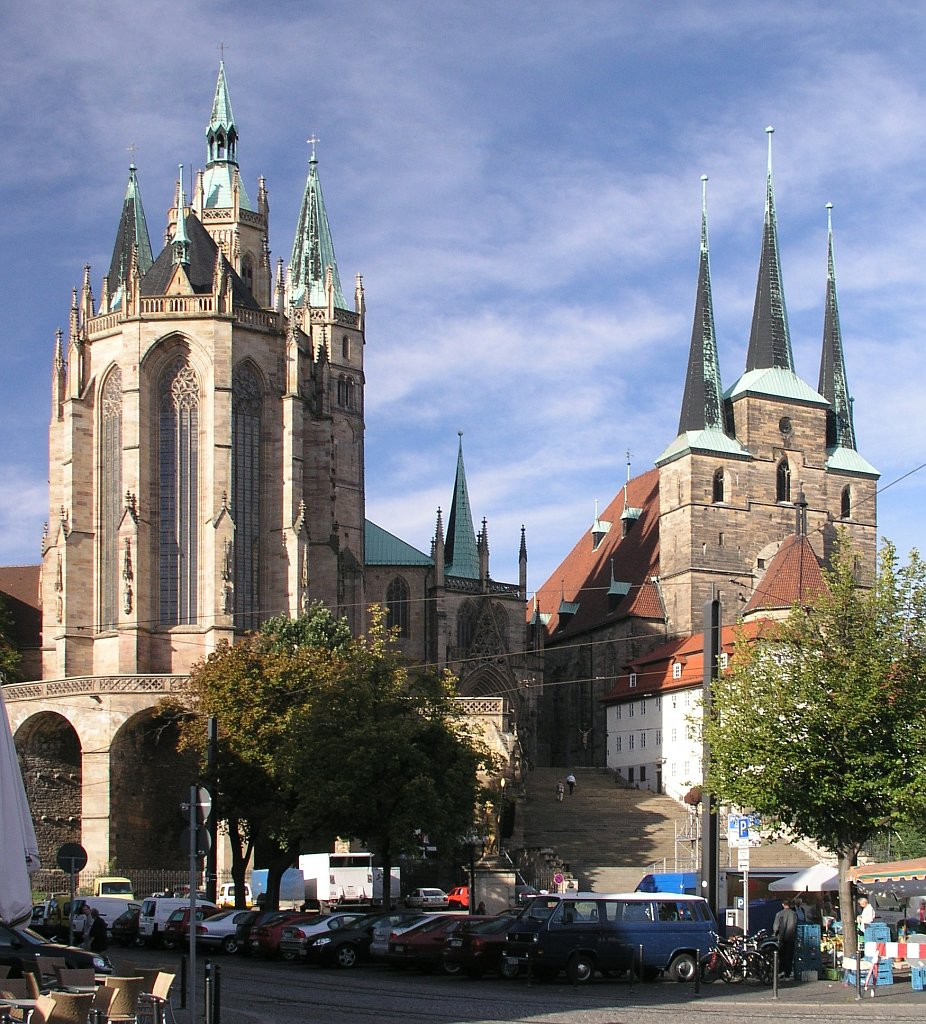
Erfurter Dom und Severikirche
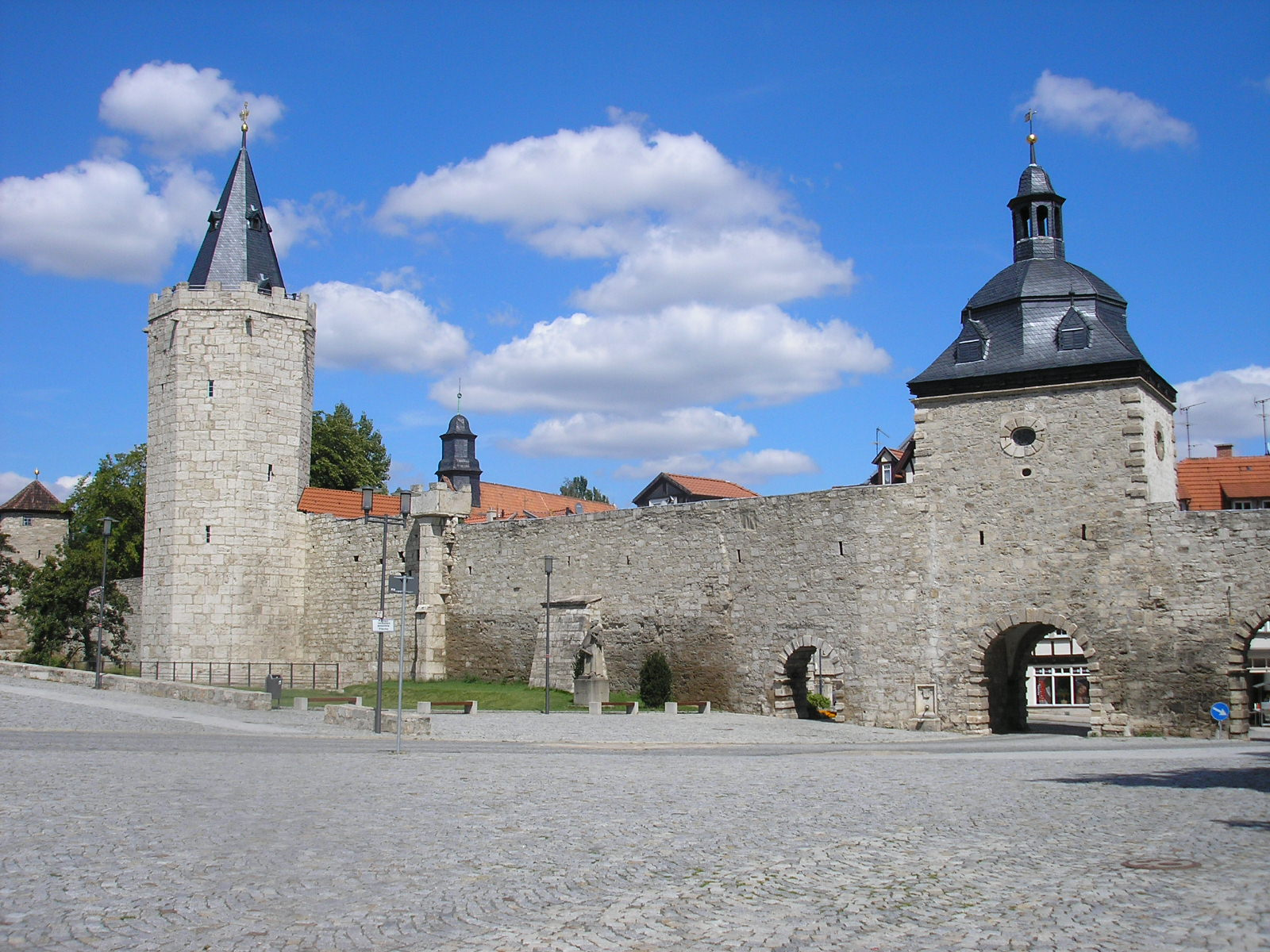
Stadtbefestigung von Mühlhausen

| - Altenburg, Residenzstadt mit Burg/Schloss - Arnstadt, Residenzstadt mit Schlossruine - Bad Berka, Kurstadt des Barocks und Klassizismus - Bad Langensalza, Ackerbürgerstadt gotischer Prägung - Bad Liebenstein, Kurstadt mit klassizistischer Prägung - Bad Tennstedt - Buttstädt - Creuzburg, strategischer Werraübergang mit Burg (romanisch-gotisch) - Dornburg, Altstadt und Dornburger Schlösser am Saalehang - Eisenach, Residenzstadt, historischer Stadtkern mit Stadtbefestigung, Wartburg als UNESCO-Welterbe - Eisenberg, Residenzstadt - Eisfeld, Ackerbürgerstadt, „hennebergisches Fachwerk“ - Erfurt, Handelsstadt, Altstadt der Gotik und Renaissance mit Krämerbrücke und Dom, siehe Altstadt (Erfurt) - Geisa, Ackerbürgerstadt - Gotha, Residenzstadt barocker Prägung, mit Schloss - Greiz, Residenzstadt - Greußen | - Heldburg, Ackerbürgerstadt mit Fachwerk und Veste Heldburg - Heilbad Heiligenstadt - Heringen/Helme - Hildburghausen, Residenzstadt mit Prägung aus Renaissance/Barock - Ilmenau, Bergstadt barocker Prägung - Jena - Kahla - Königsee, Amtsstadt barocker Prägung - Kranichfeld, Ackerbürgerstadt mit zwei Burganlagen - Meiningen, Residenzstadt klassizistischer Prägung, siehe Historische Altstadt Meiningen - Mühlhausen, Reichs- und Handelsstadt gotischer Prägung - Neustadt an der Orla - Ohrdruf, Residenzstadt Renaissance/Barock - Orlamünde - Pößneck - Ranis - Römhild, ehemalige Residenzstadt im Grabfeld, am Fuße der Gleichberge - Altstadt von Apolda, (ehemalige Industrie & Glockenstadt Produktion von Textilien und Autos, große Glockengießerei) | - Rudolstadt, Residenzstadt im Saaletal, überragt von der Heidecksburg - Saalfeld/Saale, Altstadt der Gotik und Renaissance - Schleiz, Residenzstadt - Schmalkalden, Berg- und Fachwerkstadt - Schleusingen, Residenzstadt mit Festung an der Vereinigung mehrerer Täler - Sondershausen, Residenzstadt - Stadtilm - Treffurt - Ummerstadt, Fachwerkstadt (hennebergisch-fränkisch) - Vacha, Ackerbürgerstadt - Wasungen, Fachwerkstadt (hennebergisch-fränkisch) - Weida, Residenzstadt im Weidatal, überragt von der Osterburg - Weimar, Klassisches Weimar und Bauhausstätten als UNESCO-Weltkulturerbe, Residenzstadt - Weißensee, gotische Ackerbürgerstadt - Wiehe - Ziegenrück |